# Buzánszky Jenő Stadion
A Buzánszky Jenő Stadion és sporttelep Dorog város, valamint Komárom-Esztergom vármegye egyik legnagyobb, egyben Magyarország egyik legrégebbi sportlétesítménye. A nyilvántartásban korábban Bányász stadion, majd Dorogi Városi Stadion néven szerepelt, míg 2010. május 4. óta viseli Buzánszky Jenő nevét. A város közepén, a Köztársaság út – Iskola utca – Vasút-sor – Zsigmondy Vilmos-lakótelep által közrezárt, 6334 négyzetméternyi területen található. Egykor a Dorogi Szénbányák Vállalat, 1995 óta napjainkig pedig a Dorogi Szénmedence Sportjáért Közalapítvány a tulajdonosa. 2012 óta a Dorog Város Egyesített Sportintézménye végzi az üzemeltetését. A Dorogi FC, valamint a Dorogi Egyetértés SE székhelye és centerpályája.
Építése 1914-ben kezdődött, azonban az I. világháború eseményei miatt megakadt és 1918-ban folytatódott, végül 1921-ben avatták fel. Az észak-dél tájolású stadion egy komplett sportközpont is egyben, ahol a füves szabványméretű labdarúgópályát és a hatsávos salakos atlétikai futópályát övező lelátókon és öltözőépületen kívül klubszékház, sportcsarnok, uszoda, birkózócsarnok, műfüves villanyfényes edzőpálya, automata tekepálya, strandröplabda pálya, zenepavilon, sportmúzeum, műanyag borítású sípálya, büfék, szauna és fitnesz szalon is található. Korábban szabadtéri tenisz-, kézi- és röplabdapálya, kuglipálya, salakos kispálya, valamint egy komplett atlétikapálya is üzemelt benne. A létesítmény fő tervezője a kor neves és népszerű aranyokleveles építészmérnöke, a Dorogon élt Gáthy Zoltán volt.
Az idők során több felújításon és bővítésen ment keresztül úgy, hogy az eredeti arculatát mind a mai napig megőrizte. Hivatalosan a legnagyobb befogadó képessége 15 000 fő volt, amit 1963-ban hitelesítettek. Napjainkban, az elfogadott új rendszabályok alapján tízezer, a FIFA-szabványra történő átalakítása esetén pedig hatezer néző befogadására alkalmas. A 2001-ben történt központi hitelesítés alapján „C”-kategóriás besorolást, míg 2016-ban, az MLSZ megszigorított követelményének eleget téve, másodosztályú engedélyt kapott. A stadion mint komplett sportközpont működik. Mindenkori fő rendeltetése, hogy a Dorogon működő versenysportokban részt vevő csapatok számára a mérkőzésekhez, versenyekhez, viadalokhoz, valamint az edzésekhez és a felkészülésekhez a megfelelő körülményeket biztosítsa. A versenysport mellett a diák-, és a tömegsportot is szolgálja. A sport adta lehetőségeken felül kihasználtsága szélesebb körben is kiterjed. A stadion egyben kulturális és szabadidőközpont is, amely a dorogi és a vonzáskörzetben élők számára számos kikapcsolódási lehetőséget is biztosít.
Története során rengeteg kiemelkedő, köztük számos világhírű sportoló alapozta meg itt a hírnevét, szinte valamennyi sportágból. Csak néhányat említve, Grosics Gyula, Buzánszky Jenő, Ilku István, Ilku Péter, Monostori Tivadar, Varga János, Szűcs Lajos, Mucha József, Szabó József, Beke Imre, Ferencz Károly, Bacsa Péter, vagy Fekete László. Ezen felül itt készült a berlini olimpiára Csik Ferenc olimpiai bajnok úszó, valamint a dorogi csapat tagjaként itt szerepelt Ivo Georgiev bolgár válogatott labdarúgó is.
A létesítményben megfordult hírességek listája is figyelemre méltó. A magyar sport legnagyobb egyéniségei közül gyakorlatilag minden egyes labdarúgó szerepelt már Sárosi Györgytől, az Aranycsapat tagjain át Détári Lajosig, vagy más sportágak képviselői, mint Papp László, Hegedűs Csaba, Kocsis Ferenc, Adler Zsigmond, a magyar asztalitenisz-válogatott, a magyar birkózó-válogatott, a magyar úszó-válogatott. A leghíresebb honi játékvezetők közül Palotai Károly, Puhl Sándor és Bozóky Imre vezettek többször itt mérkőzést. Napjaink egyik nemzetközileg is legelismertebb játékvezetője, Erős Gábor pedig gyakran időzik itt kollégáival és barátaival. Szintén a neves vendégek sorát gyarapítják a Magyar Olimpiai Bizottság, a Magyar Olimpiai Akadémia tagjai. A sportolókon kívül számos híresség – köztük színészek, zenészek – is tiszteletüket tették. A vezető politikusok közül itt járt Lengyel Gyula, Peyer Károly, Chorin Ferenc, József főherceg, Kádár János, Orbán Viktor, Szili Katalin, Latorcai János, Jánosi György, Vona Gábor, valamint a hírhedtségükről nevezetes Kun Béla, Szamuely Tibor, Rákosi Mátyás és az iráni sah, Mohamed Reza Pahlavi. Ezen kívül XII. Piusz pápa, Serédi Jusztinián, Radnóti Miklós, Németh László, Erdő Péter, továbbá Habsburg Ottó és családja a dorogi látogatása során érintette a stadiont.

## Története

### Az első évtized

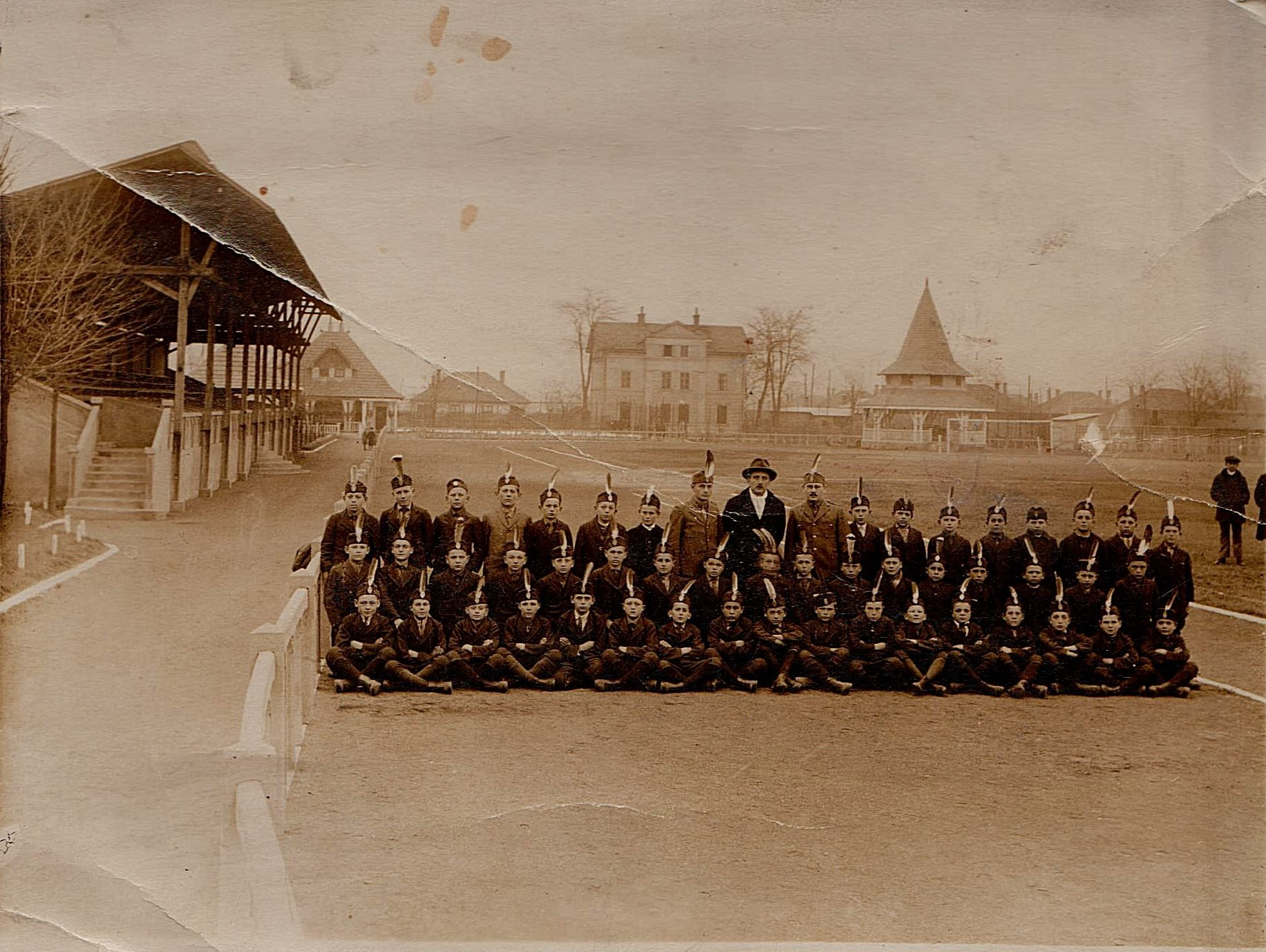
Tradicionális felvétel az 1920-as évek közepéről

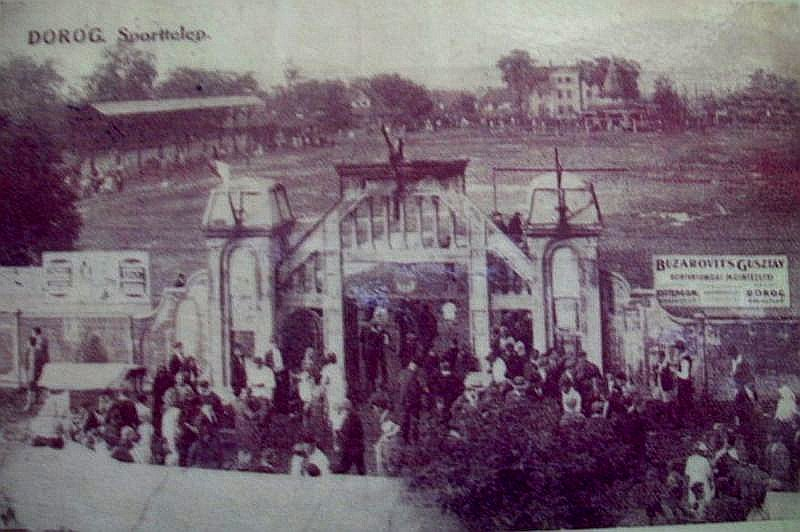
A régi főbejárat, a Déli kapu

Az 1914 tavaszán megalakult dorogi sportegyesület első fontos teendői közé tartozott, hogy pályát találjon magának. A szükséges kérvényeztetést követően dr. Schmidt Sándor bányaigazgató a vasút északi oldalán húzódó placcot jelölte ki számukra. A korabeli helymeghatározása szerint Dorog északi településrészén, az Öregkolónia szomszédságában épült. A teret a helyi fiatalok már a futball megjelenése és népszerűvé válása előtt is sportolásra használtak, mégpedig a közkedvelt méta nevű játékot űzték. A leendő sporttelep mellett volt közvetlenül a Binder vendéglő. Azon túl, hogy a sportbarátok törzshelyévé vált, többek között itt alkották és írták alá a Dorogi AFC alapító okiratát, valamint itt születtek a stadion tervei is 1914-ben. A hely fontosságát emelte, hogy a tulajdonos, Binder Lőrinc vált a klub első mecénásává. Mind a sportot, mind a sporttelep kialakítását szervesen támogatta. Elsőként a játéktér kialakítása valósult meg, amelyet gondos mérnöki tervezést követően alakítottak ki. Tekintélyes mennyiségű földet mozgattak meg az alapozáshoz. Egy nagy kiterjedésű és viszonylag mély gödröt ástak, amelynek üregét a visszakerülő föld közé vegyítve különböző vízelnyelő anyagokkal töltötték fel. Ezt követően a terület döngölésével és hengerlésével nyertek sima felületet. A pályát észak-dél irányban tájolták. A munkálatok Bauer János építőmester és Kompolthy Ödön, a neves helyi bányamérnök irányítása mellett zajlottak, amiből a sportolók mellett számos önkéntes is kivette a részét. A játéktér ennek a tervszerűen kialakított alapnak köszönhette, hogy nemzetközi színvonalú pályája lett Dorognak, amely a későbbiekben is dacolt az időjárási viszonyokkal és sikeresen ellenállt a természet erőivel szemben. Egyik legnagyobb erénye a mérhetetlenül nagy vízelvezető képessége. A dorogi fatelep ajándékaként készültek el a futballkapuk. A csapat már a klubalapítás évében saját pályáján fogadhatta ellenfeleit. A hírverő és bemutató futball mérkőzések mellett mindjárt egy más jellegű programra is sor került a sporttelepen, ahol 1914. június 28-án Megyei Tűzoltóversenyt rendeztek, éppen azon a napon, amikor a Osztrák–Magyar Monarchia trónörököse, Ferenc Ferdinánd és felesége, Zsófia hercegnő merénylet áldozata lett Szarajevóban. Az I. világháború kitöréséhez közvetlen ürügyül szolgáló esemény a világtörténelmet meghatározó hatásai mellett évekre visszavetette mind a dorogi sport további fejlődését, mind a stadion építését.

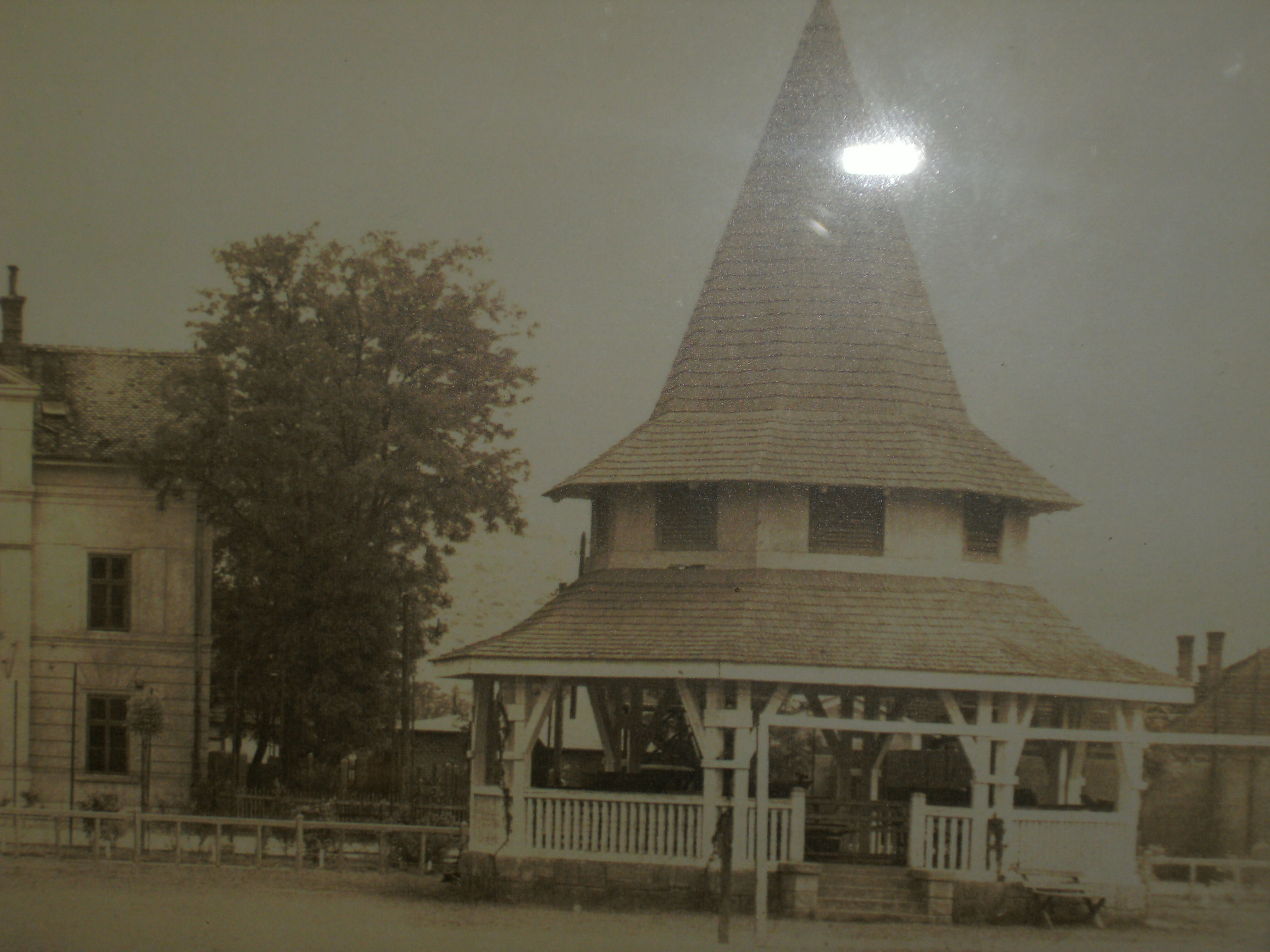
Zenepavilon a stadionban, 1925-ben

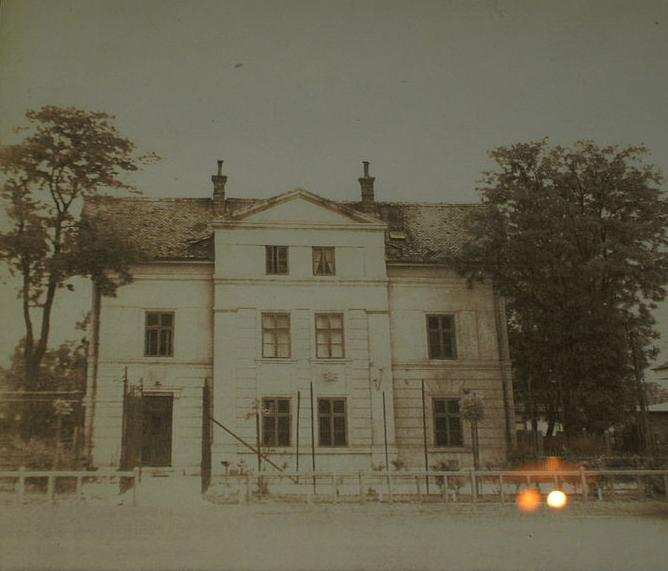
A klubszékház 1895-ben készült épülete

Az első világháború történései miatt megakasztott építkezés érdemi folytatására 1918-ban kerülhetett sor. A Doroggal szomszédos településen, a mai Esztergom-Kertvárosban (akkoriban Esztergom-Tábor) működött az ország legnagyobb hadifogolytábora. A háborút követően felszámolták a tábort, ahonnan a dorogi sportbarátok a fölöslegessé vált kerítést elhozták, és abból kialakítva oldották meg a pálya és a sporttelep elkerítését. A Tanácsköztársaság idején Lengyel Gyula, Peyer Károly, Kun Béla és Szamuely Tibor is megfordult a sporttelepen, azonban nem sportcélból. Nagyszabású propagandájuk egyik részeként Dorogon tartottak agitációs beszédet, valamint megkezdték a tanácshatalom ellenségeinek kikiáltott személyek begyűjtését. Próbálkozásuk azonban kudarcot vallott, mert a munkások nem voltak hajlandók kiadni vezetőiket, másfelől a szónoklatok botrányba fulladtak, miután a dorogi hallgatóság komolytalannak minősítette a hallottakat. Dr. Schmidt Sándor bányaigazgatót és több dorogi elöljárót is elbújtattak biztonságos helyre. A Tanácsköztársaság bukása után megkezdődött a lelátó építése mellett, az atlétikapálya, teniszpályák, majd az öltözők és egyéb kiszolgáló objektumok létesítése is. A tervezésbe bekapcsolódott a kor kiváló építésze, Gáthy Zoltán is, akinek egyik alkotása a Dorogi Bányász Zenekar részére készült Zenepavilon volt, amely a sporttelep egyik kuriózuma és dísze lett. A zenekar elmaradhatatlan része volt a sportrendezvényeknek, és minden jelentős eseményen innen szolgáltatta a zenét. Idővel a szurkolást és a meccsek hangulatát is emelte, amikor a dorogi góloknál tust húzott. A stadionban 1919 őszén került sor a Dorog AC labdarúgócsapatának legelső hazai bajnoki mérkőzésére az 1919–1920-as évadjában, az amatör liga másodosztályában.

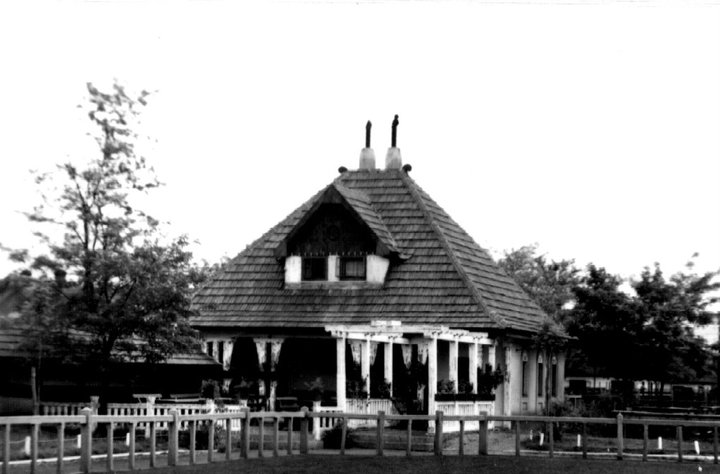
A „Bagolyvár”, azaz az egykori büfé és öltöző épülete a kerthelyiséggel és a kuglipályával

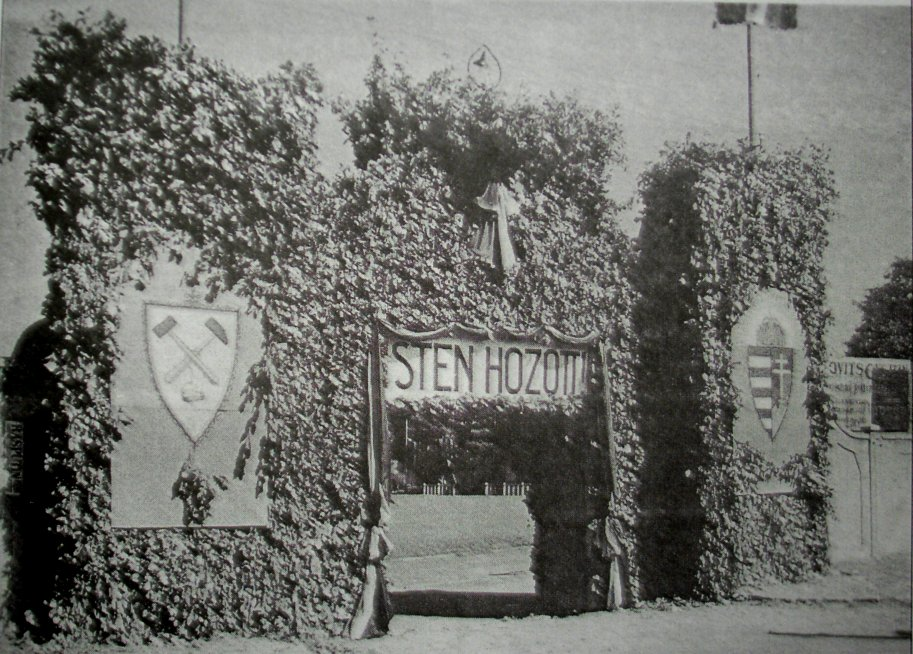
A felvirágozott Déli kapu az 1930-as években

Az elkészült fedett ülőhelyekkel, szektorokkal és díszpáhollyal ellátott tribün, valamint a főbejáratot képező Déli kapu is, amelyek a kor építészetének egy-egy remekei voltak. A tribün mellvédjét kőfaragások, zászló- és virágtartók díszítették. Díszpáholyában rendszeresen foglaltak helyet a település elöljárói, köztük maga, Schmidt Sándor is, valamint a meghívott vendégek. Az egyesület megkapta azt az 1895-ben épült emeletes épületet is, amelyet korábban vasútállomásnak, majd a csendőrség központjának szántak. A labdarúgópálya eredeti mérete 110x60 méteres, a körötte húzódó futópálya pedig 413 méteresre készült. A fedett tribün 1600 néző befogadására volt alkalmas és ekkora már készen állt és használható volt az első úszómedence is, amely 50x12 méteres mérettel rendelkezett. A teljes beruházás 2 millió korona összegű volt, amelyet teljesen helyi forrásokból finanszíroztak. Az anyagi hátteret a dorogi bányavállalat fedezte.
Még a hivatalos megnyitó előtt két hónappal már egy országra szóló atlétika verseny megrendezésére is sor került, amelyet Dorogi kerületi verseny néven harangozott be a sajtó, ahol számos neves atléta képviselte magát még a fővárosból is. A rendezvény értéke felért egy megnyitó ünnepséggel, ugyanis a hivatalos program keretén belül sor került a Pestvidéki kerület alakuló közgyűlésére is, valamint a Nemzeti Színház művészmatiné előadására. Az eseményen ezren foglaltak helyet a lelátókon.
1921-ben elkészült a színvonalas sportcentrum, amelyet még ugyanazon év októberében egy jeles és nagyszabású atlétikai viadallal nyitottak meg ünnepélyesen. A megnyitón kétezren vettek részt, köztük a díszvendégek soraiban számos egykori miniszterrel, katonai parancsnokkal. A versenyen több országos rekord is született. Ezzel a versennyel egyben egy tradíció is elindult, ugyanis innentől fogva évenként, a késő nyári időszakban megrendezésre került a Dorogi AC atlétikai viadala, amely az egyik legnépszerűbb versennyé nőtte ki magát, ahol az ország legnevesebb atlétái rendre részt vettek. A Magyar Atlétikai Szövetség elismerése és köszönete mellett Dorogot atlétacentrumnak nyilvánította.
1922. június közepén a birkózók és az ökölvívók 120 főből álló küldöttsége látogatott a stadionban, soraiban csupa válogatott sportolóval egy propaganda versenyre. 2000 fős nézősereg előtt került sor a versenyekre, amelyek közötti szünetekben a dorogi Bányász Zenekar szórakoztatta a közönséget. A sporttelep továbbra is folyamatosan bővült. A vidéki települések sorában elsőként Dorogon készült a több medencét magában foglaló versenyuszoda, amihez öltözősor, napozó, fedett lelátó és műugrótorony is tartozott. Ezen kívül három teniszpálya, új büfé, klubhelyiség, öltöző, fürdő és a kuglipálya is helyett kapott a létesítményben.
A szabadon maradt tereket parkosították. Egyetlen évtized leforgása alatt a település egy nívós sportcentrummal gazdagodott, majd ráadásként, a korszak méltó zárásaként megszületett az első bajnoki cím, amit a labdarúgók vívtak ki az amatőr liga másodosztályában (Középmagyarországi kerület, II. o., Váci alosztály). Az impozáns sporttelepet az 1920-as évek első felében több képeslapon is megörökítették.

### A két világháború között

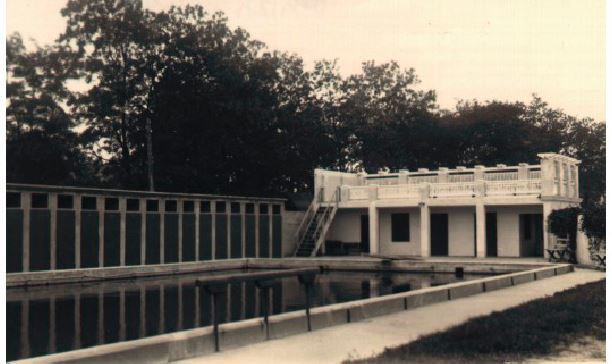
A versenyuszoda egyik medencéje a kabinsorral és a napozóterasszal

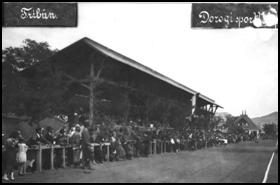
Sportrendezvény 1927-ben

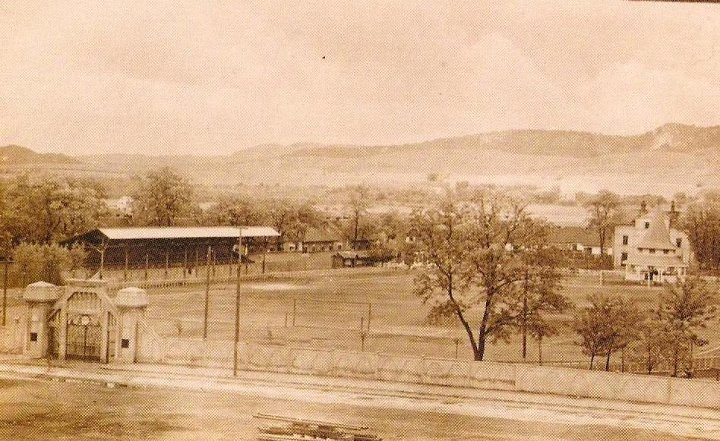
A stadion látképe déli irányból 1925-ben

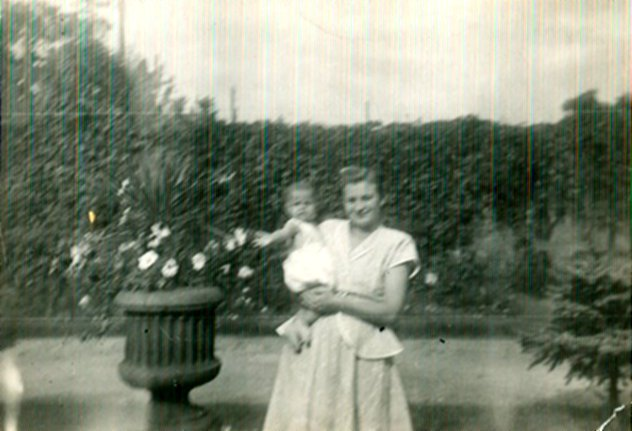
A stadion parkja

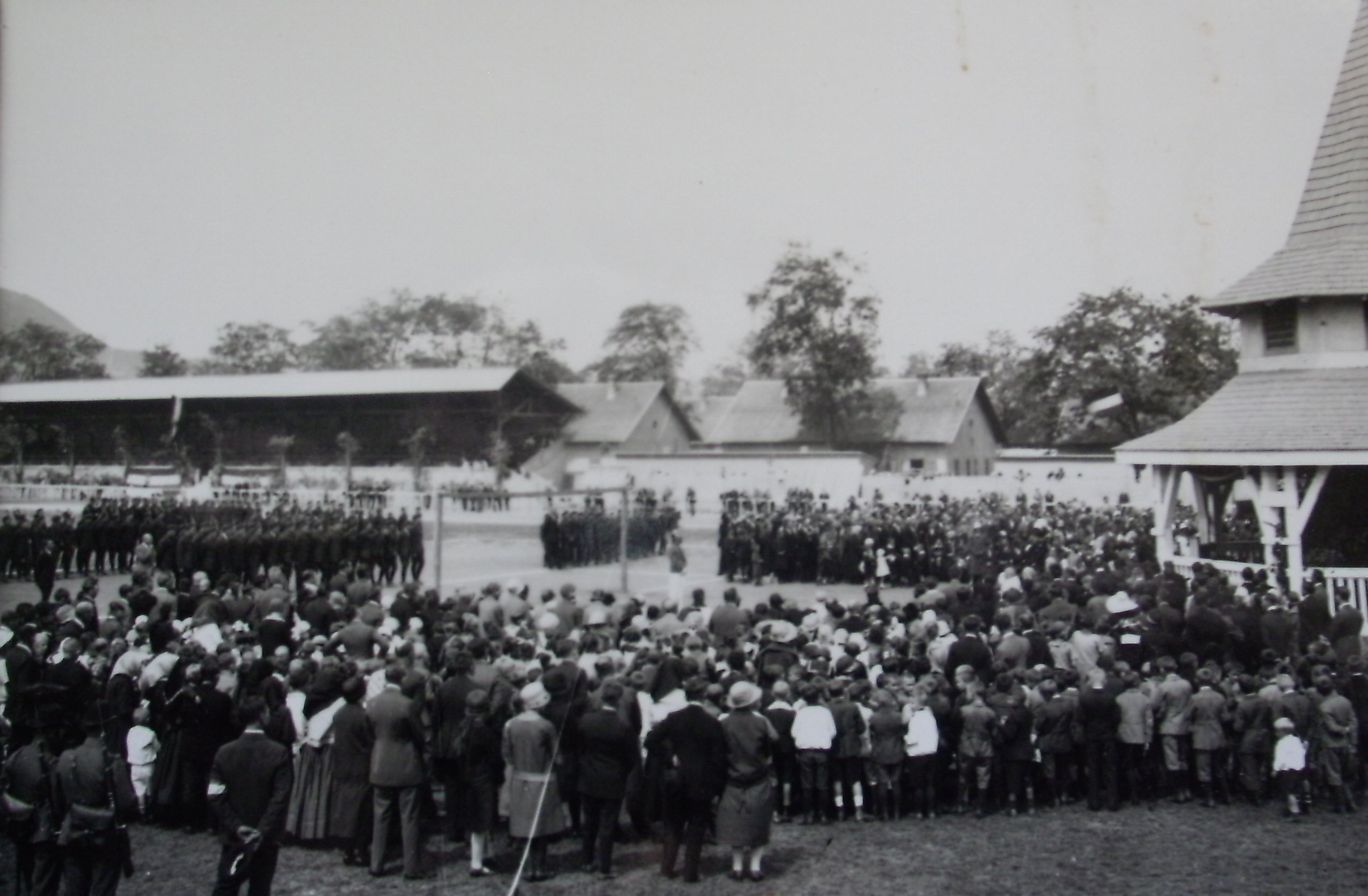
A stadion rendezvényeinek egyik különlegessége, a Levente-avatás

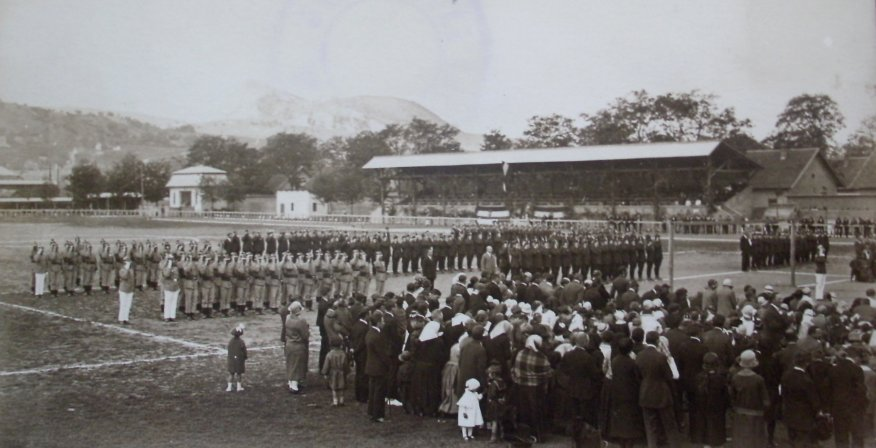
Egy másik felvétel a korabeli Levente-avatási ünnepségről

A kezdeti időszakban Komoróczy Miklós organizálta a sporttelepen zajló rendezvényeket, nagy hangsúlyt fektetve arra, hogy a sportrendezvények minél magasabb nívót érjenek el és minél szélesebb tömegekhez szóljanak. Támogató bálokat rendezett, valamint egész napos komplex műsorokat állított össze, ahol a művészetek és a sport közös értékeit igyekezett kidomborítani. Komoróczy szervezésében 1923 júniusában az ország legnevesebb tornászai és atlétái vettek részt sportviadalon a dorogi sporttelepen.
Nem sokkal az avatást követő időszakban a Nemzeti Sport egy külön cikkel is foglalkozott a sportteleppel, amelyben többek között ezt írták:
"Kiemeltük a verseny kimagasló sportértékét, de ezzel kapcsolatban ujólag kell szólnunk a dorogi csodaszép sporttelepről. A dorogi sporttelep kontinentális értelemben véve a maga nemében páratlan. Rövid két év alatt olyan nagystilü beruházások és épitkezések létesültek, amelyek bámulatra ragadják a szemlélőt. A klubvezetőség európai stilü pálya és sport fejlesztésével olyan példát adott a magyar sportnak, hogy annak kihatása nemsokára az egyetemes magyar sportban is mutatkozni fog. A sporttelep a munkások, bányászok otthona, legkedveltebb szórakozó helye. Sportélete fővárosi értelemben véve fejlett. A sporttelepen a következő sportágakat kultiválják: atlétika (a legjobb magyar futópálya), labdarugás, uszás (a pályán egy 25 m. és egy 50 m.-es modern betonuszoda van), birkózás, tornázás, vivás, tennisz, korcsolyázás."
A létesítmény az 1920-as évek vége és a második világháború között élte első virágkorát. Valamennyi sportesemény ünnepszámba ment, amit fokozott a jó szervezés is, miután a versenyeket, vetélkedéseket egymást követően bonyolították le. Így gyakorlatilag egész napos programot biztosítottak a lakosság részére, amelynek csúcspontja az aktuális futballmérkőzés volt. A pezsgő és tartalmas folytonossághoz hozzájárultak más népszerű rendezvények is, mint a bálok, táncmulatságok, vagy az iskolai tornabemutatók. Gyakran tartottak egyéb népünnepélyeket, Levente-avatást, istentiszteletet, olykor pedig munkásgyűléseket is. A nagyszámú látogatottság és a sportcentrum népszerűsége a gazdag programokon kívül annak is volt köszönhető, hogy a településen kivétel nélkül minden családból akadt legalább egy fiatal, aki sportolt a DAC színeiben, valamint az emberek maximálisan a sajátjuknak érezhették, miután a sportközpont építkezésében, majd rendbetartásában tömegesen vállaltak részt önzetlenül. A működéshez szükséges anyagi hátteret részben a dorogi bányavállalat (akkoriban Salgótarjáni Kőszénbánya Rt.) biztosította, részben a kialakult pártoló-tagsági díjakból és adományokból teremtették elő. Hamarosan kitüntetett szerephez jutott a létesítmény, ahová az ország élsportolói gyakran és szívesen mentek edzéseiket is tartani. Különösen a válogatott atléták és az úszók voltak szinte állandó vendégek. Az egyik legnevesebb ilyen látogató Csik Ferenc olimpiai-, Európa- és sokszoros magyar bajnok úszó volt, aki az idők során törzsvendégnek számított a dorogi sporttelepen. 
A sporttelep valamennyi rendezvénye kitüntetett fontossággal bírt, amelyek során nagy hangsúlyt fektettek a díszítésre is. A legtöbb esemény alkalmából zászló- és virágdíszben úszott a tribün, a főbejárat, a Zenepavilon és sokszor a kerítés is. A stadion kihasználtságát és az általa adott lehetőségek széles skáláját mutatja, hogy a sport mellett, vagy éppen azzal szorosan egybekötve számtalan egyéb rendezvény lebonyolítását szervezték benne. 1923-ban számos kiemelkedő sportrendezvényre került sor, többek között a Magyar Úszó Szövetség Dunakanyar úszóversenyére, a Középmagyar kerület – Budapest válogatott labdarúgó mérkőzésre, továbbá Országos propaganda tornaünnepélyre, valamint a Pestvidéki kerületi csapatbajnoki atlétikai viadalra.
1926-ban nagyszabású torna- és gimnasztika seregszemlét rendeztek, valamint ugyan ebben az évben a Magyar ifjúsági válogatott érkezett látogatóba, hogy a dorogiak ellen megmérkőzzön. A találkozó a válogatott 3–2-es győzelmével végződött. 1927-ben érkezett Dorogra az olimpikon magyar bajnok atléta, Solymár Károly, akit a sportcentrum vezetésével bíztak meg. Az egykori kiváló sportoló, mint vérbeli atléta és szakedző, a dorogi atlétikai szakosztály vezetője is volt egyben, de bábáskodott a többi szakosztály, így a birkózók és az úszók felett, valamint a futballcsapat edzőjeként is tevékenykedett. Mint sportszervező, a tömegsport kiépítésén is sikeresen fáradozott. Hosszú ideig ő volt az egyetlen fizetett alkalmazott a sporttelepen. Szolgálati lakásként a klubszékház első emeleti helyiségeit kapta meg családjával. 1928-ban egy jótékonycélú ünnepi versenynapot szerveztek Dorogi Olimpiád néven, amelynek teljes bevételét az Amszterdami olimpiára készülő magyar sportolók szükséges költségeinek hozzájárulásához ajánlották fel. Az egész napos rendezvény keretén belül atlétikai és tenisz versenyek, továbbá vizilabda és futball mérkőzés zajlott. E két utóbbi sportágban a házigazda dorogiak ellenfele a RAFC csapatai voltak. Az eseményről nem csak beszámoló jelent meg a korabeli Nemzeti Sport oldalain, de egyben követendő példaként állították az ország sportszerető közönsége elé a dorogiak kezdeményezését. Ugyancsak 1928-ban a kétnapos Katolikus bányásznap elnevezésű vallási töltetű ünnepség zajlott Serédi Jusztinián biboros-hercegprímás által celebrált egyházi áhítat. Az első nap közel 5 ezer ember részvételvével zajlott, másnap pedig már összesen 8 ezren látogattak ki a stadionban, hogy a megtartott istentisztelet mellett hazafias és honszeretetre buzdító szónoklatokat hallgassanak. A rendezvényen közös étkezésre is sor került, egyben több sportágban is rendeztek versenyeket, így volt úszó- és atlétika verseny, majd labdarúgó mérkőzés is a Dorog és a TÜSC csapatai között.
A következő évben a Szent István-napi ünnepség megrendezése bizonyult hasonlóan különleges programnak, ahol Szent Istvánról való megemlékezést összekötötték Schmidt Sándor 25. jubileumi évfordulójának megünneplésével. A neves bányamérnök ekkor állt 25. éve a helyi szénbánya élén. Az ünnepség egyben az egyetemes bányászatnak is szólt, ugyanis Dorogon a Rákosi-korszakban bevezetett Bányásznap időszaka előtt, december 4. mellett augusztus 20-án tartotta a központi bányásznapi ünnepséget és a dorogi búcsút is. Az ünnepi ceremóniához tartozott a bányászok kitüntetésének és az azzal járó pénzjutalmak átadása. Ezúttal Horthy Miklósné és Izabella főhercegasszony felajánlásaként érkezett okleveleket és pénzjutalmat is adott át az igazgató, továbbá Horthy Miklós kormányzó legfelsőbb dicsérő elismerését a dorogi levente csapatnak. A korszak legnagyobb elismerése volt a dorogi sport és létesítményének irányában, hogy 1936-ban házigazdája lehetett a nemzetközi Budapest–Zágráb atlétikai viadalnak, valamint a birkózók és az úszók olimpiai válogató versenyének, amelynek tétje a Berlini olimpián való indulás jogának kivívása volt. Az 1936-os év teljes sikeréhez hozzájárult, hogy ekkor szerepelt először az Európa-klasszis Ferencváros futballcsapata a Dorog vendégeként. A nagynevű ellenfelüket alaposan próbára tették. A 4 ezer drukker előtt lejátszott remek iramú és szoros mérkőzésen 4–3-s vendég győzelem született úgy, hogy a mérkőzés első felében a dorogiak két gólos vezetésre tettek szert.
1938. május 30-án, a 34. Eucharisztikus világkongresszus keretén belül, az Eugenio Pacelli bíboros – akit a következő évben XII. Piusz néven pápának választottak – által vezetett népes és magas rangú egyházi elöljárókból álló küldöttség érkezett Dorogra a Szénoltár emlékmű avatására és ünnepi szentmisét celebrálni. Dorogi tartózkodásuk alatt a stadiont is érintették. A második világháború előestéjén a labdarúgócsapat szerzett bajnoki címet, aminek köszönhetően, valamint a 25. éves fennállás tiszteletére még egy fergeteges ünneplés színhelye volt az aréna, a közelgő viharfelhők árnyékában.

### A második világháború idején

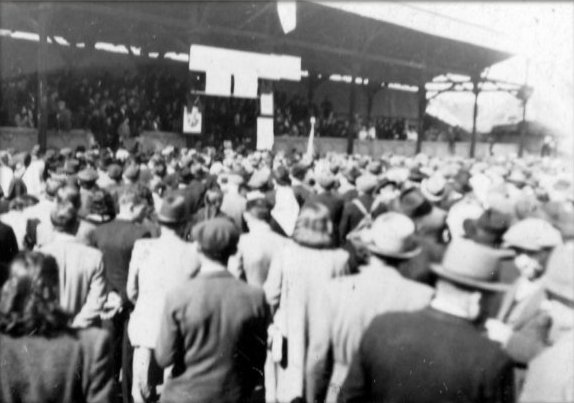
Közösségi fórum a stadionban az 1930-as években

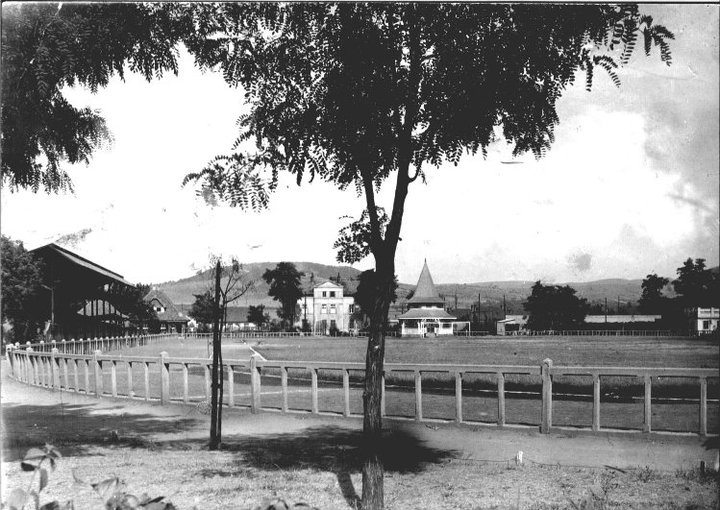
A stadion látványfotó a délnyugati kanyarból, 1925

A háború borzalmai ellenére 1944 nyaráig viszonylag zavartalanul zajlottak a sportesemények, noha számos jel és változás már akkor is figyelmeztetett a világégésre. 1939 őszén számos lengyel menekült el hazájából a front, valamint a megszálló német- és a Vörös hadsereg elől, akiket a dorogiak befogadtak, s közülük többen is Dorogon telepedtek le a háború után. A klubszékház tetejére légvédelmi szirénát helyeztek, az álló lelátó alatt pedig egy alagútrendszert és óvóhelyet alakítottak ki (a város számos pontján építettek légvédelmi pincéket, amelyek elméletben ma is használhatóak, a város teljes területét lefedő légvédelmi szirénarendszer szintén működőképes, 2009-ben teljesen felújították), amelyről napjainkig is számos legenda kering. A Vasút-sor felől volt a bejárata, ahová egy lépcsősor vezetett, amely ma egy vasajtóval van lezárva. A kialakított óvóhely alagútrendszere összeköttetésben állt más óvóhelyekhez vezetőkkel, így a stadiontól akár az Otthon téren lévő művelődési központig is el lehetett jutni a föld felszíne alatt.
Sorra kerültek frontszolgálatra a sportolók és sportvezetők is, 1943-ban pedig az első légitámadás sújtotta a települést. Ezekben az időkben a magyar irodalom két jeles alakja is megfordult Dorogon. Radnóti Miklós költő, aki maga is a háború áldozata lett később, néhány átutazása alkalmával a stadiont is látta, valamint Németh László Kossuth-díjas író, aki Dorogra udvarolt, s gyakori és hosszan tartó vendégséget is élvezett apósának a stadion közelében lévő sátorkői birtokán. A városhoz való kötődése mindvégig megmaradt. Élete utolsó író-olvasó találkozóját is Dorogon tartotta 1970-ben. A város tisztelete kifejezéseként a Dorogi Gimnáziumot szerette volna elnevezni róla, ám politikai nyomásra a szocialista ideológiának jobban megfelelő Kelen Jolán lett a névadó.

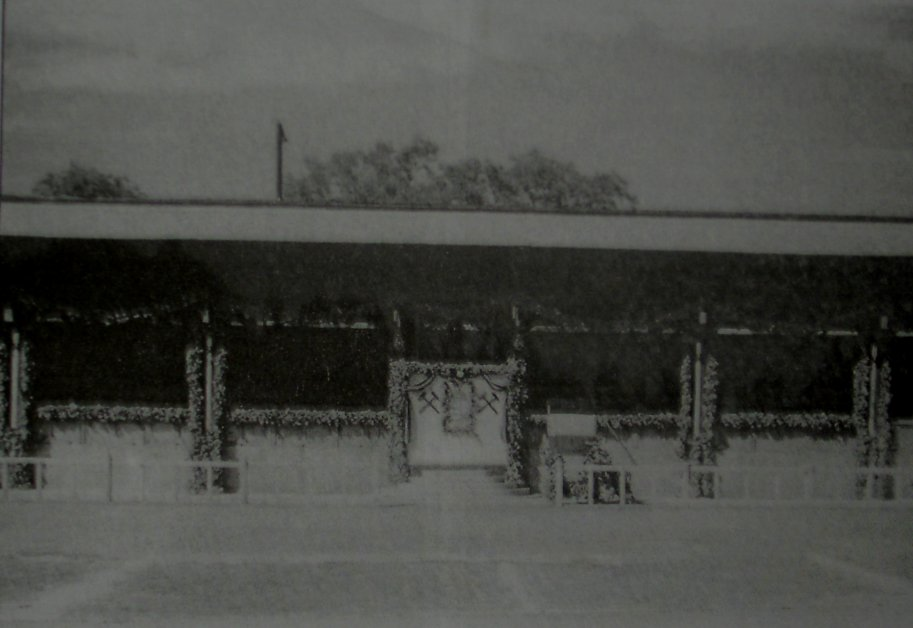
Ünnepi díszbe öltözött tribün

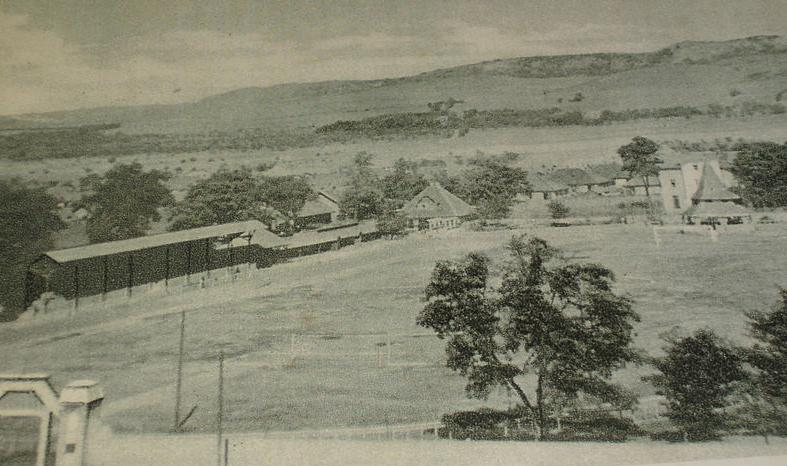
A stadion látképe 1925-ben

A német megszállás idején a Dorogon állomásozó német páncélos alakulat tagjai és a tiszti állomány is kilátogatott a dorogi csapat mérkőzéseire, és szemtanúi lehettek az 1944-ben szerzett bajnoki címnek a Nemzeti Bajnokság harmadosztályában, valamint a sikeres Magyar Kupa-szereplésnek, ahol az amatőr osztályú dorogiak több profi ligás csapattal szemben való győztes mérkőzése után az elődöntőben az ugyancsak profi klub, a Kolozsvári AC csapata ellen drámai csatában maradtak alul. Az igazi dráma azonban ezt követően kezdődött, amikor 1944 őszétől a Budapestről elhurcolt, és a német koncentrációs táborok felé, a 10-es úton (akkoriban 1-es út) zömében gyalogosan hajtott deportáltakat a stadionban szállásolták el és tartották fogva.
A foglyok többsége zsidó származású volt, akiknek szenvedésein a helyi lakosság a saját élete veszélyeztetése mellett is igyekezett könnyíteni, főleg élelem és víz becsempészésével. Egyes esetekben a foglyok szöktetését is segítették, köztük Kádár Jánosnak is innen sikerült megszöknie. A front 1944 karácsonyán ért el Dorogra. A település alaposan megszenvedte a harcokat, tekintve, hogy a németek makacsul védték Dorogot. Kerek három hónapon át tartott az ostrom, mire az oroszoknak sikerült felülkerekedniük. Az állóháború óriási pusztítással járt, számos épület megsemmisült vagy megrongálódott. Többek között a stadion is megsínylette a harcokat, ahol jelentős károk keletkeztek.

### A háborút követő évek

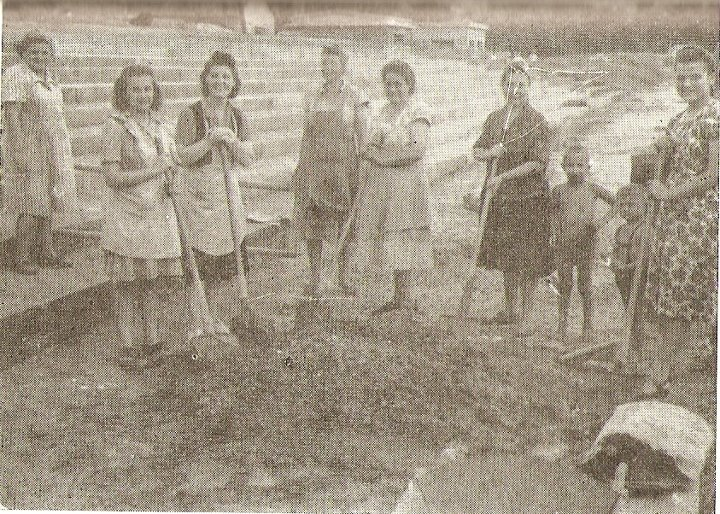
A stadion építkezéséből az önkéntesek között számos nő és asszony is kivette a részét

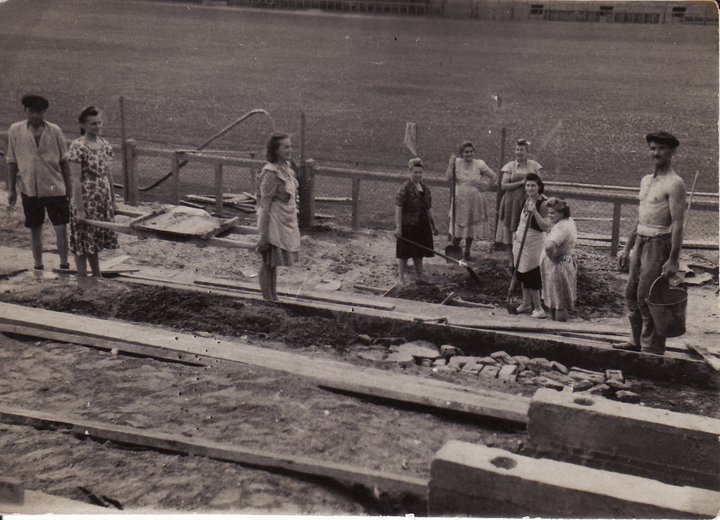
Az álló lelátó háború utáni felújítása, ami társadalmi munkában valósult meg

A front elvonulása után megkezdődött a háborús károk felmérése, ami lesújtó volt. Gyakorlatilag elpusztult a versenyuszoda, a sportszerek zöme odaveszett, a játékteret a tüzérségi ágyúk belövéseiből keletkezett mély kráterek csúfították, a tribün tetőszerkezetének egy része leszakadt, és számos egyéb rongálást hagyott maga mögött az ostrom. Viszont ami ennél is nagyobb és pótolhatatlanabb, az emberi veszteség. A válogatott és olimpiai kerettag, többszörös magyar bajnok dorogi birkózók közül Beke Imre, Kripkó Antal és Rózsavölgyi, a labdarúgók közül Budavári és Czéh Lajos, az olimpikon és országos bajnok atléta Fekete Imre, az úszó Horváth Jenő, valamint Solymár Károly sikeredző és létesítményvezető soha nem térhettek vissza. Beke Imre a Magyar 2. hadsereg frontszolgálatosaként a Don-kanyarban veszett oda, Kripkó Antal életét német géppisztolyok oltották ki, a labdarúgó kapus Budavári a fronton, Rózsavölgyi és Fekete Imre a háborús kitelepítések során, Solymár Károly pedig a romániai Foksányban lévő hadifogolytáborban vesztette életét.
1945 ugyanakkor egy hatalmas lehetőséget is tartogatott, hiszen a dorogi csapat esélyt kapott az NB I-es szereplésre, amennyiben sikeresen veszi a Tatabánya elleni osztályozót. Összefogással sikerült az anyagi károk egy részét kijavítani és játékra alkalmassá tenni a pályát. Az uszodát azonban már soha nem sikerült az eredeti szépségében helyreállítani. A sikeres osztályozó megvívása után 1945. szeptember 23-án lett színhelye az első NB I-es mérkőzésnek. 1947. év elején fordult meg benne először a későbbi névadó, Buzánszky Jenő, aki egy szezont Grosics Gyula csapattársaként játszott a csapatban. Grosicsot az NB I-es fővárosi MATEOSZ igazolta le a bajnokság végén, aki szintén ebben a stadionban alapozta meg világhírnevét.
A stadionban a szurkolók egészen a kezdeti időszakoktól fogva izzó katlant varázsoltak, de még a legvehemensebb esetek sem lépték át a sportszerűség határait, viszont 1947 tavaszán valósággal robbant a dorogi szentély, amely országos visszhangot váltott ki. A Dorog-Ferencváros telt házas NB I-es bajnoki mérkőzés mindkét csapat számára nagy fontossággal bírt. A vendégek az Újpesttel vezették a tabellát és hajtottak a bajnoki címért, míg a hazaiak a bentmaradásért küzdöttek. A Dorog kieső helyről várta a tavaszi folytatást. Télen vette át a csapat irányítását a legendás Szabó Péter edző és a frissen érkezett Buzánszkyval a soraiban – aki akkor még csatárként ontotta a gólokat -, reményteljesen vágott neki a szezonnak és nem tűnt lehetetlennek a bentmaradás. A két gárda remek meccset játszott, ahol a dorogiak 2–1-s Fradi vezetésnél egyenlítettek, ám Sós Károly játékvezető les címén nem adta meg a dorogiak gólját és végül maradt az egy gólos vendég győzelem. A lefújást követően a dorogi szurkolók beözönlöttek a pályára és hatalmas botrány keveredett. A Nemzeti Sport kiemelten foglalkozott a történtekkel. Gyurka! Ereszd el a hajamat! Dorogi csendélet főcímmel induló cikkben többek között ezt írták: "A Dorog jól játszott, de bírói műhiba történt. Óriási küzdelemben nehezen győzött a Ferencváros. A vereség úgy feldühítette a nézőket, hogy a lefújás után elözönlötték a pályát és csúnya bíróverés lett a dologból." A Szövetség megbüntette a klubot, egyúttal a stadion betiltását is indítványozta. Az üggyel kapcsolatban a ferencvárosiak részéről Lakat Károly, miután megtudta, hogy be akarják tiltani a dorogi katlant, a következő nyilatkozatot tette a sportújság oldalán: "Nem kell betiltani a dorogi pályát, hadd menjen csak oda az Újpest is!"
A Dorog megóvta a meccset, de a Szövetség elutasította és végül a pályán elért eredményt erősítette meg. A cikk visszatérően beszámolt még a játékvezető kimenekítéséről is, akit a rend őrei végül rendőrruhában próbáltak kicsempészni a stadionból a csillapodni nem bíró tömeg karmaiból. Azonban a drukkerek így is felismerték, ezért újra menekülőre kellett fognia és végül egy magánlakásban bújtatták egészen éjfélig.
1948 novemberében egy hazai bajnoki mérkőzés során ismételten súlyos szurkolói rendbontás történt. A drukkerek ezúttal is a játékvezető tevékenységét sérelmezték. Elkeseredésüket erősítette, hogy a Dorog kiváló szereplése mellett a teljes szezonban veretlen volt, azonban ekkor vereségre álltak. Néhány perccel a befejezés előtt előbb kővel megdobták a partjelzőt, majd sokan a játéktérre özönlöttek, és megverték a bírót is. Az incidens miatt az MLSZ négy hazai mérkőzésre eltiltotta a dorogi pályát. A korabeli Népsport cikke szerint szerencsétlenül kapott ki a dorogi csapat, akik ezzel elveszítették őszi veretlenségüket. 1949. március végén a komplett magyar A- és B-válogatott érkezett a dorogi stadionba, hogy a dorogi csapattal megmérkőzzön. A Sebes Gusztáv által irányított magyar válogatottban többek között Puskás Ferenc, Zakariás József, Szusza Ferenc, Bozsik József, Kocsis Sándor, Sándor Károly, Deák Ferenc, Szilágyi Gyula, Turai István, a B válogatottban pedig Hidegkuti Nándor és Budai László kapott helyet.

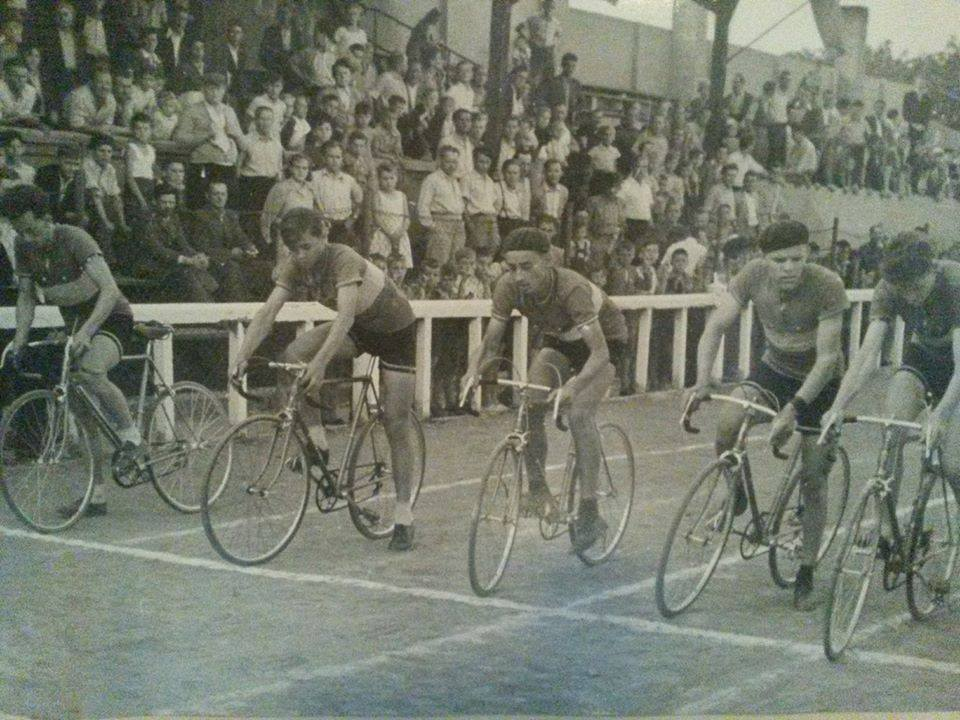
Kerékpárverseny

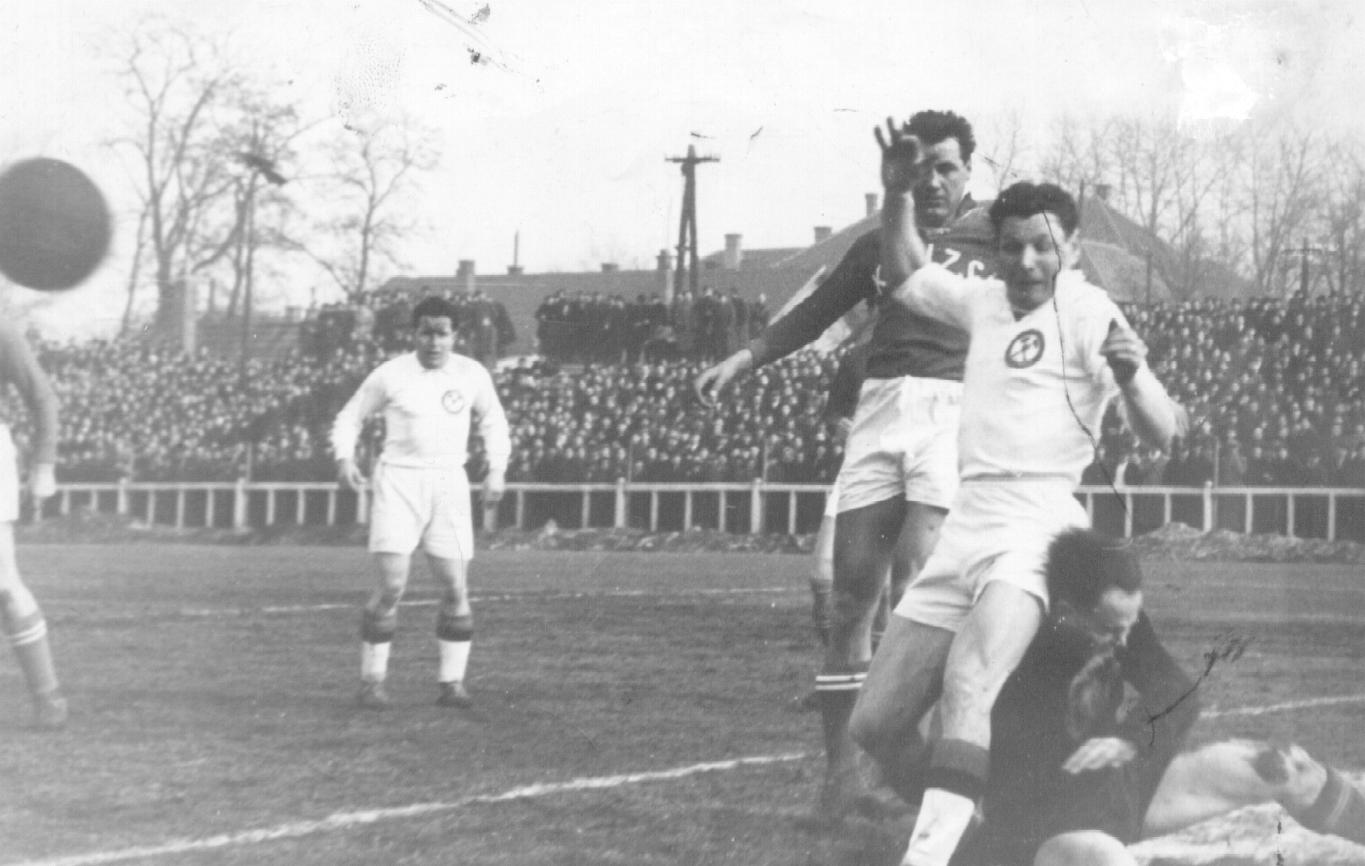
NB I-es mérkőzés Dorogon, a korai időkben

Sebes Gusztáv mellett a szakmai vezetők közül Mándi Gyula, Bukovi Márton és Kalmár Jenő, valamint az MLSZ prominens személyei kísérték el a nemzeti csapatokat. Dorogon a Bányász emlékmű koszorúzásával kezdte a programot a delegáció, majd az ebéd elfogyasztása után a futballé lett a főszerep. Hatalmas érdeklődés mellett előbb a B válogatott–Dorog II. mérkőzésre kerül sor, majd a nagy válogatott csapott össze a Dorog első csapatával. A játékvezető Bárdos Sándor, a dorogi csapat hajdani játékosa és edzője volt. Mindkét mérkőzésen a válogatott nyert fölényesen, de az akkoriban az NB II-ben szereplő Dorog sem vallott szégyent, akik a második félidőben egy fél csapatra való ifjúsági játékost játszattak, megadva számukra is a lehetőséget a nagynevű ellenfél elleni szerepléshez.
A találkozókat követően Sebes Gusztáv elismerően nyilatkozott a dorogi csapatról, dicsérte az impozáns stadiont, és külön kiemelte a helyi szurkolók sportszerű drukkolását és a remek hangulatot. Ugyanez év májusában nagyszabású munkálatok kezdődtek, amelynek keretén belül többek között kibővítették a lelátót és új gyepszőnyeget kapott a játéktér. A tribünben, a föld alá építve alagsori rendszerben alakítottak ki új öltözőket, fürdőket, és helyet kapott benne egy fürdőmedence is. Okulva a két világháborúból, valamint a kialakult hidegháborús helyzetből, a légvédelmi szirénát és az óvóhelyet meghagyták. Az újjávarázsolt stadion befogadó képessége ekkor érte el a 12 000 főt. A munkálatokból ezúttal is önkéntesek százai és a sportolók is kivették részüket. A korabeli cikkben a Népsport is beszámolt a stadion munkálatairól a szeptember 2-án megjelent számában:
„A játéktér, a gyep kiváló, a lelátón még építkeznek. Egy hét múlva azonban már 12 ezer néző befogadására lesz alkalmas a nézőtér!”

### Az 1950-es, 1960-as aranyévek

Tornaünnepély a stadionban az 1950-es években

Közel két teljes évtizeden át a magyar sport – elsősorban a labdarúgás – egyik fellegvára volt, valamint a vidék egyik legerősebb pillére. A futballisták sikerei kedvezően hatottak más sportágakra is, aminek köszönhetően a korábban már meglévő sportágak mellett újabb szakosztályokkal – kézilabda, teke, röplabda, torna és ökölvívás – bővült az egyesület, amely további beruházásokat és fejlesztéseket tett indokolttá. A sporttelep ezekben az időkben bővült a tekepályával és szabadtéri kézi-, és röplabdapályákkal. A tekepálya megépülése további változásokat tett lehetővé. A pálya a klubszékház mellett kapott helyet, épülete a klubházzal egy vonalban kezdődött, így a két épület között egy szabályos egység képződött, amely alapjául szolgált az Északi kapu létesítésének.
A jegypénztárakat kialakítva megszületett a stadion új főbejárata, az Északi kapu, amelynek előterében gépkocsiparkolót, mellette, a székház előtti téren pedig parkot alakítottak ki. Egyidejűleg a klubház is átalakításon ment át, miután a korábbi tetőszerkezetét és az abból kiemelkedő toronyszerűséget átépítették. A két oldalt a kiemelkedő résszel hozták egy szintbe, az épület pedig lapos tetőt kapott. Bár ezzel újabb helyiségek kialakítása vált lehetővé, az eredeti épület esztétikusabb volt. A régi kiszolgáló épületet, amelyet a helyiek csak „Bagolyvárnak” hívtak, ahol az egykori öltözők, klubhelyiség és büfé volt, később elbontották. A déli kapu továbbra is megmaradt mint bejárat, azonban kapott egy új funkciót, ugyanis a kapuba beépítve, az emeleti részen lett elhelyezve az eredményjelző a nagy órával.

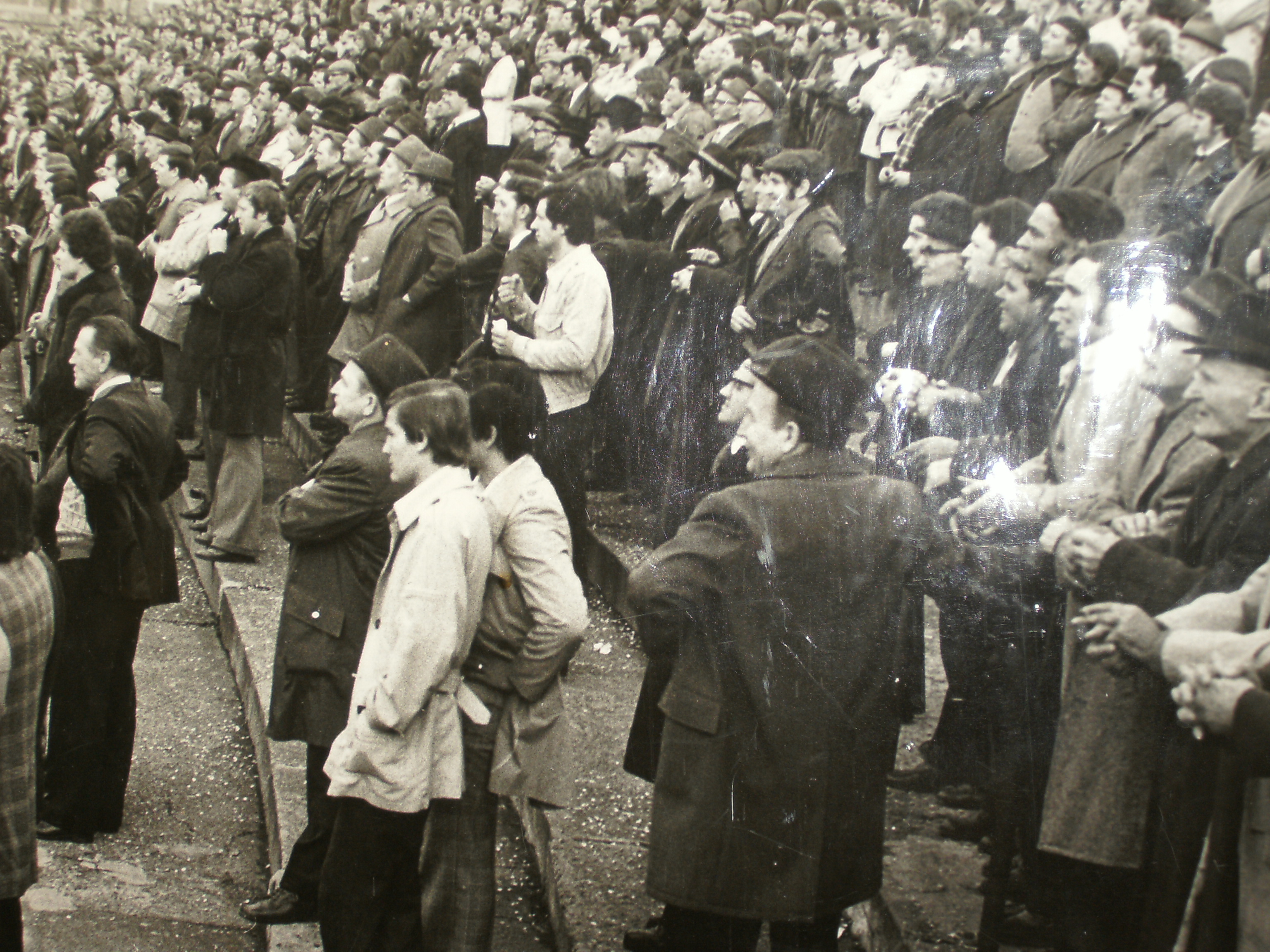
Jellemző zsúfolt lelátókép Dorogon a hősidőkből

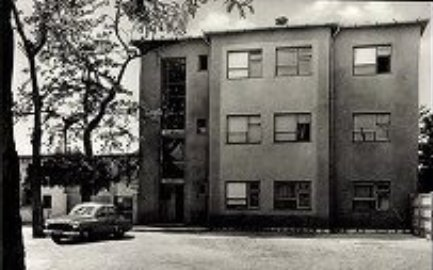
Az átalakított klubszékház épülete és az előtte kialakított parkoló. Az épület tetején jól látható a háborús légvédelmi sziréna.

A technikai változások sorában tartozott a stúdió és a hangosítás kiépítése, amivel a Bányász Zenekar háttérbe szorult, így a későbbiekben csak ünnepek és nagy rangadók alkalmával szerepeltek a stadionban. Ezzel a Zenepavilon megüresedett, amelyet az ökölvívók kaptak meg edzőteremnek. Előbb az eredeti helyéről, az északi futballkapu mögül átköltöztették mintegy 50 méterrel az északnyugati kanyarba, a kerítésen kívülre. A háborúban elveszítette díszes tornyát, ezen felül további változásokon ment át. Mint edzőterem, az oldalait befalazták és téliesítették, az új edzőterem körül szabadtéri edzőpálya is létesült. Itt kaptak helyet többek között a zsákoláshoz szükséges sportelemek is. Hamarosan a legnépszerűbb sportágak egyike lett a településen.
Az egyre nagyobb tömegeket vonzó dorogi öklözők mérkőzései hamar kinőttek valamennyi rendelkezésre álló helyiséget, így nem egyszer a stadion játékterén állították fel a ringet, így a gyakran többezres szurkolótábor pedig a lelátókról tombolta végig a küzdelmeket. A legemlékezetesebb mérkőzésen a dorogiak országos bajnoka és válogatott öklözője, Legény Kálmán Papp László háromszoros olimpiai bajnok ellen találkozott Dorogon 1955-ben, ahol a dorogi fiú derekasan helytállt. A nem mindennapi csemegének számító bokszgálán mindkét felet nagy szeretettel ünnepelték a drukkerek. Néhány alkalommal előfordult, hogy a feldühödött szurkolók a játékvezetőkön töltötték ki haragjukat. A szerencsésebb bírókat sikerült elbújtatni a biztonságiaknak. Többször éppen az óvóhely alagútjában vészelték át az időt, míg lecsillapodtak a kedélyek. A korábbi tradíciókat követve továbbra is gazdag programokat szerveztek.

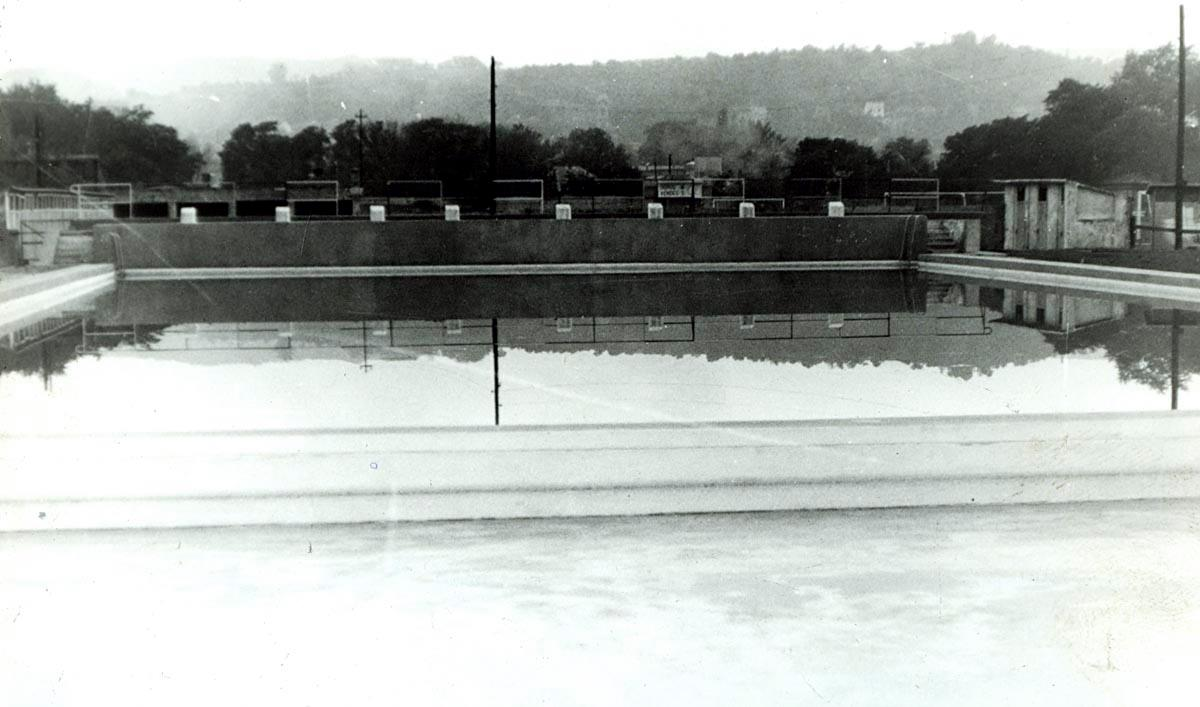
Látkép az uszoda felől észak-dél irányba

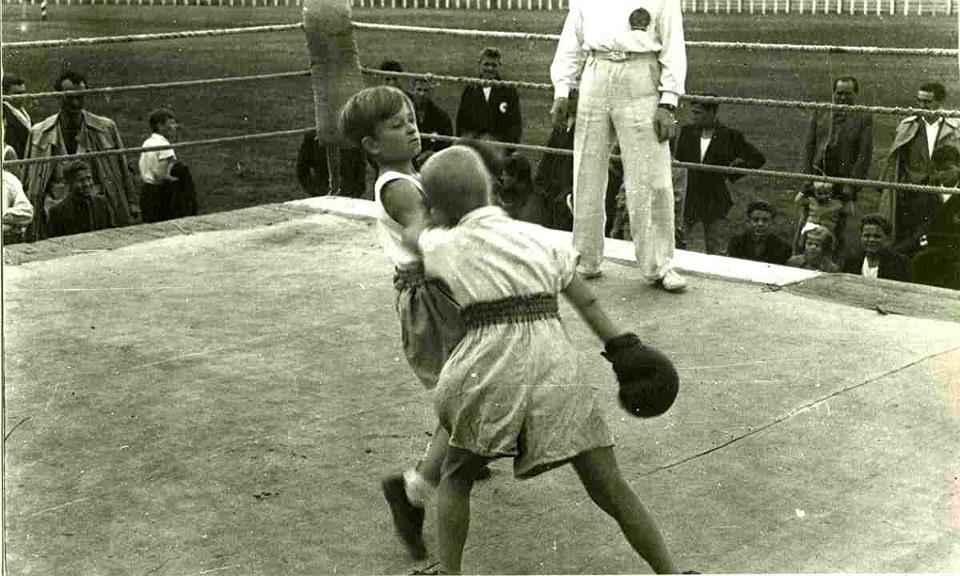
A stadion gyepszőnyegén felállított ring ökölvívó-mérkőzéshez

Az iskolai sportprogramok mellett a sportra és az egészséges életmódra való nevelésben szintén fontos szerepet játszott a Magyar Honvédelmi Szövetség, az MHSZ dorogi szervezete is, amely rengeteg sportvetélkedőt szervezett a stadionban. A közigazgatásban kialakított járási rendszerben született a Dorogi járás, amelynek központja Dorog lett, így a vonzásköréhez tartozó települések lakóinak is köszönhetően meglehetősen magas számú volt a stadion látogatottsága.
Az 1962–1964 közötti időszak hozta az újabb fejlesztéseket. Ekkor került sor az állólelátó magasítására, amellyel a stadion befogadó képessége elérte a 15 000 főt. Továbbá az állóhely között alakították ki a mentőbejárót, és ugyanitt (két oldalról kiemelkedő kis bástyák) a lelátórendszerbe épült szivattyúház, amelynek segítségével automatikus öntözőrendszert rendszeresítettek. Az öntözéshez szükséges vizet a szomszédos uszodán keresztül, a közeli közkedvelt helyi bányatóból, a Palatinus-tóból nyerték. Ebben az időben állították fel a Labdarúgó szobrát a délkeleti kanyar tetején. A helyiek közül sokan „Buzánszky-szobornak” nevezték, de valójában nem konkrét személy tiszteletére készült, hanem egyfajta szimbólum és mementó a dorogi sport sikeréhez és fennállásának 50 éves évfordulójára, tekintve, hogy a labdarúgó szakosztály volt az első, s egyben a legkiemelkedőbb az egyesület történetében. A szobor, mint őrangyal emelkedett a létesítmény fölé. A labdarúgó-szobor Hajdu Sándor szobrász alkotása, aki a neves, nemzetközi hírű és elismertségű szobrász, Hajdu István testvére.
Az 1950-es évektől a Magyar Rádió körkapcsolásos műsora rendszeresen jelentkezett a stadionból, 1963-ban televíziós összefoglalót sugároztak a Dorog–Ferencváros mérkőzésről, 1965-ben pedig az első élő tv-közvetítés történt a Dorog–Vasas találkozóról a Magyar Televízió jóvoltából. Ebben a korszakban került sor a dorogi labdarúgók Intertotó-kupa szereplésére. A dorogiak 1962-ben három csoportmeccset is játszottak a stadionban, a csehszlovák Plzeň, a svájci La Chaux de Fonds és az olasz Padova ellen. Mindhárom mérkőzésüket magabiztosan nyerték, összesen 11 dorogi gólnak örvendhetett a hazai közönség.
A sportprogramok szerves és közkedvelt részeként került sor a különféle gálamérkőzésekre, ahol a dorogi öregfiúk labdarúgócsapata mérkőzött meg neves ellenfelekkel. A vendégcsapatok közül a legemlékezetesebb a magyar öregfiúk-válogatott 1965-ben, majd a magyar színészválogatott volt 1966-ban, akik többször is tiszteletüket tették az idők során. A színészek és az előadók soraiból többek mellett vendégek voltak: Latabár Kálmán, Bilicsi Tivadar, Bessenyei Ferenc, Kibédi Ervin, Kazal László, Kabos László, Csala Zsuzsa, Koós János, Juhász Jácint, Garas Dezső, Kovács Kati, Aradszky László, Szécsi Pál, Reviczky Gábor, Tahi Tóth László.

### 1970 és 1990 között

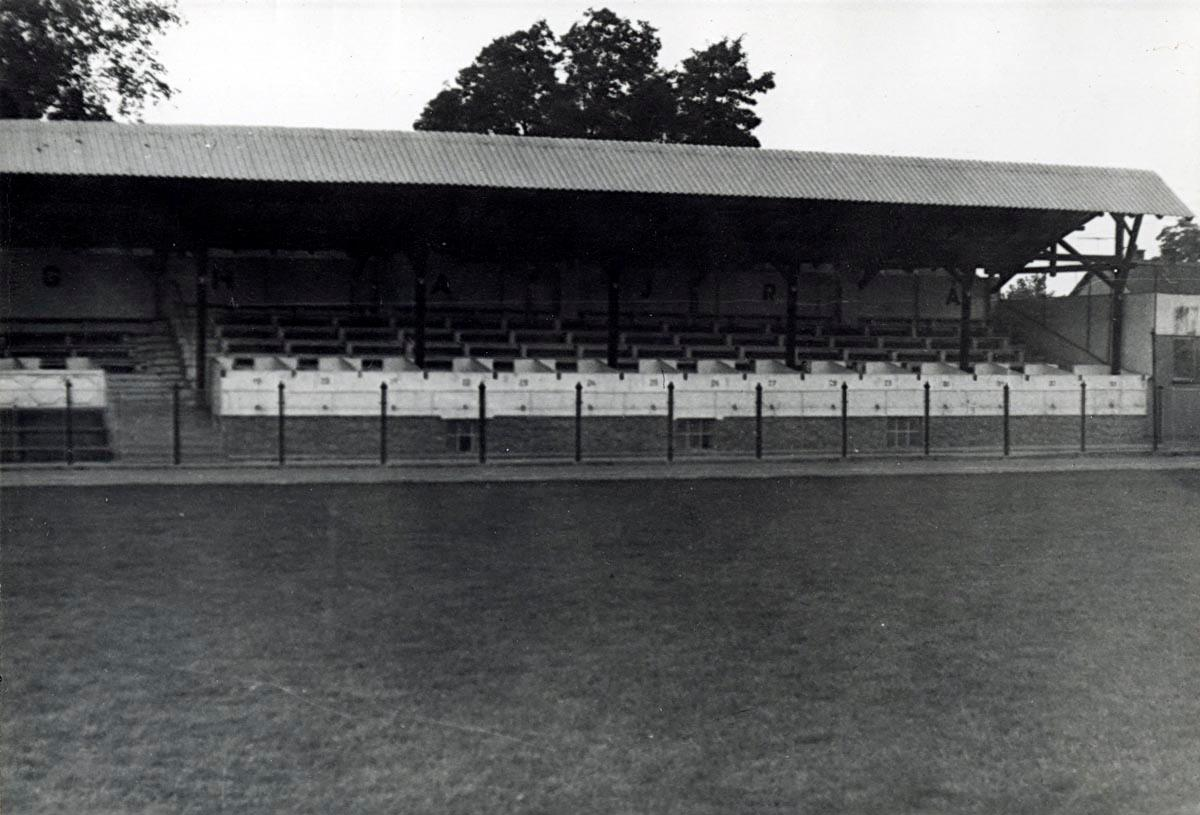
A tribün az 1970-es évek eleji felújítás után

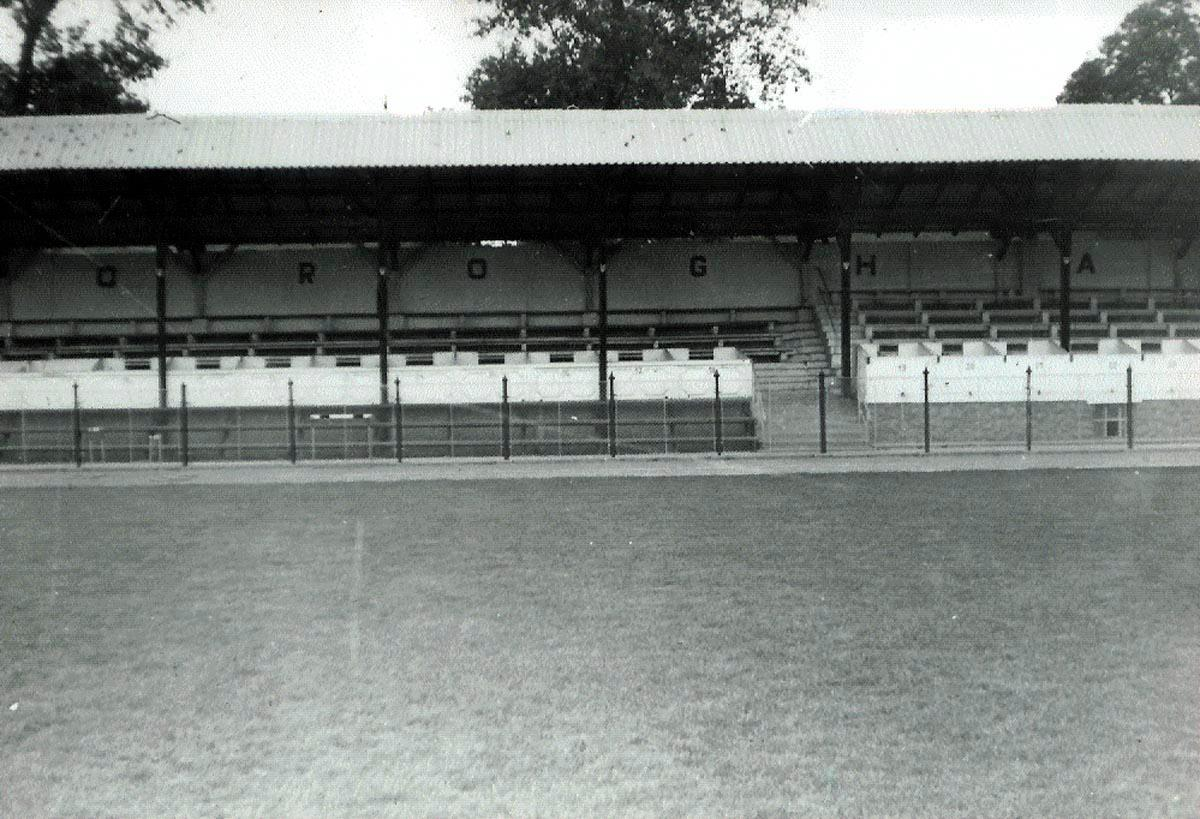
Tribünrészlet az 1970-es években

Bár a futballcsapat 1966-ban kiesett az NB I-ből, a klub híveinek kétsége sem volt afelől, hogy csak idő kérdése, mikor szerepel újra a gárda a legjobbak között. Az előzetes reményekkel ellentétben azonban hosszabbra nyúlt a várakozás, viszont 1971-ben, a csapat NB II-ben szerzett bajnoki címével újra elérhető közelségbe került az első osztály. Ennek megfelelően egy nagyszabású fejlesztés tervezete született meg, amely a létesítmény minden részét érintette, és több lépcsőben, az évtized közepére teljesedett volna ki. A két legnagyobb beruházásnak a fedett uszoda és a sportcsarnok felépítése ígérkezett, mindkettő komolyabb lelátórendszerrel felszerelve.
A tervek azonban politikai okokból nem valósulhattak meg. Az illetékesek nem engedélyeztették a gyakorlati megvalósulást, noha az anyagi hátteret zömében helyi erőforrásokból teremtették volna elő. A komoly beruházás csak a tervrajzig jutott, amelyet a sportmúzeum 3. számú terme őriz. Így mind a fedett uszoda és a sportcsarnok terve, továbbá a klubszékház tervezett átépítése is meghiúsult.

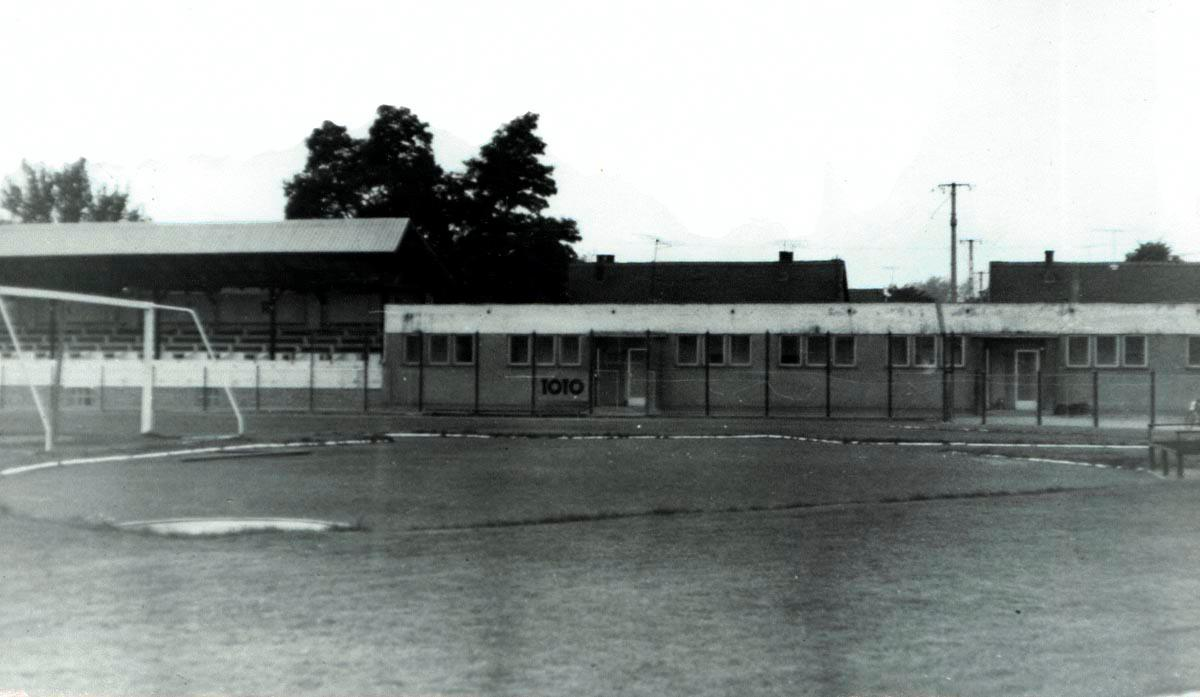
A tribünnel egybeépült új öltözőépület, valamint az északi kanyarban lévő súlylökő- és lábteniszpálya

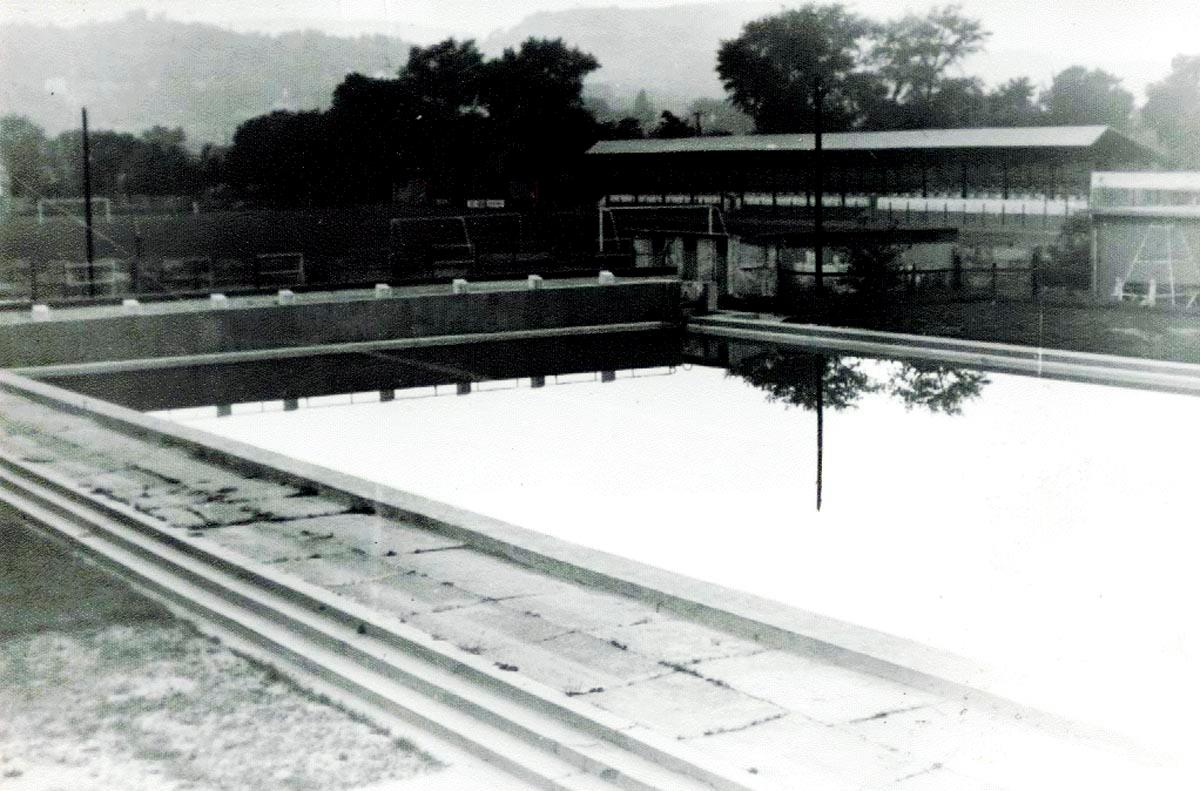
A stadion az uszoda felől az 1970-es évek elején

A visszautasítás miatt nemcsak a leendő fejlesztések egész sorával lett megkárosítva a sportcentrum, hanem ezzel az úszó szakosztály működését is ellehetetlenítették. A dorogi úszók így is évtizedeken át mostoha körülmények között tartották felkészülésüket fedett uszoda híján, akik az őszbe nyúlva is a szabadtéri létesítményt használták, s amennyire gyorsan csak lehetett, sokszor kora tavasszal már folytatták az edzéseket. A klub- és sportszeretetük mellett éppen a felépülendő fedett uszoda adott kitartást, viszont a tervek lehúzásával nem maradhatott további illúziójuk. Ennek megfelelően a szakosztály felszámolása hamarosan elkerülhetetlenné vált.
Ennek ellenére számos más fejlesztés megkezdődött. A csapat 1973-ban visszajutott az NB I-be, és a bajnoki rajtra teljesen megszépült a stadion. A játéktéren kicserélték a gyepszőnyeget, az addig csíkozott festésű futballkapukat és a pálya szélének dísz-szegélyeit hófehérre festették, az játéktér körül futó salakos atlétikapálya is megújult, a sportághoz tartozó többi kiegészítővel, mint a távolugrógödör, a súlylökőpálya a két futballkapu mögötti kanyarban. Ezen felül a lábteniszpálya is megszépült, ami az északi futballkapu mögött volt. A lelátókat és a játékteret övező kőszegélyt hófehérre festették.

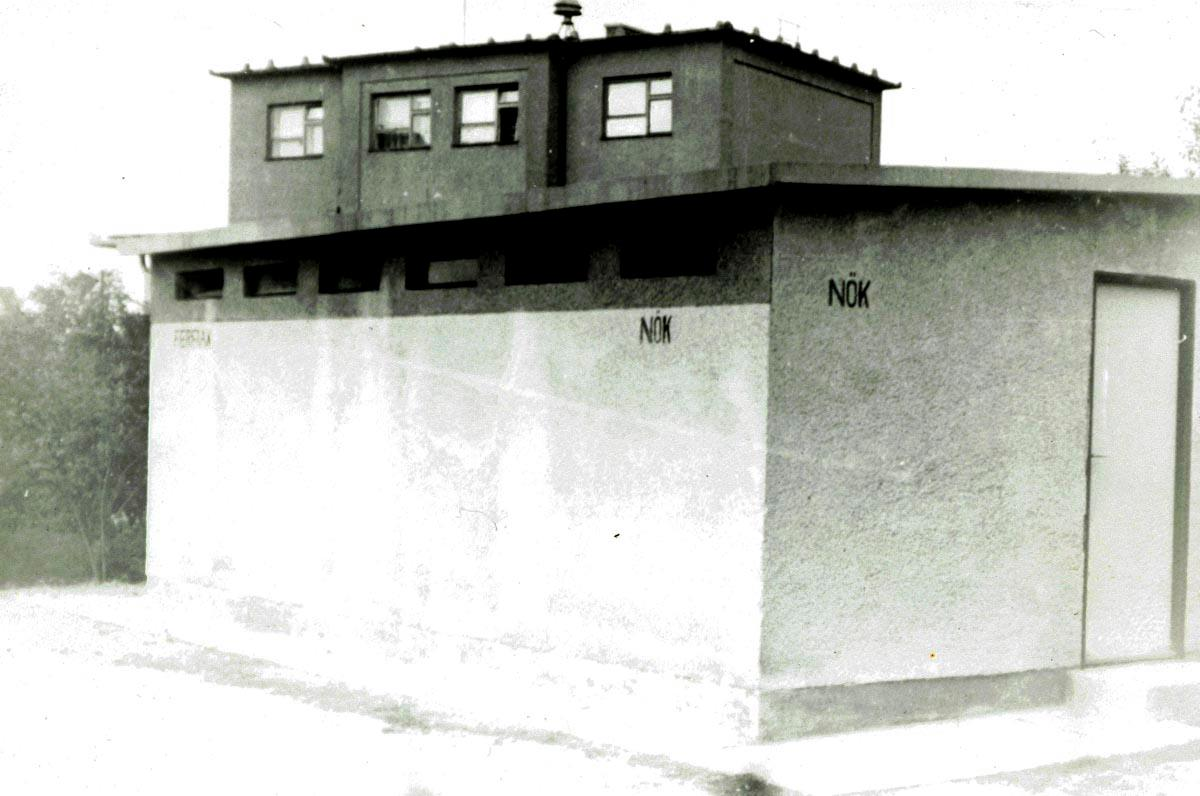
Az új illemhelyek az északi kanyarban

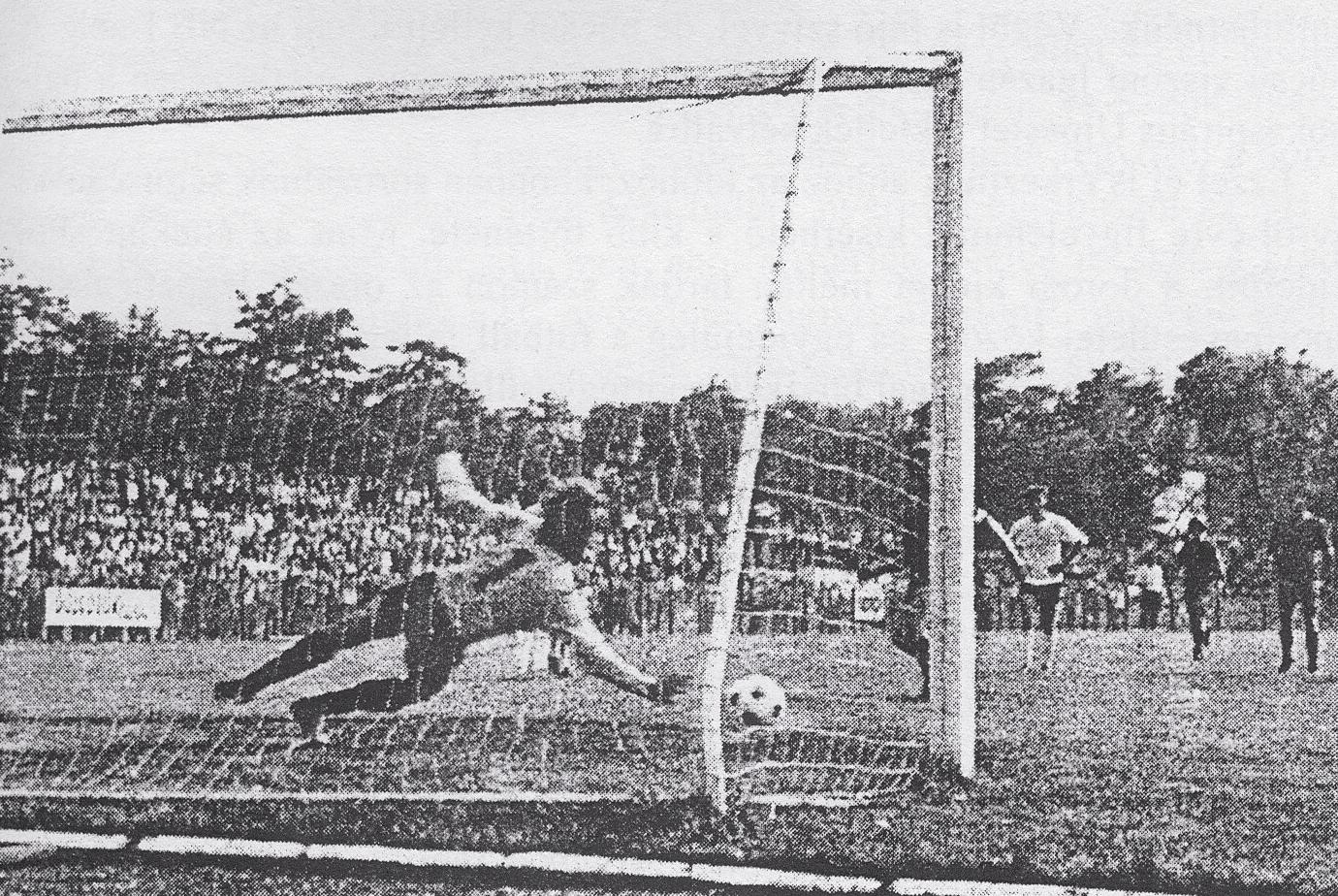
NB I-es mérkőzés 1973-ban

Az állóhely sorai közötti korlátokat piros-feketére festették, míg a tribünön átfestették a padokat és a szektorokat jelző számozást. A lelátó és a tetőteret tartó falszerkezetre belülről öles betűkkel a HAJRÁ DOROG HAJRÁ! feliratot festették. Elkészült a 2 méter magas díszes kerítés a lelátó és a játéktér között, valamint a tribün folytatásaként felépült az új épületszárny az öltözősorral és fürdőkkel, ahol valamennyi szakosztálynak tudtak helyet biztosítani, és itt alakították ki az új szertárat is. Az épületből megoldották a tribün alatti eredeti öltözőkhöz vezető összeköttetést egy földalatti alagúttal. A folyosórendszer a tribün teljes hosszában futott.
A lejáró mellett kapott helyet a játékvezetői öltöző, és az új épületből alakították ki az új játékoskijárót. Kicserélték az eredményjelzőt és a nagy órát. A felújításhoz hozzátartozott az új illemhelyek kialakítása is. Az északkeleti és a délnyugati kanyarban épült fel egy-egy nagyobb méretű mellékhelyiség. A nyitómérkőzésen a Ferencvárost fogatták, és ez a találkozó hozta a nézőcsúcsot 1973. augusztus 19-én. A stadionban több mint telt ház volt.

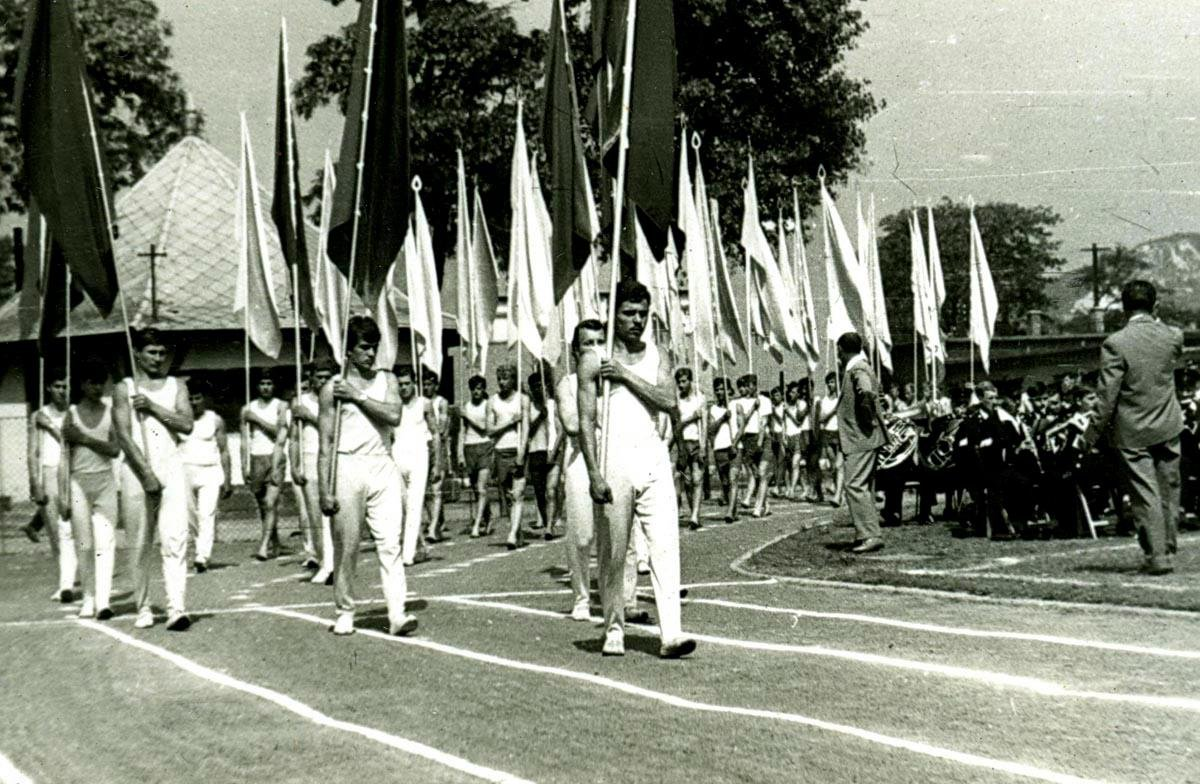
Sportünnepély

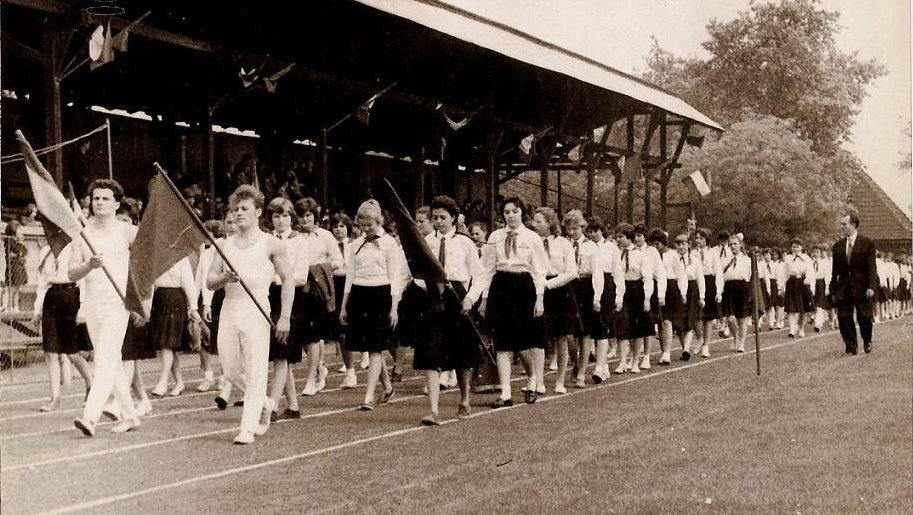
Sportseregszemle

Mintegy tizennyolcezren látták a helyszínen a mérkőzést. A stadion optimális befogadóképességénél jóval többen préselődtek be, de rengetegen lógtak a környező fákon, a stadion külső kerítésén, a háztetőkön, valamint a dorogi vasutasok jóvoltából a stadion vonalába beállított szerelvény tetején. A mérkőzést közvetítő Szepesi György elragadtatással számolt be a fejlesztésekről: „…és valóban megújult a csapat és a pálya, ez a kellemes hangulatú vidéki pálya”. A felújítási munkálatok mellett, a megjelent helyi női labdarúgócsapat mérkőzései is színesítették a stadion programját. Az 1974-ben elkészült új, szabadtéri aszfaltborítású kézilabdapályával fejeződött be az időszak nagy fejlesztési programja. A pályához kézi állítású eredményjelző is tartozott, később pedig lelátóval és világítással is kiegészült.
A sportcentrum 1977. június 4-én adott otthont az utolsó NB I-es mérkőzésnek, ahol a hazaiak az Újpestet fogadták és győzték le, emlékezetesen búcsúzva az élvonalbeli szerepléstől.. Az 1970-es években is folytatódtak a különböző sportseregszemlék, amelyek közül az Országos Sportnapok (OSN) volt a legjelentősebb, legkiemelkedőbb esemény. Az OSN négy évenként, a labdarúgó világbajnokságok éveiben megrendezett több órás sportünnepély volt, ahol a helyi óvodák, iskolák és egyletek mutattak be zenés torna- és gimnasztika műsorokat. Népszerűségét mutatta, hogy a lelátók zsúfolásig megteltek. A rendezvények fő koordinátorai és szervezői a helyi iskolák kiemelkedő testnevelő tanárai voltak, köztük Török József, Kruzslik János és Suba Ágnes.

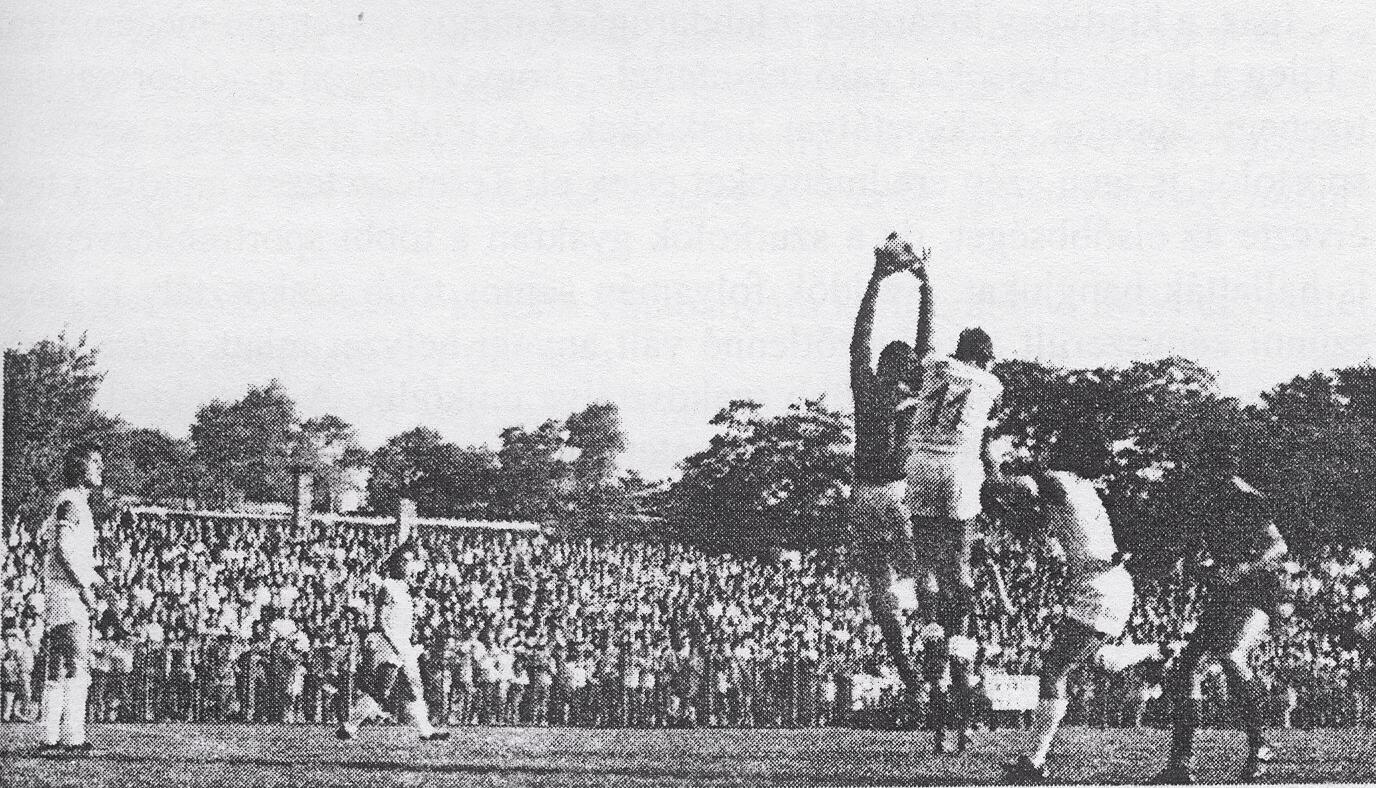
Lelátókép az 1970-es években

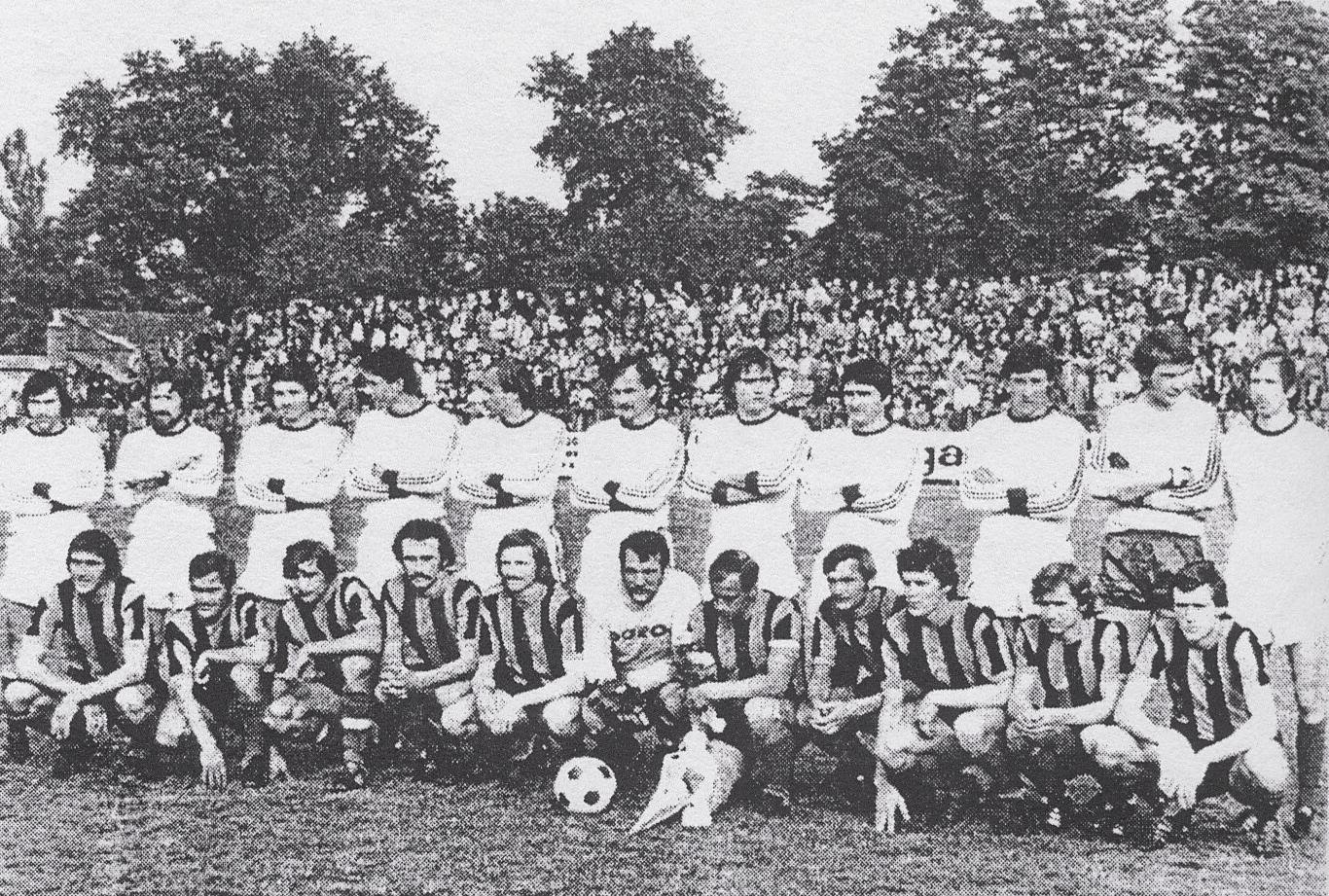
A dorogi stadionban rendezett utolsó NB I-es mérkőzés közel 10 ezer néző előtt, 1977-ben

A nagyszabású Országos Sportnapok mellett szintén jelentős volt az MHSZ által szervezett seregszemlék, versenyek is. Ezen felül gyakran került sor harcászati bemutatókra és katonai járművek kiállítására is. A bemutatott harci járműveket belülről is meg lehetett szemlélni, némelyeket pedig a kezelő személyzet ellenőrzése mellett kipróbálni. A dorogi repülős- és ejtőernyős klub is tartott bemutatót. Vitorlázó gépeiket a játéktéren állították ki. 1978-ban az iráni sah, Mohamed Reza Pahlavi magyarországi látogatása során Dorogon is megfordult, ahol egy rövid látogatás erejéig útja a stadiont is érintette. A következő említésre méltó változásra 1979-ben, részben az egyesület fennállásának 65. évfordulója jegyében került sor, amikor a klubszékházat tatarozták és a sporttelep külső betonkerítését festették vidám, élénk színekre, több részén pedig hangzatos, a korra jellemző szlogenek kerültek kiírásra, mint például, „Edzett ifjúságért”, vagy „A sporttal a világbékéért”.
Az ünnepi év alkalmából számos nívós sportvetélkedőt szerveztek. Ennek egyik része a kubai válogatott elleni futballmérkőzés volt. Az 1980-as olimpiára kvalifikált karibi válogatottat a Dorog NB II-es csapata fogadta. Nagy érdeklődés mellett, remek csatában a házigazdák nyertek 1–0-ra. 1980 egy meglehetősen szomorú emléket hagyott hátra. Ez év májusában a Dorogi Szénbányák Lencsehegyi bányaüzemében történt súlyos bányakatasztrófa több halálos áldozatot is követelt. A tragédia hetében a stadion is gyászba borult, és a soron következő, a Mohács elleni bajnoki mérkőzésen tartottak megemlékezést.

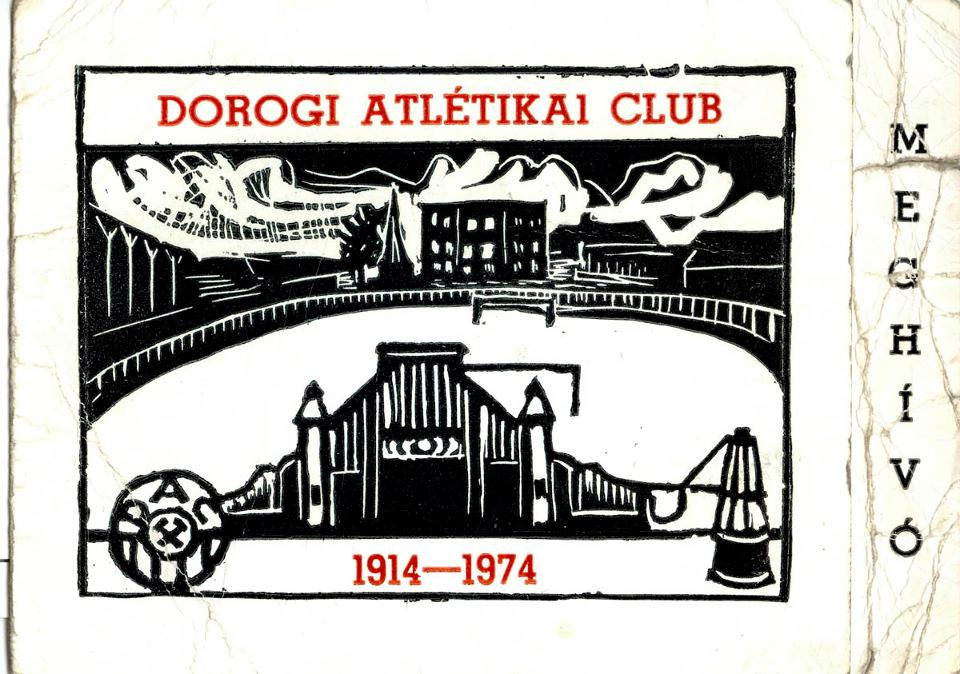
Az egyesület 60 éves évfordulójára rendezett ünnepségre szóló meghívó

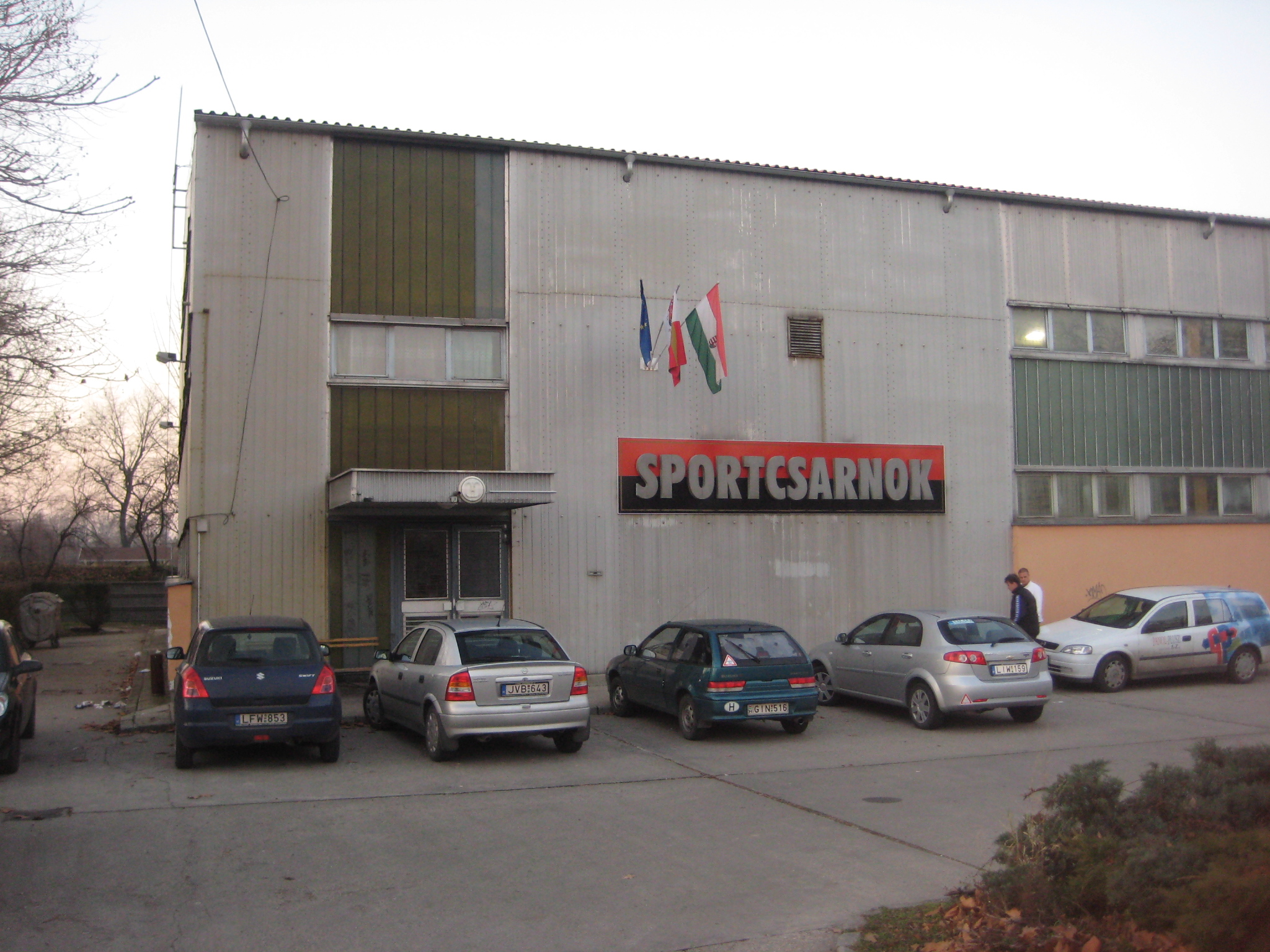
A sportcsarnok az Iskola út felől

1980 nyarán került sor egy rendhagyó labdarúgó mérkőzésre, ahol a korszak két kitűnő csapata, a Tatabánya és a Bp. Honvéd küzdött meg egymással, ami igazi futballcsemegének ígérkezett. A találkozóra hatezren voltak kíváncsiak. Bár a dorogi és a tatabányai klub között mindig is hagyományosan nagy rivalizálás folyt, ám a dorogi drukkerek zömében ezúttal a tatabányai csapatot buzdították szurkolásukkal. A mérkőzést egy hatalmas, 25 méteres bombagóllal a Tatabánya nyerte 1–0-ra. A lefújást követően a levonuló csapatokat vastapssal köszöntötték a hazai szurkolók. A két fél játékosai készséggel álltak a szurkolók rendelkezésére a mérkőzést követően. Különösen Pintér Sándort rohamozták meg sokan, aki nem győzte osztogatni az autogramokat.
1981-ben kicserélték a futballkapukat. A hagyományos vonalú régi kapukat – amelyek kapufái valóban fából készültek, csak a kapufákat és a hálók feszességét biztosító tartók voltak vasból – cserélték a modern vezetésű, vasból készült kapukra. A korai időben a földtől mintegy 20 centiméteres magasságtól szintén 20 centiméternyi kiterjedésű piros sáv díszítette. Ugyanebben az évben salakmotorversenyt is rendeztek a stadionban. 1984-ben kezdődött a sportcsarnok építése, amely az eredeti 1971-es tervekhez képest jóval szerényebb kivitelezésű volt, azonban nagy mérföldkő volt a dorogi sport életében. A hivatalos átadásra 1985-ben került sor. A beüzemeltetéssel a labdarúgók, az atléták és a természetjárók kivételével valamennyi szakosztály az edzéseit és a versenyeit a csarnokban rendezte, a téli időszakban azonban a focisták és az atléták is beköltöztek. 1984 nyarán érkezett vendégjátékra az első osztályú német Dynamo Berlin futballcsapata. 1986-ban a sportcentrum funkciói közé bekerültek a zenei rendezvények is. Ebben az évben tartották az első rock-koncerteteket is, ahol a sort a KFT és Schuster Lóránt nyitotta, a későbbekben pedig további jeles együttesek adtak itt koncertet, mint az Edda Művek vagy a Lord.

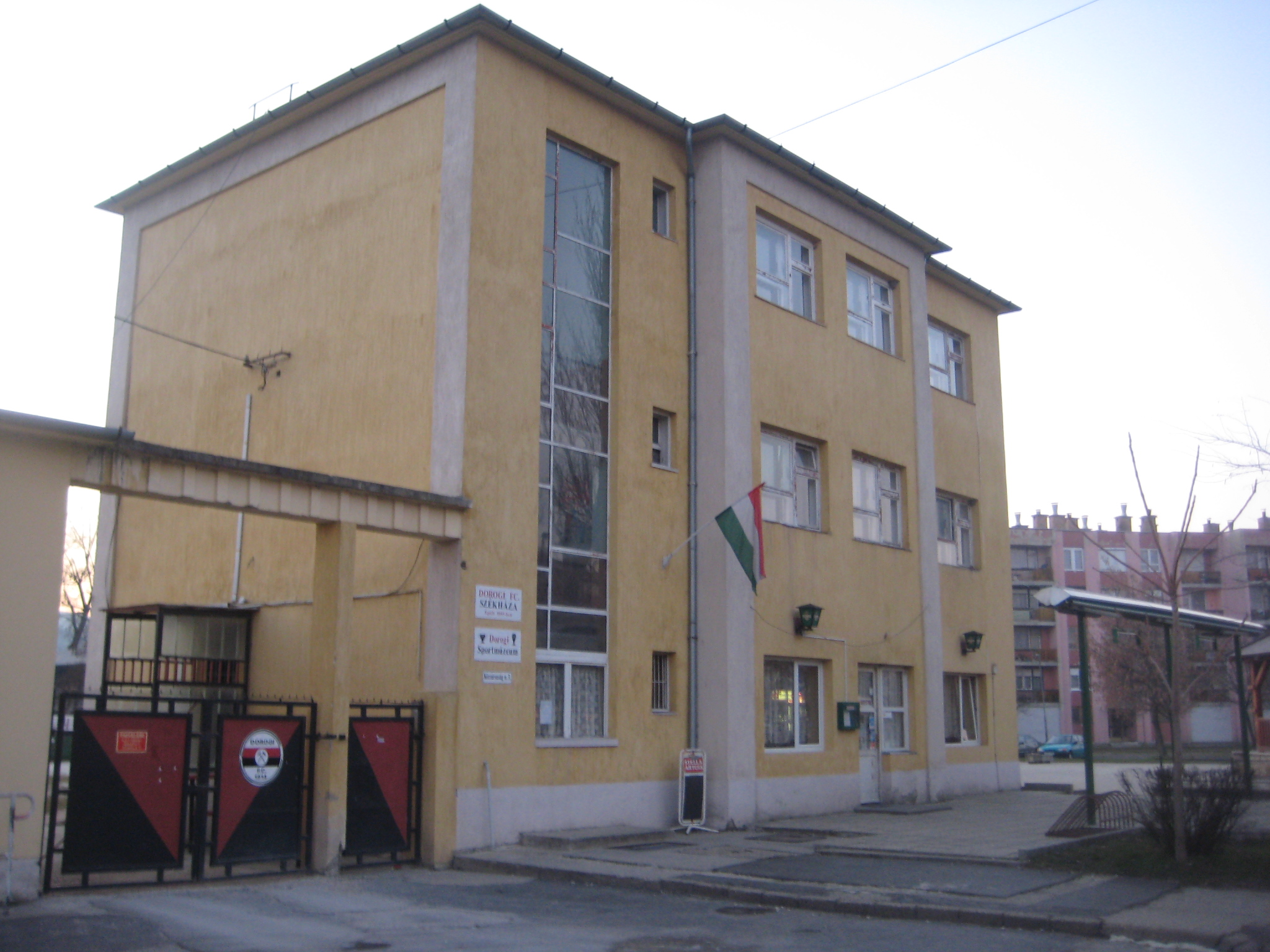
A klubszékház az 1950-es években kialakult mai formája és az Északi kapu

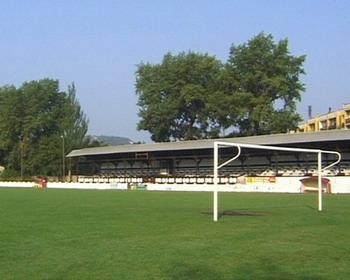
A fedett ülőtribün az északi kanyar felől

Szintén ebben az évben, az FTC–Haladás mérkőzésen történt rendbontás miatt néhány mérkőzésre betiltották az Üllői úti stadiont, a Ferencvárosnak így semleges pályán kellett a hazai meccseit játszania. A dorogiak jelentkeztek a pályázatra, azonban az MLSZ kritériumában egy pontban nem felelt meg a dorogi stadion; nevezetesen a két stadion közötti távolság túl kevés a büntetésben meghatározottak értelmében, így a választás Kecskemétre esett. Ennek ellenére mégis játszott ebben az időben a Fradi Dorogon, tekintve, hogy a Magyar Kupa legjobb 16 közé jutásért a sorsolás összehozta a két csapatot. A dorogi egyesület kérvényezte az eredetileg 13:30-ra kitűzött kezdési időpont megváltoztatását, a kezdés egy órával későbbre történő csúsztatásával, a várhatóan nagy érdeklődésre való tekintettel.
A szövetség azonban nem járult hozzá, így nagyon sokan lemaradtak a találkozóról, vagy kénytelenek voltak különböző indokokat keresni a munkahelyről, vagy az iskolából való hiányzás igazolására. Egyedül a dorogi gimnázium igazgatósága tette lehetővé tanulói számára az igazolt távolmaradást. A mérkőzés kezdetére közel 6000 szurkoló gyűlt össze, és az idő múlásával sorra érkeztek további drukkerek. A találkozó végére mintegy 8000 néző gyűlt össze.
1987 őszén kezdődött a pálya és a lelátókat elválasztó kerítés cseréje, amely 1988 tavaszára készült el. Ez a kerítés látható napjainkban is. Ez volt az egyesület 75. éves jubileumára tervezett felújítás első fázisa. Szintén 1988-ban került sor a klubház tatarozására és a bejárati kapuk festésére. A ünnepi évben, 1989-ben a lelátók festése és a tribün, valamint a volt Zenepavilon tatarozása is megtörtént, így a 75. éves jubileum alkalmából szervezett sportversenyeknek, illetve kupaküzdelmeknek, valamint 1990-ben a magyar női labdarúgó válogatott Európa-bajnoki selejtező mérkőzésének már a megszépült sportcentrum adott otthont.

### Az 1990-es évek és az ezredforduló

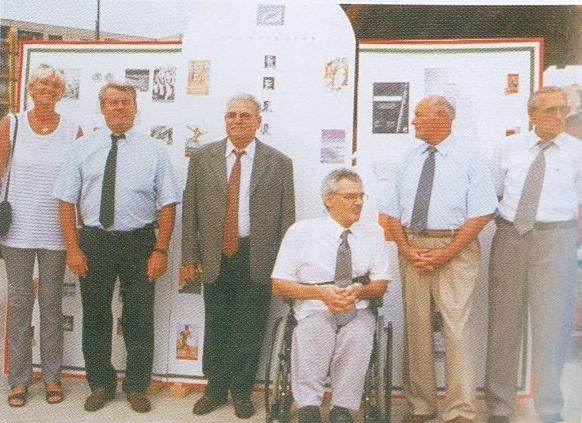
A dorogi olimpikonok 2001. augusztus 20-án, a millecentenáriumi ünnepség alkalmából a stadionban. Balról: Megyeriné Pacsai Márta, Szűcs Lajos, Varga János, Harmath János, Buzánszky Jenő és Grosics Gyula.

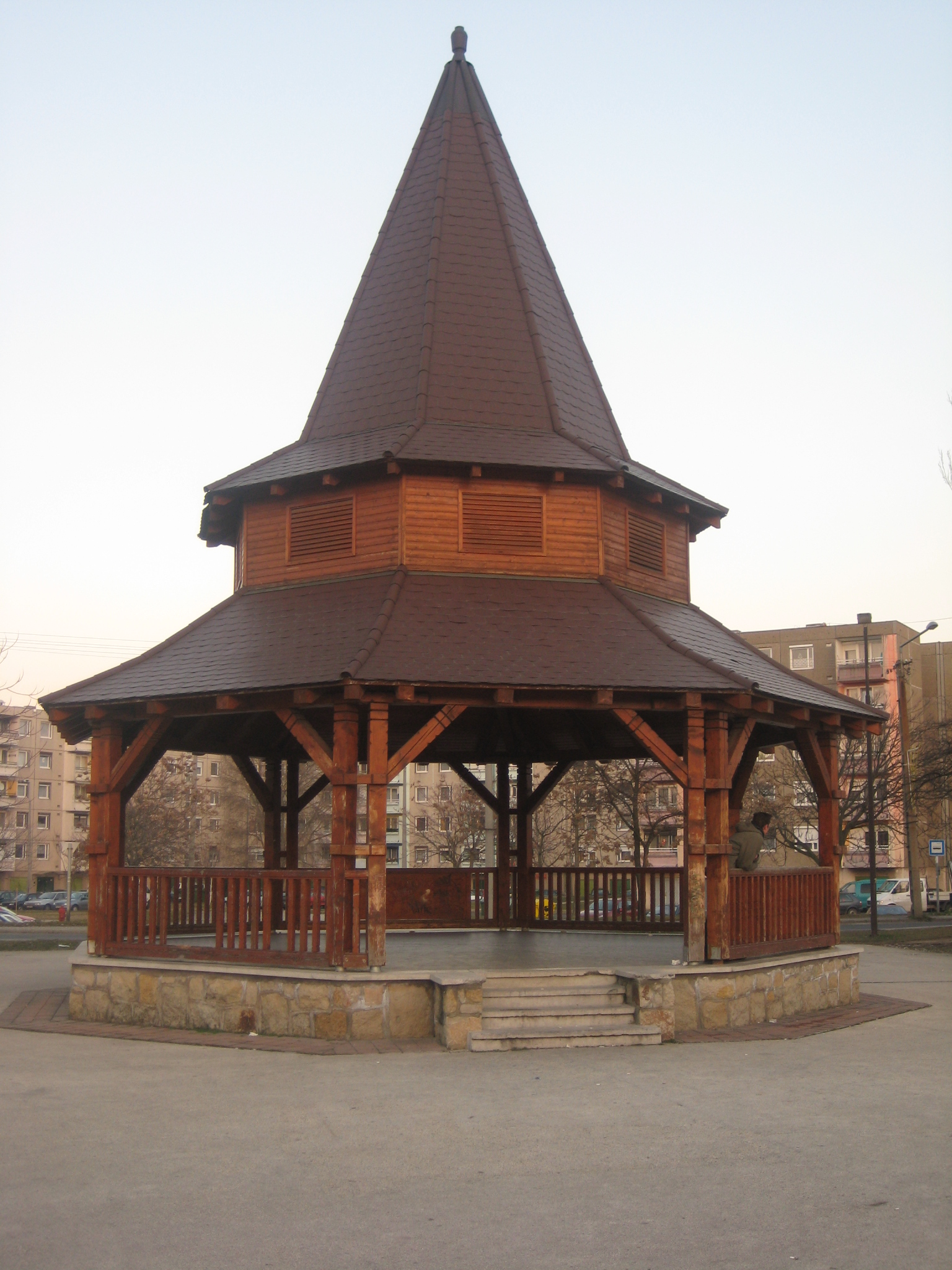
A 2001-ben újjáépült Zenepavilon

Az egykori Zenepavilont az ökölvívó-szakosztály 1990-ben történt megszűnését követően Fekete László használta edzőteremnek. 1991-ben az olasz C válogatott mérkőzött meg a Dorogiakkal. Ekkor a csapat már az NB I. ajtaját döngette, ezáltal tervezet született a stadion további fejlesztéséről, ám az 1993-as év a nagy lehetőségek helyett szomorú emléket hagyott maga mögött. Három szakosztály – a labdarúgás, női kézilabda és férfi teke – az NB I. küszöbén állt, ám csak a tekézőknek sikerült a legmagasabb osztályba való jutás. Ugyanakkor mégis kudarcként hatott az által, hogy a versenykiírások csak négysávos automata pályát fogadtak el hiteles pályának, a dorogi viszont kétsávos volt, és nem mutatkozott remény a saját pálya kibővítésére, így a hazai mérkőzéseket is idegenben kellett lejátszaniuk. Az év tragédiájához hozzájárult egy halálos kimenetelű motorbaleset is. A balesethez mentőhelikopter érkezett, amely a stadion gyepén landolt.
1994-ben világversenynek adott otthon a stadion, nevezetesen a világ legerősebb embereinek világbajnokságának, amelyet a Telesport közvetített. A viadal június 30. és július 3. között zajlott, amelyen a világ elitjéhez tartozó mezőny tagja vettek részt, köztük cseh, osztrák, holland, izlandi, amerikai, finn versenyzők és a magyar színeket képviselő Fekete László. A kifejezetten színvonalas és számos látványossággal bővelkedő rendezvény egyetlen szépséghibával bírt, ugyanis egybeesett a labdarúgó-világbajnoksággal, így a várt látogatottság jóval alulmaradt az előzetes várakozásoktól. A teljes nézettség volt akkora, mint amennyit egyetlen versenynapra számítottak volna. Ettől függetlenül is azért szépszámú nézősereg gyűlt össze, különösen a záró napon. Kiélezett küzdelemben az utolsó versenyszám döntött, amelyben Fekete vitte a pálmát, ezzel hazai pályán sikerült a világelsőséget megszereznie. Az izgalmas, férfias és igen sportszerű küzdelmek mindvégig remek hangulatban teltek, amely a többezres hazai publikum legnagyobb örömével zárult.
1995 hozta a stadion történetének legnehezebb, egyben legkritikusabb időszakát. Az 1994-es évvel bezáróan a menet közben privatizált Dorogi Szénbányák (új nevén DOSZÉN Rt.) teljes mértékben kivonult a dorogi sportéletből, így a gazdátlanná vált egyesület és a létesítmény a csőd szélére sodródott. A rendkívüli szorult helyzeten a város önkormányzata igyekezett segíteni, amely elsőként átvállalta a teljes sportcentrum működtetését. Okulva számos országos negatív példából, egy törvénybe iktatott határozatot is hoztak a stadion megóvása érdekében, amelynek értelmében a létesítmény mindenkori tulajdonosa a sportkomplexumot kizárólag sportcélra használhatja. Később a Dorogi Városüzemeltetési Kht. feladatkörébe került az üzemeltetés, tulajdonosa pedig a Dorogi Szénmedence Sportjáért Közalapítvány lett.

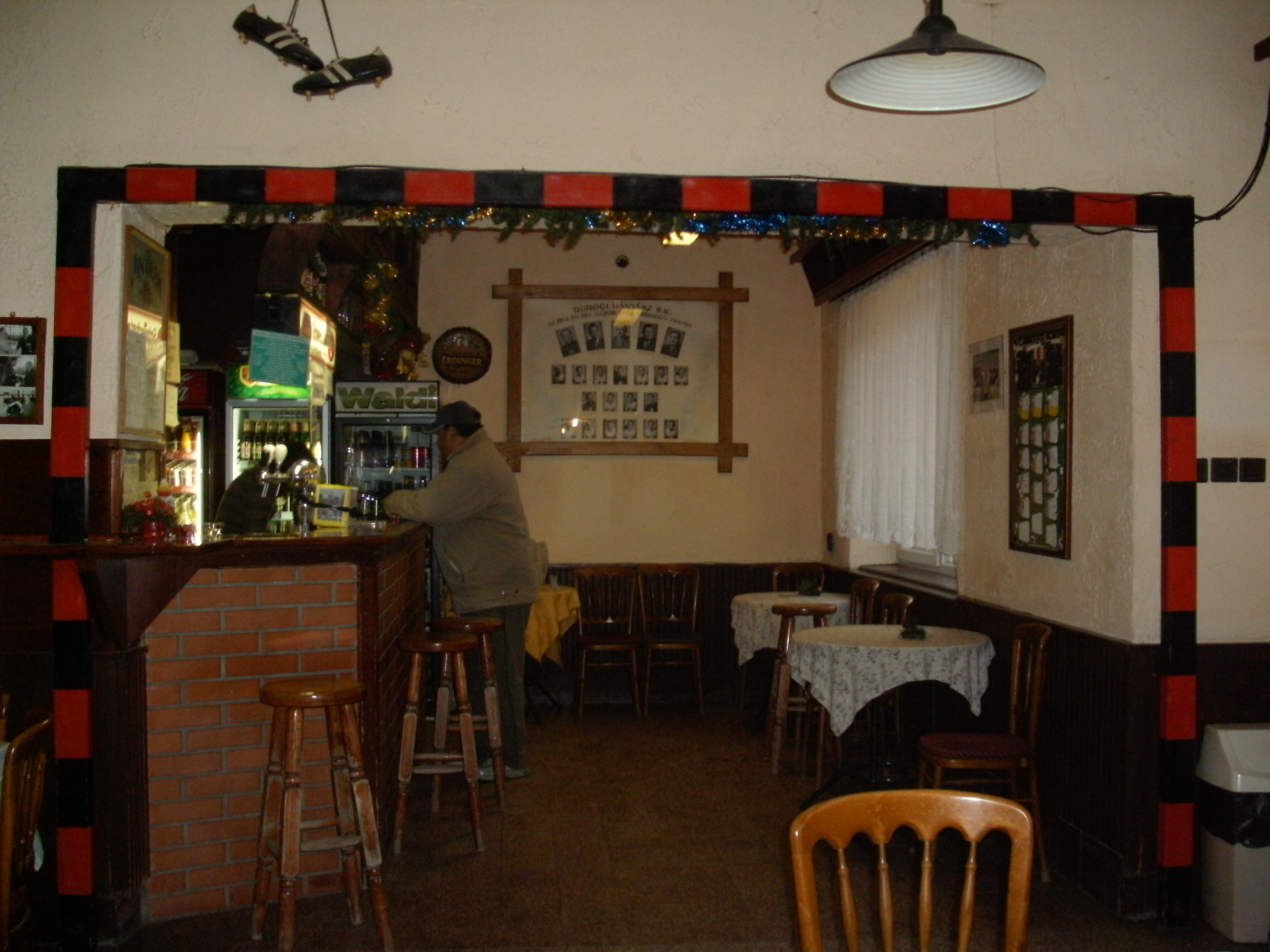
A Sportbüfé pult felőli része

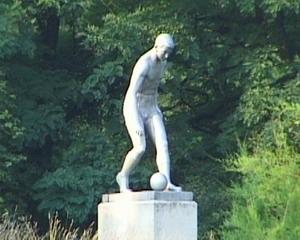
A Labdarúgó-szobor a délkeleti kanyarban

Menet közben felszámolták a futballkapuk mögötti atlétikapálya-kiegészítőket és a lábteniszpályát, és egykori helyüket teljesen befüvesítették. Közben a tribünbe épülve létesült egy fitnesz szalon és konditerem, amely a stadionból és az utcáról egyaránt megközelíthető. 1996-ban történt komolyabb szurkolói rendbontás a hazai szurkolók részéről, a Dorog–Vasas SC Magyar Kupa-mérkőzést követően, ahol Hidasi Gyula játékvezető ténykedését sérelmezték, aki egy szabályos gólt érvénytelenített, majd egy 11-estől fosztotta meg a hazaiakat. A mérkőzés után több száz feldühödött drukker lincshangulatban várta a játékvezetőt, akit az említett fitnesz szalonon keresztül menekítettek ki a rendezők.
Az év felemelőbb pillanatai közé tartozott Monostori Tivadar 60. születésnapja tiszteletére a nyár végén rendezett gálamérkőzés a dorogi öregfiúk és a parlament-válogatott részvételével, ahol az ünnepelt is pályára lépett. A rendezvényt számos híresség mellett Zwack Péter is megtisztelte jelenlétével. A nagyszámú publikum igazi focicsemegével gazdagodott, ahol imponáló játékkal 7–2-re nyertek a dorogiak. A szurkolók vastapsa kísértében a pályáról levonuló Monostori letérdelt és megcsókolta a gyepszőnyeget.
Szintén ebben az évben történt Habsburg Ottó Dorog város díszpolgárává avatása, amelyre az egykori trónörökös egész családjával érkezett. A dorogi látogatása alkalmán útba ejtette a stadiont is. 1997 újra örömteli eseményekkel szolgált. A labdarúgók bajnoki címet nyertek az NB III-ban, majd a Dunakeszi VSE ellen sikeresen megvívott osztályozó mérkőzést követően az NB I/B-be jutottak. Az osztályozó visszavágó mérkőzésén tízezer néző gyűlt össze a dorogi stadionban. 1997 szeptemberében a soron következő bajnoki mérkőzés szünetében gördült be egy népes biciklis csoport, akik éppen nem sokkal korábban vettek részt a Budapest–Dorog–Párizs kerékpártúrán. A csapatnak Bokros László személyében dorogi tagja is volt. A túrát teljesítők a játékteret körbe futó salakos futópályán tettek néhány tiszteletkört, a stadionban lévő mintegy 4000 néző hatalmas ovációja és ütemes tapsa közepette. Nem sokkal később egy népes NATO-delegáció vendégeskedett Dorogon, soraikban néhány magas rangú tiszttel, akik a dorogi csapat aktuális hazai mérkőzésére is kilátogattak a stadionba.
1998-ban, Bányásznapon Puskás Ferenc volt a város díszvendége, aki megtekintette a dorogi utánpótlás csapatokat, majd a Dorog–MOTIM TE NB II-es bajnoki meccset, ahol a kezdőrúgást is ő végezte el. Az Iskola utca felőli oldalon felépült az ország gyakorlatilag egyetlen műanyag borítású tansípályája, amellyel újabb profillal bővült a dorogi sportélet.
Az idők során teljesen elsorvadt női labdarúgás újjászületett, és a hölgyek új csapata 1998 nyarán játszotta első hivatalos mérkőzését a stadionban a Femina csapata ellen. Ebben az évben kezdődött a gázprogram is, ahol 4 milliós beruházással a teljes sportcentrumban a gázfűtésre tértek át.

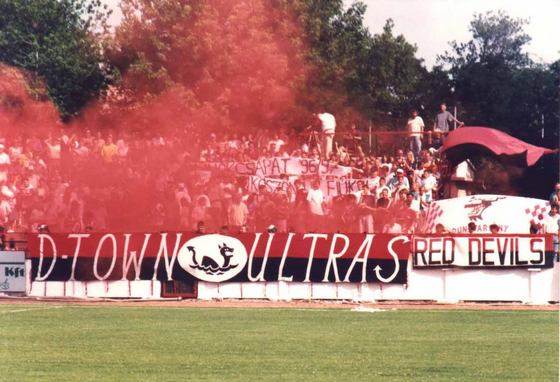
1997 júniusa nézőcsúcsot hozott, ahol két harmadosztályú csapat mérkőzésére 10 ezer néző volt kíváncsi

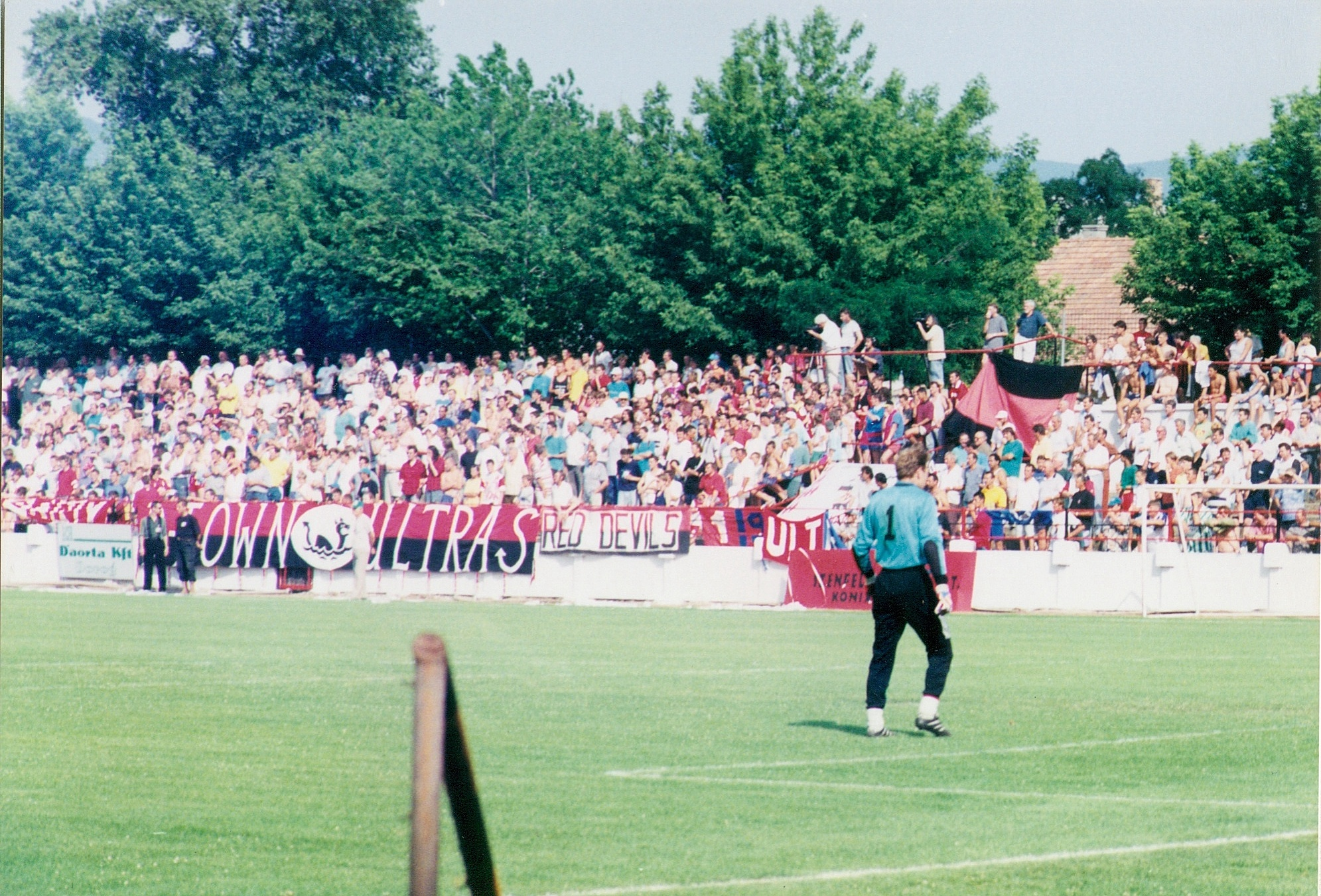
10 ezer néző a stadionban 1997-ben, mégis korántsem volt telt ház

Ugyanakkor egy nagy csalódás is ekkor érte a helybelieket. Az Ybl Miklós-, Kossuth- és Magyar Örökség díjas építészmérnök, Makovecz Imre által tervezett fedett versenyuszoda tervét politikai okokból elutasították, így továbbra sem volt remény az úszószakosztály feltámasztására. A kedvezőtlen kormánydöntés a tekézőket is sújtotta, mivel az új fedett versenyuszoda épületében kapott volna helyet a kibővített négysávos automata pályájuk és a hozzá tartozó öltözők és kiszolgáló egységek.
1999-ben újabb szurkolói rendbontás történt, ezúttal a kispesti ultrák „jóvoltából”, a Kispest Honvéd elleni kupamérkőzés után, akik a rendezőkkel tűztek össze. Az incidenst a Telesport Gól, gól, gól! című műsora is bemutatta, amelyet a műsorvezető Csisztu Zsuzsa, „A dorogi rémálom” címmel harangozott be. (*) Ebben az évben ismét felerősödtek a régi időket visszaidéző tradíciók felelevenítésére irányuló törekvések, amellyel a sportrendezvényeket igyekeztek színesebbé tenni. Számos régi-új hagyomány közül is a mérkőzések szünetében rendezett 11-es rúgó párbaj örvendett nagy népszerűségnek, amelyet a szurkolók és a két csapat tartalék kapusainak bevonásával bonyolítottak le. Mind ez teljesen független kezdeményezés volt a néhány évvel később a nagyobb sörgyárak támogatásával a labdarúgó liga szervezte büntetőpárbajtól. Ugyancsak helyi sajátosságként indult és vált rendszeressé a tribünben lévő stúdióból sugárzott DFC Híradó szórakoztató és közönségszolgálati műsora is, amely a mérkőzések előtt és a szünetben volt hallható a kihangosítón keresztül.
Az egyesület 85 éves fennállása alkalmából avatták fel a Dorogi Sportmúzeumot 1999. november 13-án, ahol a zászlódíszben pompázó stadionban egész napos ünnepi programmal tisztelegtek a patinás klub előtt. A nagyszabású ünnepségen a dorogi labdarúgás legendás alakjai szinte kivétel nélkül személyesen is részt vettek, köztük a két világháború közötti időszak generációjának képviseletében Csermák János, aki klub elnöke is volt hajdanán, édesapja pedig az egyesület egyik alapító tagja. Az évforduló napján került sor a NB II őszi szezonjának utolsó bajnoki mérkőzésére, ahol a dorogiak a Taksony csapatát fogadták és verték 2-0-ra. A mérkőzést a jeles vendégek is megtekintették. A rendezvényen részt vett Berzi Sándor MLSZ főtitkár, aki ünnepi köszöntőt is tartott és átadta a Szövetség ajándékát. A klub elnöksége és a város díszes emlék-relieffel tüntetett ki számos egykori kiváló labdarúgót és a sportmúzeum elkészüléséért végzett munkájukért több személyt is. Az alapjában véve kielégítő állapotú sportcentrumban azonban a menet közben újból megüresedett Zenepavilon lehangoló állapotban árválkodott. Ekkor született a salamoni döntés, miszerint a felújítása irreálisan sokban kerülne, viszont nem szabad hagyni, hogy örökre eltűnjön, ezáltal a romhalmazzá vált eredeti építmény elbontása mellett, az eredeti tervrajzoknak megfelelően való újjáépítéséről döntöttek, amelyet Tittmann polgármester az ünnepi köszöntőjében jelentett be.

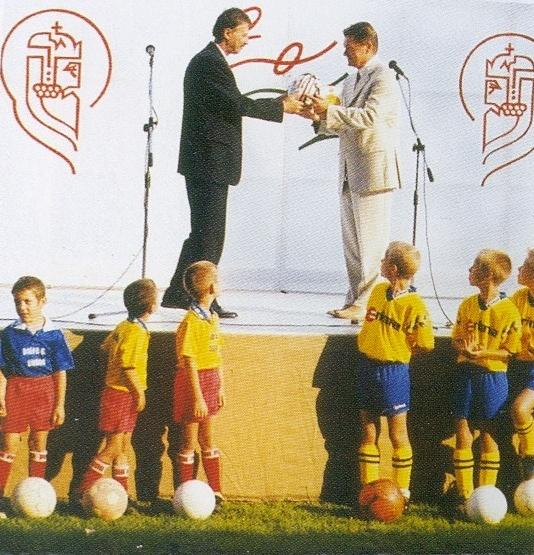
A játéktéren felállított pódiumon Jánosi György Ifjúsági- és Sportminiszter a nemzeti és dorogi címerrel és szalagokkal díszített futball-labdát, szimbolikus ajándékként adományoz Tittmann János Dorog város polgármesterének a stadionrekonstrukciót követő avató ünnepségen, 2002. augusztus 20-án. Az előtérben a Dorogi Diófa Foci óvoda csemetéi.

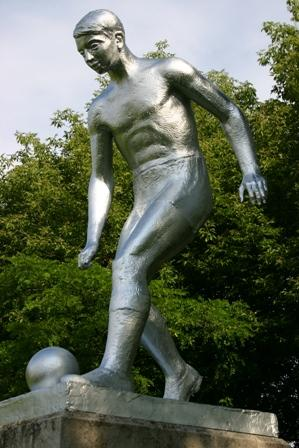
A felújított Labdarúgó-szobor

A millecentenáriumi ünnepségsorozat dorogi megemlékezésére 2001. augusztus 20-át választották. Tekintve, hogy a város életében a bányászat és a sport központi szerepet játszott, ennek szellemében történt az ünnepség tartalommal való megtöltése. Az ünnepségnek a stadion adott otthont, ahol többek között sor került az millenniumi zászlóátadásra is, amelyre a díszszalagot – zászlóanyaként – Solymár Judit (Solymár Károly leánya) köthette fel, valamint az újjáépült Zenepavilon és a Dorogi olimpikonok falának avatására. Az ünnepségre a teljes stadion megszépült. A klubszékházat kívül-belül tatarozták és festették, valamint sor került a Déli kapu tatarozására is. A Zenepavilon az egykori kézilabdapálya helyére került, amelyet felszámoltak, majd egy alakulóteret hoztak létre a helyén, amelynek közepén épült fel a pavilon. A nagyszámú érdeklődő és ünneplő soraiban ott volt valamennyi élő dorogi olimpikon – köztük Buzánszky Jenő, Grosics Gyula és Szűcs Lajos olimpiai bajnokok – és az olimpiai kerettagok. Az ünnepség részeként került sor a Dorog–Ferencváros öregfiúk gálamérkőzésre. Ez az alkalom volt az utolsó a stadion történetében, amikor nagyobb tömeg foglalt helyet a lelátókon. A tribün zsúfolásig megtelt, és az állóhelyen is rengetegen tekintették meg a találkozót, ahol a kivonuló csapatokat a Bányász Zenekar és a dorogi Aranycsengő mazsorett csoport vezetett fel, a mintegy 5000 néző tapsviharával kísérve. 2001 nyarán az egyesület elküldte pályázatát az Országos Stadion Rekonstrukciós programra, ahol 40 milliós támogatást nyertek, így a 20 milliós önrésszel kiegészülve megkezdődhetett a stadion rekonstrukciója, amelynek keretén belül teljesen átépítették az öltözősort, a fürdőket és a szertárat.
Ezen felül a létesítmény délkeleti szögletében lévő mosodát beköltöztették a megújult épületbe, így a régi mosoda épülete raktárrá lett alakítva. Az egykori egyszintes öltöző épülete még egy díszes faborítású emeleti tetőszerkezetet kapott. A teljes öltözősor vadonatúj berendezéssel gazdagodott, akárcsak a szertár. Mindezek mellett az egykori uszoda – amelyet 1998-ban bezártak, majd elbontásra került – területének egy részén műfüves, villanyvilágítású edzőpálya is létesült. Az északkeleti kanyarban lévő illemhely épületét elbontották, helyette, az ellentétes kanyarban lévő másik nagy illemhely szomszédságában egy minden igényt kielégítő új illemhely is létesült.
Éppen a pályázat benyújtása előtt merült fel először a névadás ötlete, tekintve, hogy a dorogi stadionnak hivatalos névadója soha sem volt. A korábbiakban Bányász stadionként emlegették hivatalosan, bár a helybeliek egyszerűen a „Pályának” nevezték. Ha valaki meccsre készült a dorogiak közül, nemes egyszerűséggel annyit mondott: „Kimegyek a pályára”, vagy azt, hogy „kimegyek a DAC-ra”. Mivel a pályázat alkalmából nevesíteni kellett a stadiont, így a legjobb alkalom kínálkozott a névadóra. Ekkor merült fel, hogy Buzánszky stadion legyen. Bár az illetékesek egyetértettek, hogy Buzánszky Jenő neve volna a legalkalmasabb, azonban mind a klubvezetés, mind az önkormányzat azon a véleményen volt, hogy nem a legszerencsésebb élő személyről elnevezni. Ezáltal a Dorogi Városi Stadion név szerepelt minden hivatalos formában. A rekonstrukciós munkálatok kivitelezője a Csúcs Kft. volt, az ünnepélyes avatásra pedig 2002. augusztus 20-án került sor.
A ceremóniát Jánosi György Ifjúsági- és Sportminiszter ünnepi köszöntője nyitotta, aki elmondása szerint nagy örömmel érkezett Dorogra. Személyes élményeit is megosztotta a nagyszámú hallgatósággal, miszerint ifjú korában Dorogot egy hatalmas városnak képzelte, mivel a dorogi sportsikerektől volt hangos a korabeli média. Amikor pedig elsőként személyesen is megfordult a bányászvárosban, meghökkenve tapasztalta, hogy egy kicsiny település mindössze. A korábban kialakult szimpátiája ezáltal még jobban elmélyült a dorogi sport irányában. Az ünnepi műsor keretében néptáncosok, mazsorettek és zenekarok bemutatója mellett olvasták fel Szabó Gyula, A dorogi stadion története című munkájából készült kivonatot, amely ebből az alkalomból készült. Jánosi György, aki családjával érkezett, a hivatalos műsort követően is hosszú órákon át időzött még a stadionban, és közvetlen beszélgetéseket folytatott a helybéliekkel.
- (*) Kapcsolódó videó:

Dorog–Kispest Honvéd Magyar Kupa-mérkőzés, 1999. YouTube

### Az új évezred első évtizede

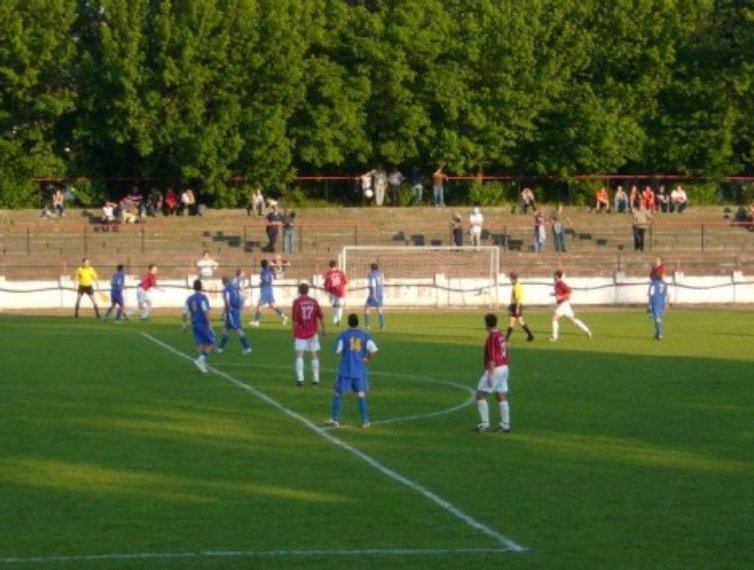
A parkosított zöldövezet szép hátteret és látványt nyújt

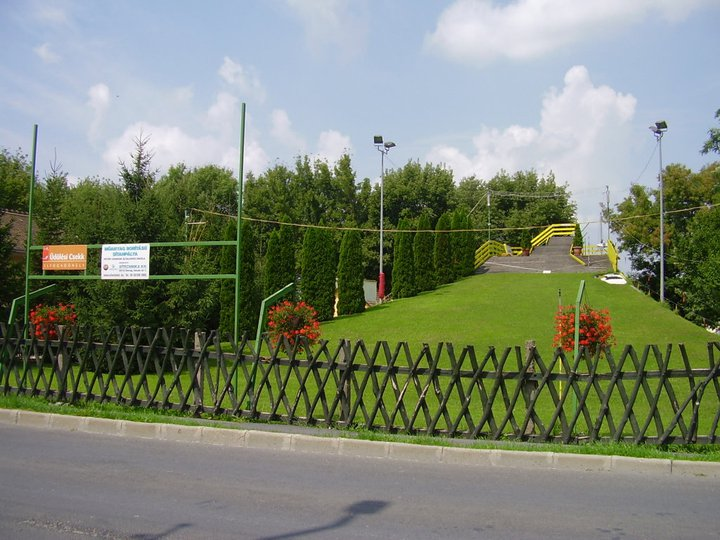
Az 1990-es évek végén felépült tansípálya a sportcsarnok és az uszoda között

Az új évezred első évei sok nehézséggel teltek. Tekintve, hogy a helyi önkormányzaton kívül nem volt egyetlen komoly anyagi támogatója az egyesületnek, pedig csak Dorogon több olyan tekintélyes és tehetős cég is üzemelt, mint a Richter Gedeon Vegyészeti Gyár Nyrt., a SARPI Hulladékégető Kft., vagy a Sanyo Electric. Ráadásul a japán tulajdonú multinacionális cég Közép-Kelet-Európai központját is éppen Dorogra telepítette. Szintén tőkeerős cég a karnyújtásnyira lévő Suzuki autógyár is, amely kilátásba is helyezte a dorogi klub támogatását, ám üres ígérgetéseken kívül érdemi segítség soha sem történt.
Az ezredfordulón a Szövetség kötelezővé tette valamennyi első- és másodosztályú szakedző részére a FIFA által indítványozott A-licence végzettséget. A licence-képzés és a vizsgáztatás helyszíne volt a stadion a 2000–2001 közötti időszakban. Az egyik fő koordinátor Baranya István, aki maga is óraadó és vizsgabiztos volt. Számos neves szakember végezte itt tanulmányait és szerezte meg a legmagasabb edzői fokozatot, köztük Pintér Sándor, a Bp. Honvéd és a magyar válogatott egykori kiválósága.
2002-ben Horváth Pál edző és egyben az egyesület anyagi támogatója ígéretet tett arra, hogy a lelátókat modern, szabvány ülőkékkel boríttatja, és az öltözősor emeleti, a játéktérre néző részét beüvegezteti, benne klubhelyiségeket, VIP-helyiséget és hotelszobákat alakíttat ki saját költségén, amennyiben a város és a klubvezetés hozzájárul (anyagilag is) az NB I/B-ben történő induláshoz. Horváth mester 20 millió forintot áldozott volna saját erőből, a többi 40 milliót a klubnak és a városnak kellett volna előteremteni, amiből a szokásos évi szinten utalt 20 millió a városi büdzséből ugyan biztosított volt, azonban további 20 millióval kellett volna kiegészíteni. A tervezett 60 milliós költségvetéssel – amelyet az MLSZ minimum anyagi fedezetként kért felmutatni – még így is a Dorog lett volna a legszerényebb hátterű klub a mezőnyben, de az illetékesek nem láttak arra semmilyen garanciát, hogy ez az összeg a rendelkezésre álljon. Ezáltal a csapat nem indulhatott az NB I/B-ben, ezért Horváth Pál távozott, a tervek pedig nem valósultak meg.
Ugyan ebben az évben, nyár végén a hatalmas áradások a szomszédos Esztergomot is érintették, ahol a medréből kilépett Duna többek között elöntötte és teljesen használhatatlanná tette az ottani pályát. A dorogi klub érkezett a segítségükre, és biztosították a szomszédvár csapata részére a soron következő hazai bajnoki mérkőzésük megrendezését a dorogi stadionban, ahol az esztergomiak a Székesfehérvári Ikarusz csapatát fogadhatták.
2003-ban a Westel mobiltelefon társaság kereste meg az egyesületet üzleti ajánlattal, tekintve, hogy a Dorogon meglévő adótorony terheltsége miatt egy átjátszótorony telepítése vált szükségessé, és az előzetes mérési adatok alapján a stadion lett volna erre a legalkalmasabb hely. A Westel a stadion déli kanyarulatában szerette volna a felállítást, amiért cserében egy modern elektromos eredményjelzőt finanszíroztak volna, továbbá éves szinten 10 millió forint szponzori támogatást is ígértek. A torony önmagában sem rontotta volna a stadion esztétikai értékét, azonban a tervezésnek köszönhetően szinte láthatatlan lett volna, mivel az eredményjelzőt a toronyra erősítve kívánták felszerelni. A Dorogi Szénmedence Sportjáért Közalapítvány, mint a stadion tulajdonosa a város támogatását élvezve egybehangzóan megszavazta a szerződéskötést. Közvetlenül a szerződés aláírása előtt, a stadion szomszédságában lévő Zsigmondy-lakótelep területi képviselője aláírásgyűjtésbe kezdett a telep lakóinak bevonásával, mivel véleménye szerint az egészségre káros hatású átjátszótorony közelsége veszélyeztetné a lakosságot. Végül éppen annyi aláírás gyűlt össze, amennyi megvétózhatta a torony telepítését. Ezáltal a klub elesett több tízmilliós bevételtől és egy modern eredményjelzőtől. A bevétel elegendő plusz lett volna a biztos NB II-es tagságnak, így viszont a klub az NB III-ba kérte magát, mert nem volt elég anyagi fedezete az NB II-ben, ahol ráadásul jól szerepelt és az élmezőnyben végzett. A történet igazi iróniája, hogy ennek ellenére a torony mégis felépült, alig 100 méterrel délebbre, a vasút túloldalán, a MÁV területén. Maximum a vasút gazdagodott, a torony helyéből adódóan viszont a lakosság ugyanolyan, ha nem nagyobb veszélyben él (már, ha egyáltalán jelent bármi károsat is, hiszen nincsenek erre bizonyítékok, viszont mobiltelefont szinte mindenki használ). Így törvényszerű volt elsősorban a komoly költségekkel járó labdarúgás visszaesése. Előbb az NB II., majd az NB III. következett. Ennek megfelelően, és főleg a perspektívanélküliségnek köszönhetően, drasztikusan visszaesett a stadion látogatottsága, átlag 300–500 nézőre, de nem ritkán még ez alatti nézőszám is előfordult.
Szintén 2003-ban, Bányásznapon a Magyar Színész-válogatott – soraiban többek között Eperjes Károllyal és Cseke Péterrel – érkezett immáron sokadjára a stadionba, hogy a dorogi öregfiúk csapatával megmérkőzzön. A szépszámú közönség ezúttal sem csalódott a két fél csatájában, amely férfias, de nagyon sportszerű küzdelmet és 4–2-s dorogi győzelmet hozott. A mérkőzést követően Nemcsák Károly, a színészek csapatkapitánya mondott ünnepi köszöntőt, amelyben kiemelte elismerésüket a dorogi sport múltját és tradícióit illetően. A két csapat és a meghívott vendégek közösen ebédeltek a stadionban, ahol kötetlen beszélgetés mellett nosztalgiáztak. Ebben az időszakban készült riportfilm Grosics Gyuláról, amelynek forgatása nagy részben a stadionban történt. A legendás dorogi kapus visszaemlékezéseit a tribünön ülve mesélte el. A filmben régi fotók is megjelennek a stadionról Grosiccsal. A dokumentumfilm azzal zárul, hogy Grosics a pálya közepén ballag a Déli-kapu felé. Ezt további riportfilmek követték. 2011-ben egy kísértetiesen hasonló dokumentumfilm készült, amelyhez szintén forgatott a filmes stáb anyagot a stadionban. Ezúttal azonban a Grosics család tagjai közül többen is nyilatkoznak, valamint Szepesi György is szerepel benne. A filmet a Duna TV mutatta be Keresztlécen címmel. Továbbá egy másik alkotás, az Emlék-pályák című sorozatból, Időutazás Grosics Gyulával epizódja is bővelkedik a stadionban készült felvételekkel.

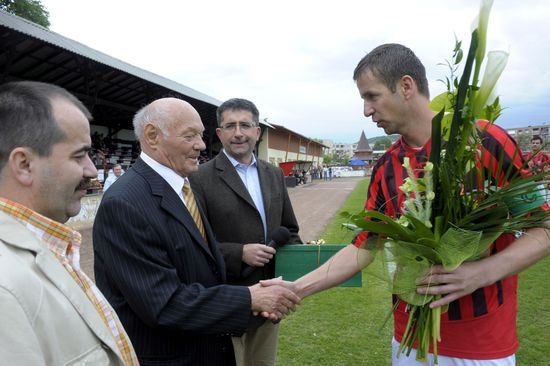
A stadion avatója: Szauter Tamás elnök, Mayer László alelnök és Faragó Szabolcs csapatkapitány köszöntik a névadót

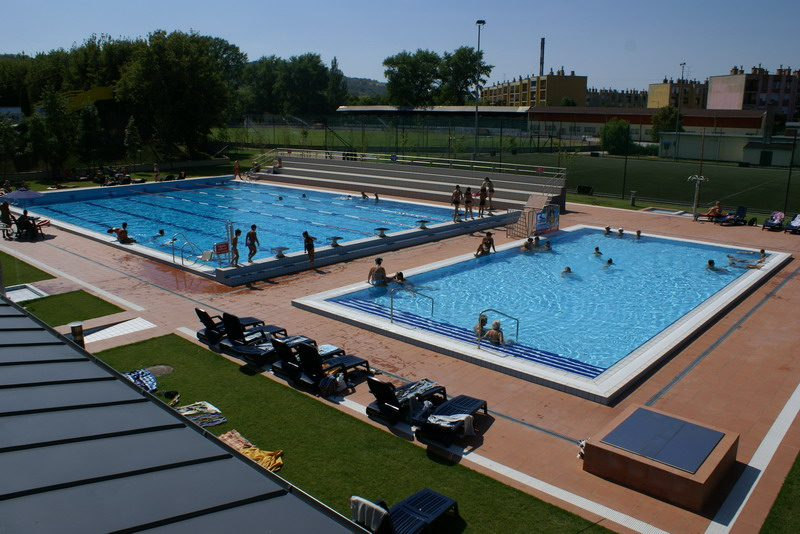
Az újjáépült uszoda. Háttérben a stadion tribünje, az öltözősor és a játéktér gyepszőnyege látható.

Ugyancsak ehhez az évhez tartozik Erdő Péter Esztergom-Budapesti főegyházmegye érsekének Dorog város díszpolgárává történő avatása. Az egyházfő Dorogon kezdte papi hivatását még az 1970-es évek végén. Szoros, jó kapcsolata mindvégig megmaradt a várossal, ahol gyakran vesz részt ünnepségeken, avatásokon és szentmiséken. Látogatásai nem egyszer a stadionra is kiterjedtek. 2004. szeptember 11-én tartották az egyesület fennállásának 90. évfordulója alkalmából az ünnepi megemlékezést, amelynek színhelye stílszerűen a stadion volt, ahol az egész napos program keretén belül valamennyi dorogi sportszakosztály bemutatókkal és versenyekkel képviseltette magát.
A stadionban sokszor végeztek társadalmi munkát magánszemélyek és a szurkolók is. Az egyik legérdekesebb kezdeményezés egy a Vajdaságból származó fiatalember, Dudás Béla nevéhez fűződik, aki dorogi kötődése lévén felnőtt korában elhagyta Szerbiát, és Dorogon telepedett le. Mint a klub szimpatizánsa, társadalmi munkában vállalta a klubszékház lépcsőházának három emeletnyi üvegablakának külső tisztítását alpin technikával, tekintve, hogy ipari alpinistaként dolgozott. A tisztítást 2000 és 2002 között többször is elvégezte..
2005 nyarán egy nagyszabású rockfesztivál helyszínének lett kiszemelve a stadion, amelynek a világhírű Iron Maiden zenekar lett volna a csúcspontja. Ugyan a tulajdonos, az üzemeltető és a városvezetés a hozzájárulását adta a rendezvényhez, azonban okulva a két évvel korábban történtekből, miszerint a lakótelep illetékes képviselőjének kezdeményezésével lakossági ellenállásába ütköznének, amely megint csak meghiúsíthatná a terveket, így egy idő után a szervezők maguk kerestek másik helyet. A fesztivál jótékony célú volt, amelynek bevételéből a dorogi klub és a stadion is részesült volna, fővédnöke pedig az akkori országos rendőrségi szóvivő, Garamvölgyi László lett volna. A koncert végül a közeli reptérre lett szervezve, de a helyszín változása miatt számos eredeti terv átalakult, közte a neves brit csapatot sem hívták meg végül.
2006-ban kezdődött a fedett uszoda építése, amely ugyan jellegében és színvonalában messze elmarad a korábbi tervektől, ugyanakkor a város több mint fél évszázados álma mégis csak teljesült, amikor 2007. május 12-én sor került az ünnepélyes átadására. Szinte az avatással egy időben újra megalakult az úszószakosztály és a régen várt vízilabda-szakosztály is.
Számos felújítás mellett az egyik legnagyobb beruházásként a sportcsarnok új tetőszerkezetet kapott, 2010. május 4-én pedig megtörtént a hivatalos névadás is, miután minden idők egyik legkiválóbb dorogi sportolójáról, sportemberéről, Buzánszky Jenőről nevezték el. Menet közben ugyanis világszerte elterjedőfélben és elfogadottá kezdett válni, hogy sportlétesítmények esetében élő személyek is szóba jöhetnek a névadásnál. Hazánkban addigra már több olyan stadion és sportlétesítmény esetében bevált példa volt, mint a Papp László Budapest Sportaréna, Puskás Ferenc Stadion, vagy az Illovszky Rudolf Stadion, így Dorogon az illetékesek nem látták semmi akadályát annak, hogy a korábbi terveknek megfelelően a dorogi stadion névadója is megtörténhessen. A névadást Buzánszky Jenő 85. születésnapjára időzítették, amelyet a névadó tiszteletére, a főbejáratnál emelt emléktábla ünnepélyes keretek közötti leleplezése követett 2010. szeptember 4-én, Bányásznapon. A ceremóniát számos olyan magas rangú vendég is megtisztelte személyes jelenlétével, mint Dunai Antal olimpia bajnok labdarúgó, az MLSZ szakvezetője, vagy Walter Desch, a Rajnai Labdarúgó Szövetség elnöke.
2011 nyarán a játéktér gyepszőnyegének cseréjére került sor, majd ez év október 24-én, húsz év után újra válogatott mérkőzésnek adhatott otthont a stadion. Itt rendezték a Magyarország–Izrael U18 labdarúgó mérkőzést, amelyet a mieink nyertek 1–0-ra, több mint 2000 néző előtt, akik fantasztikus hangulatot teremtve, a régi idők meccshangulatát idézték vissza.
2012. március végén egy rangos nemzetközi birkózóverseny rendezési jogát kapta meg a város. A jeles eseménynek a sportcsarnok adott otthont, ahol 15 ország mintegy 170 versenyzője, köztük a világ legjobbjai között számon tartott Ukrajna és Azerbajdzsán mellett a távoli Japán birkózó-válogatottja is képviseltette magát. A rendezvényt számos egykori birkózó híresség, többek között Kocsis Ferenc, Varga János, Sike András és Repka Attila olimpiai bajnokok is megtisztelték jelenlétükkel. A viadalt dr. Tittmann János, a város polgármestere és dr. Hegedűs Csaba, a Magyar Birkózó Szövetség elnöke nyitotta meg. A versenyt követően egy hetes nemzetközi edzőtábort is szerveztek helyben. Ugyan csak 2012-ben került sor az üzemeltető váltásra, miután a 2012. április 1-jén megalakult Dorog Város Egyesített Sportintézménye hatáskörébe került.
A tavasz folyamán egy sor olyan régi tradíciót hoztak vissza, amely az évtizedek alatt kisebb nagyobb kihagyásoktól eltekintve folyamatosan hozzá tartozott a stadion látványához, illetve a versenyprogramokhoz. Ettől az időtől fogva rendszeresen felvonták újra a lobogókat a déli kanyarban lévő zászlótartó árbócokra. A korábbi időkben a középsőre került a nemzeti színű zászló, a bal oldalira a dorogi, a jobb oldalira pedig az aktuális vendég csapat zászlója. Annyiban módosult az új felállás során, hogy a két csapat zászlaja mellett Dorog város címeres zászlaja került középre. Ismét beindultak a mérkőzés szünetében rendezett 11-es rúgó párbajok, továbbá a klubhoz kötődő egykori sportolókat, sportvezetőket hívtak meg a kezdőrúgások elvégzéséhez. Ezen felül, közel egy évtizednyi kihagyást követően ismét megnyitották a szurkolói ereklyéket árusító standot, ahol elsősorban mezeket, bannereket és klubzászlókat árusítottak. Sokadik átalakulást követően újra volt meccsbeharangozó kiadvány is, amely a korábbi szériákat – Bányász Bandi, DBSC Híradó, Jó Szerencsét! Dorogi futball info – követően Dorogi FC Hírlevél címen indult útnak és minden eddiginél igényesebb, egyben színes kiadásban.

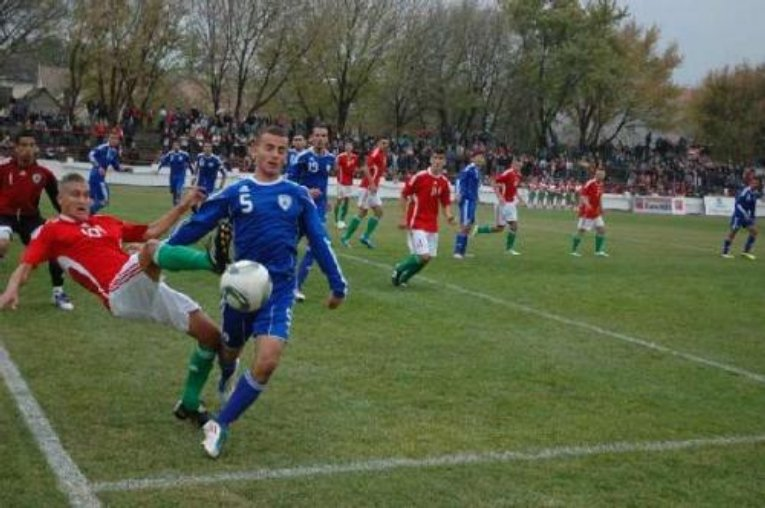
A Magyarország–Izrael U18 EB-selejtező 2011 őszén

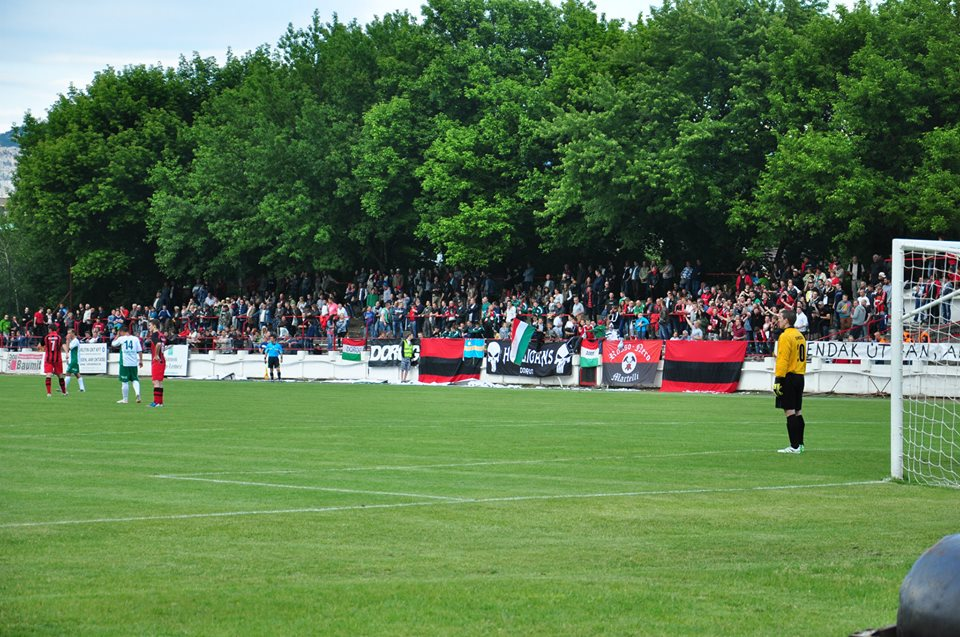
A 2012-2013-as bajnoki évad zárómérkőzésén ezrek töltötték meg a lelátókat

Ez év áprilisától a stadionban újraélesztő berendezést is elhelyeztek. A közelmúltban számtalan olyan tragikus eset történt sportolókkal világszerte, amely, mint hirtelen halál néven vált hírhedtté. Több alkalommal lehetett volna a szerencsétlen érintettek életét megmenti, ha időben jön a segítség. Ezért az egyesület elnöksége a szakmai stábbal karöltve szorgalmazta a csapat orvosa, dr. Pák Péter és a készüléket forgalmazó magyar cég képviselője által bemutatott és preferált újraélesztő megvásárlását. A műszer flexibilis, bárhova gyorsan és könnyen elvihető, továbbá kezelése egyszerű, minimális betanulást követően bárki elsajátíthatja a szakszerű működtetését. Ezáltal jó eséllyel tudnak segíteni a bajba jutottan, míg a mentők a helyszínre érnek. A dorogi sportolók is megismerkedhettek vele egy demonstráció alkalmával. Bár Dorogon sem korábban, sem a készülék üzembe helyezése óta nem történt szív- és keringési problémából adódó rosszullét, vagy eszméletvesztés, azonban a klub illetékesei szerették volna ezzel még a kockázatát is minimálisra csökkenteni az esetleges tragédiák bekövetkezésének. A készülék azóta is az öltözőfolyosón, a számára rendszeresített helyen van elhelyezve.
A 2013-as esztendő felemelő rendezvények sorát hozta, amely tovább öregbíti a stadion hírnevét. Előbb márciusban az elmúlt év sikeres nemzetközi birkózóversenyét, a Fekete Gyémántok Kupát rendezték meg újra hatalmas érdeklődés mellett. Május 7-én és június 11-én utánpótlás válogatott mérkőzésnek adott otthont a stadion, ahol a magyar csapat előbb Törökország, majd Olaszország nemzeti csapatait fogadta. Közben a dorogi csapat bajnokavatójára került sor június elsején, ahol a hazaiak a harmadosztályú bajnokság zárómérkőzésén aratott győzelmével bajnoki címet szereztek. Hosszú idő után újra ezrek töltötték meg a stadiont bajnoki mérkőzés alkalmán és a késő éjszakába nyúló határtalan ünneplést tartottak.
Az ősz igazán érdekes és emlékezetes eseménye egy kettős rangadó volt, ahol a dorogi női, majd azt követően a férfi csapat is pályára lépett tétmérkőzésen. Mindkét dorogi alakulat ellenfele a Győri ETO volt. A hölgyek a Magyar Kupa jegyében kerültek össze a győriek női csapatával, míg a férfiak a soronlévő bajnoki mérkőzésüket játszották az ETO II. gárdájával. A véletlen, pontosabban a sorsolás úgy hozta, hogy mindkét mérkőzés egy azon napra esett. A kupa-mérkőzésen a negyeddöntő volt a tét és az élvonalban szereplő vendégek tűntek az esélyesebbnek az NB II-es hazaiaknál, ám a dorogi lányok hatalmas bravúrral, de teljesen megérdemelten győztek és jutottak a legjobb négy közé. A nap teljes sikeréről a kupa-meccset közvetlenül követő bajnokin gondoskodtak a vendéglátók, akik az éllovas győrieket nem csak legyőzték, de egyenesen kiütötték az 5-1-es győzelmet hozó találkozón. Ezzel a kettős rangadó egyben kettős győzelmet is jelentett.

### A centenárium éve
2014 a centenárium jegyében telt, amely megannyi örömöt, fejlesztést és újítást hozott. A stadion több szempontból is számos sporttörténeti pillanatot élhetett át. Az NB II-es dorogi női labdarúgócsapat páratlanul sikeres tavaszi szezont produkálva 100%-os teljesítménnyel nyerte a bajnokságot. A tavasz során elkészült a régen várt elektromos eredményjelző, ráadásul mindjárt kettő is felavatásra került. Egyiket a tribün tetőszerkezete alá telepítették, a másik pedig éppen vele egyvonalban, az ellenkező oldalon, az álló lelátó tetejére. A hölgyek utolsó hazai bajnoki mérkőzésén, 2014. május 17-én debütáltak és máris alaposan le lettek tesztelve. Ugyanis a csapat ontotta a gólokat a Csepel SC elleni találkozón, ahol kétszámjegyű eredmény született. A régi eredményjelző csak kilencig tudta mutatni a gólokat, így éppen időben lettek beüzemelve az újak. ugyanis 15-0 lett a hazaiak javára. Még el sem csitultak a bajnoki címszerzés közepette a örömök, a dorogi lányok fokozták az eufórikus hangulatot, miután június 8-án hazai pályán 5-2-re verték a Zalaegerszeg csapatát az osztályozó visszavágóján, amellyel kettős győzelemmel, 8-3-as összesítéssel feljutottak az első osztályba.

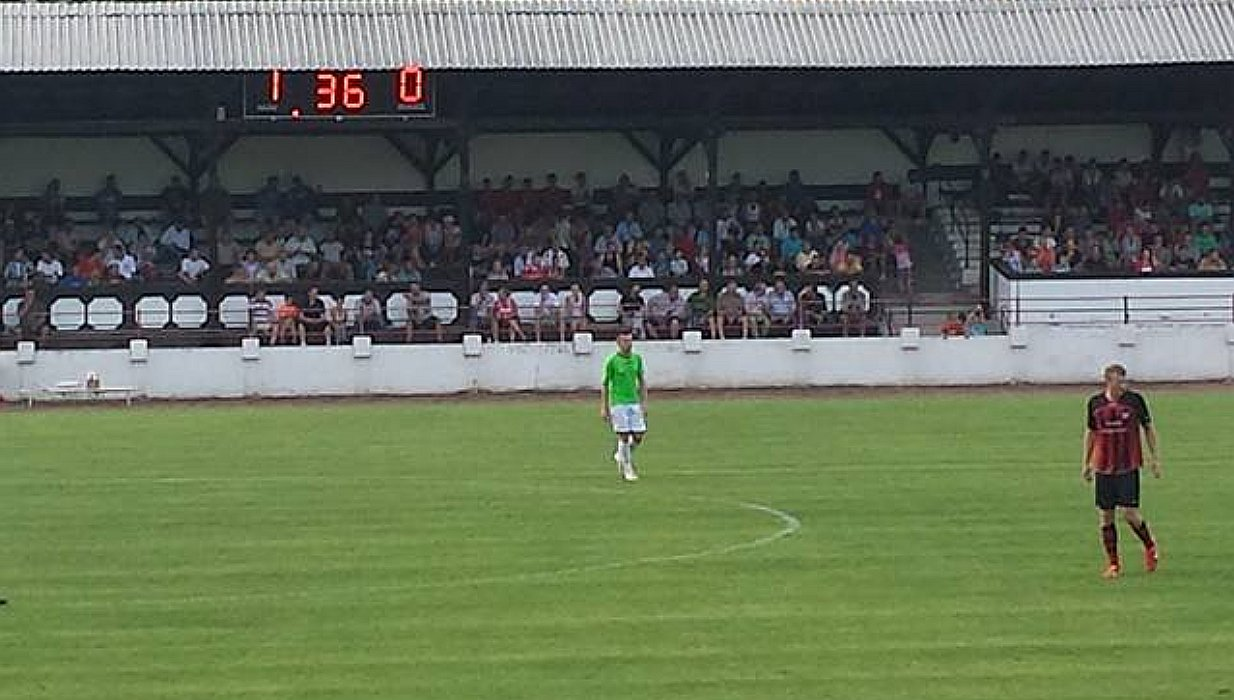
Az új elektromos eredményjelző a tribünnél a Dorog-Haladás kupa-meccsen 2014-ben

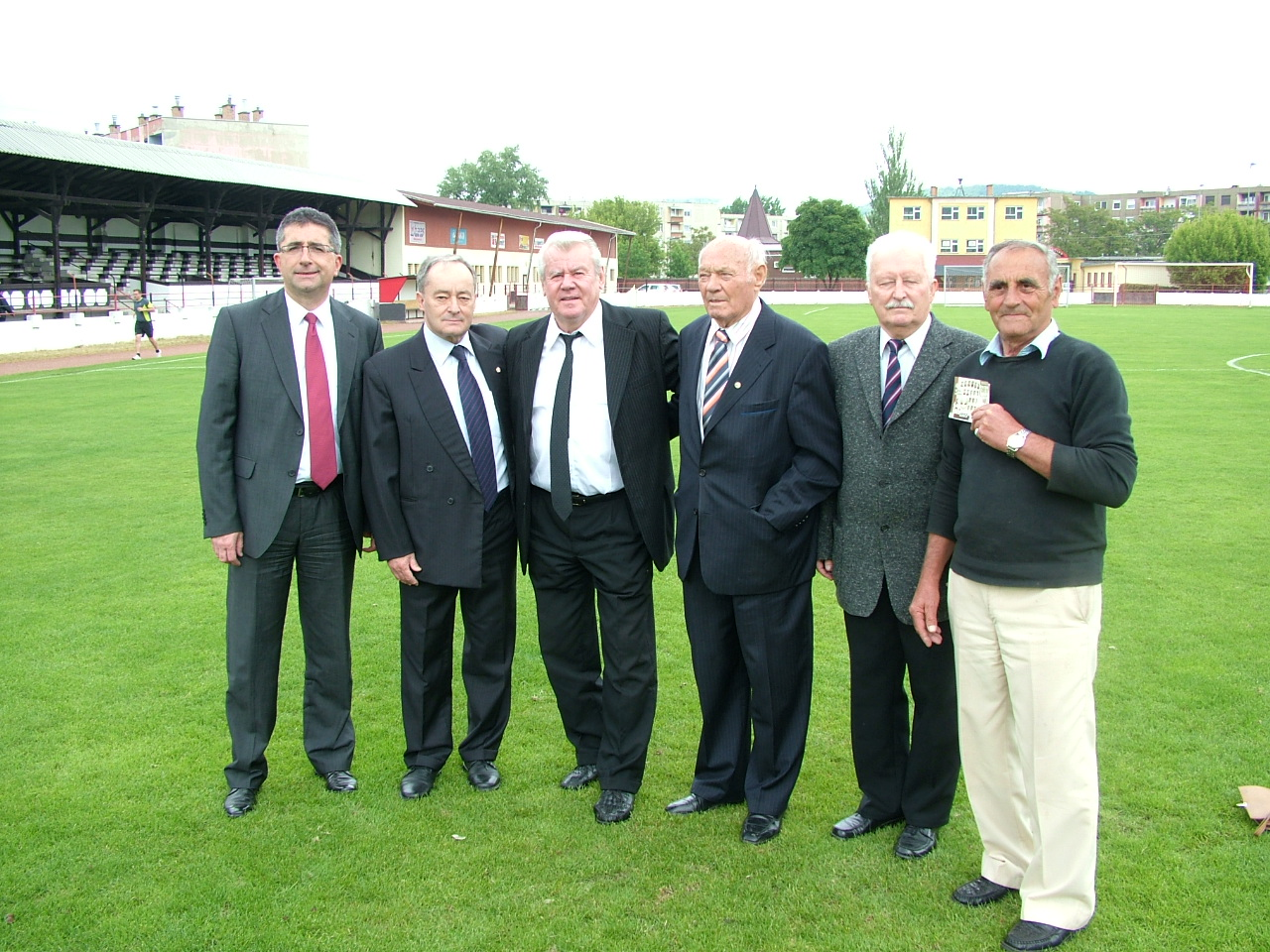
A centenáriumi ünnepség jeles résztvevői közül Bartalos József, Szűcs Lajos, Buzánszky Jenő, Horváth Péter és Karába János Mayer László klubelnökkel a stadion gyepszőnyegén.

A nyár folyamán nagyszabású felújító munkálatok közepette szépült a stadion. Eredeti szépségében megújult a Déli kapu, amely a centenáriumi ünnepséget követően a Száz éves kapu elnevezést kapta. Jobb oldali pilonján emléktáblát is avattak, amely a dicső első évszázadot hirdeti. A renoválás során leszerelték a régi eredményjelzőt, amelyre az új digitális eredményjelzők egyidőben történő beüzemelésével feleslegessé vált. Több, mint négy évtized szolgálat után lett szanálva. A kapu felőli teljes oldal hosszában elbontották a régi betonkerítést és helyére esztétikus vaskerítést állítottak, ezen felül mind a hazai, mind a vendég csapatok részére új, fedett cserepadokat helyeztek a nyugati oldal hosszanti futópályán. A Labdarúgó szobrot közel fél évszázadot követően leköltöztették a délkeleti kanyar tetejéről és közvetlenül a délkeleti kanyar korzója felett kapott új helyet. Ezáltal testközelbe került az alkotás, amely a sporttörténelmi értékén túl, újabb szerepkörrel is fel lett ruházva. Ugyanis innentől fogva egyfajta kegyhellyé is vált, ahová virágokat, koszorút és mécseseket helyeznek el a szurkolók.
Augusztus 31. hozta az újabb történelmi pillanatot, amikor a stadionban első ízben került sor NB I-es női labdarúgó mérkőzésre. A dorogiak egy héttel korábban rajtoltak a bajnokságban, ahol Szegeden 5-0-ra győzedelmeskedtek, ezúttal pedig első hazai meccsükre került sor. Éppen 37. esztendeje volt a dorogi stadionban utoljára első osztályú labdarúgó mérkőzés és ahogy akkor, úgy ezúttal is az Újpesti Dózsa volt az ellenfél. Abban is egyezik a történeti párhuzam, hogy 1977-ben és most is dorogi győzelem született, azonban a hölgyek valósággal kiütötték nagynevű riválisukat, miután 5-1-re verték őket. Az év során több, kisebb-nagyobb fórumot rendeztek a kerek évforduló tiszteletére, a központi főrendezvényekre pedig május 17-én, valamint Bányásznapon került sor. Valamennyi akkori aktív igazolt sportoló, edző és szakvezető együtt a centenáriumot szimbolizáló élő képet formázott meg a stadionban. A központi rendezvényen rengetegen jelentek meg, köztük számos egykori sportlegenda, mint Szűcs Lajos, Karába János, vagy éppen maga, a stadion névadója, Buzánszky Jenő is együtt ünnepelt. A Bányásznapon, szeptember 7-én tartott megemlékezés keretében avatták fel a dorogi klub európai szintű edző bázisát Tokodon. Az új sportcentrum Monostori Tivadar nevét vette fel – teljes nevén Monostori Tivadar Utánpótlás Nevelő Központ -, amely egyben az országban működő labdarúgó akadémiák mintájára regionális utánpótlás bázisként is működik. Az avató ünnepségen az egykori futball legenda teljes családja – közte felesége, leányai, unokái és veje, Holdampf Sándor is személyesen vett részt. Az ünnepi futball meccsként eredetileg a Dorog-Ferencváros mérkőzést tervezték, ehhez azonban a dorogiaknak el kellett volna tudniuk halasztatni az aktuális bajnoki mérkőzésüket a Diósd ellen. A diósdiak viszont nem járultak hozzá a mérkőzés elhalasztásához, így gáladerbi helyett, éles bajnoki meccset láthatott a szépszámú közönség. A dorogi szurkolók hatalmas pirotechnikai attrakcióval rukkoltak elő, amelynek egyik része a klub színeinek megfelelően, egy hatalmas piros-fekete füstbomba volt, amely igen látványosra sikeredetett és hosszú percekre beborította a teljes stadiont. A dorogiak magabiztos 2-0-s győzelmével zárult a találkozó. A dorogi csapat egyértelmű céljai között szerepelt az NB II-be való feljutás. Egy évvel korábban a bajnokság megnyerésével már feljuthattak volna a magasabb osztályba, ám adminisztratív okokból nem indulhattak az NB II-ben, ezért a centenárium évében újra a feljutást célozták meg.

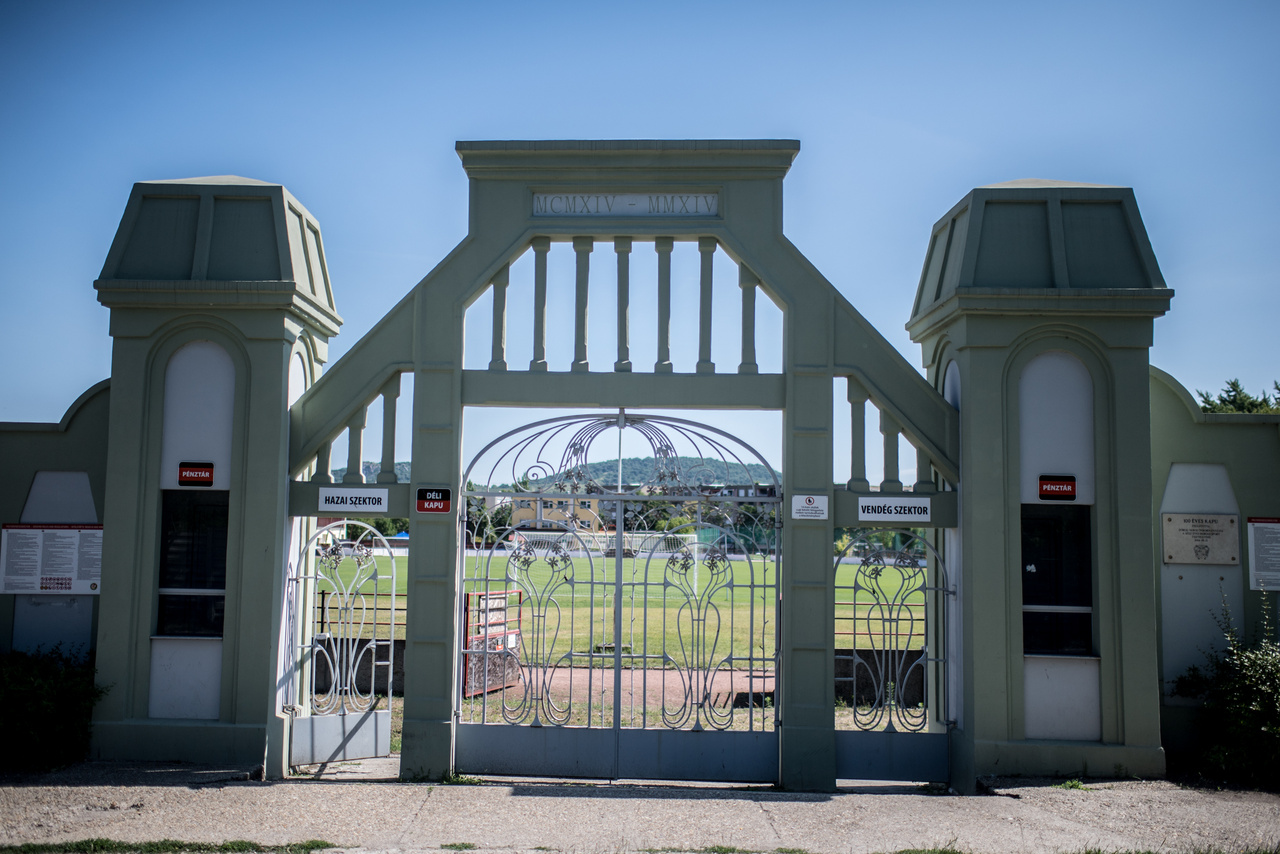
Az eredeti szépségében megújult egykori főbejárat

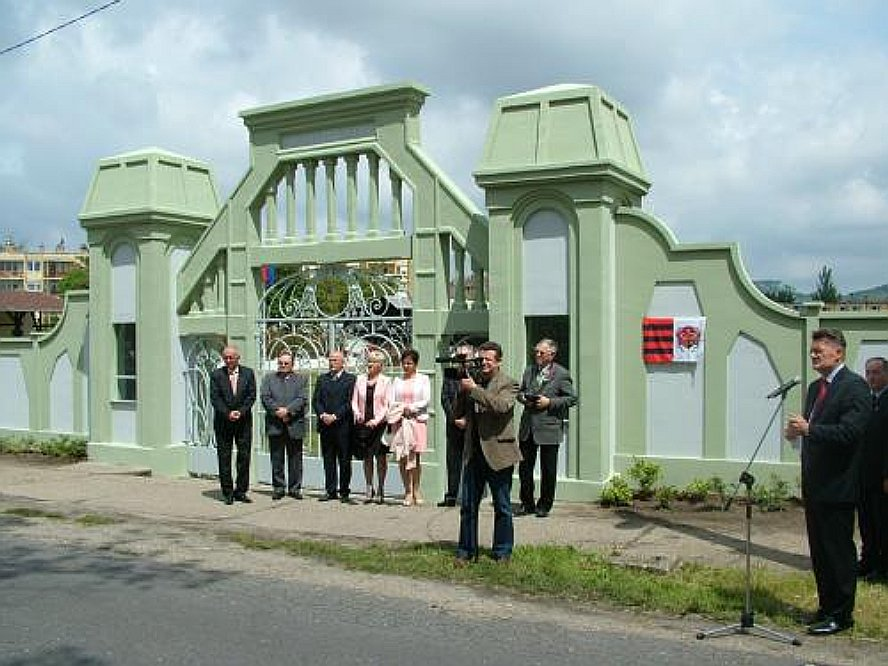
Tittmann János polgármester ünnepi beszéde a felújított, átkeresztelt kapu átadásán és az emléktábla avatásán.

A szezon egyik legemlékezetesebb mérkőzése a Tatabánya elleni összecsapás volt. Egyrészt a dorogiak hosszú idő után kerültek össze bajnokin újfent ősi, megyei riválisukkal, ráadásul ez volt a két csapat egymás ellen játszott 50. tétmérkőzése. Nem utolsósorban Miskei Attila vezette a tatabányaiakat, így egy éven belül immár másodszor is ellenfélként küzdött meg egykori csapatával a volt dorogi tréner.
Szépszámú közönség jött össze a megyei rangadóra még annak ellenére is, hogy éppen a dorogi ultrák távol maradtak. Történt, hogy a magyar szurkolói csoportok közös tüntetést szerveztek az MLSZ ellen a fővárosban és a megmozdulás éppen egybe esett a dorogi mérkőzéssel. A szurkolók szolidaritást vállaltak az ország ultracsoportjaival és a tüntetésen vettek részt a meccs helyett. Némi ellensúlyozásként és kárpótlásként, valamennyien kilátogattak a dorogi csapat, rangadó előtti utolsó edzésére, és fantasztikus, igazi meccshangulatot varázsoltak a lelátón. A Tatabánya elleni mérkőzés végül gól nélküli döntetlent hozott. A dorogi gárda mindvégig a tabella élbolyában tanyázott és szorgalmasan gyűjtötte bajnoki pontjait, majd dobogós helyen, az utolsó előtti fordulóban pedig már az első helyen állt. A zárófordulóban is sikerült megőriznie listavezető pozícióját, így őszi bajnokként várhatta a tavaszi folytatást. A remek eredmény értékét fokozza, hogy veretlenül és az egész csoportban a legkevesebb gólt kapva zárta a szezont. Szám szerint csak 8 alkalommal rezdült meg a dorogi háló. Az évadban többször is ezres nagyságrendű volt a drukkerek száma egyes mérkőzéseken. A bajnoki találkozók mellett a nyár folyamán lejátszott Haladás elleni Magyar Kupa-meccsen is négyjegyűre duzzadt a nézőszám, pedig hétközi mérkőzés volt igazi uborka szezonban, amikor sokan a nyaralásukat töltik, ráadásul igen nagy hőségben került sor a találkozóra. Egy félidőn keresztül úgy tetszett, hogy meglepetés készül. A dorogiak vezettek, de végül a nagyobb rutin és a két osztálynyi különbség kidomborodott a vendégek javára, mégpedig 4-1 arányban. A hölgyek is remek szezont produkáltak és újoncként sikeresen helytálltak. Egy mérkőzést Dorogon rendeztek a válogatott utánpótlás csapatok találkozója alkalmán, amelyet a Telki kupa jegyében rendeztek. A magyar csapat ellenfele Írország volt.
A centenárium évében két olyan gyönyörű kiállítású, igényes könyv is kiadásra került, amely számos helyen a stadionnak is emléket állít. Az egyik kiadvány a dorogi sport egy évszázada előtt kívánt tisztelegni. Dorog város és a Dorog Város Egyesített Sportintézménye gondozásában – Szekér Zoltán, Madarász Tímea, Barlangi Gergő és Dankó József szerzők munkájaként – Dorogi Sportpillanatok 1914-2014 címmel jelent meg. A stadion valamennyi fejezetben fókuszba került, egyben művészi és jó minőségű képekkel illusztrálva. A másik könyv pedig a Dorog Védett Építészeti Alkotásai címmel, Dankó Kristóf szerkesztésében és a Dorogi Önkormányzat gondozásában készült. Benne külön fejezetben elevenedik meg a stadion és annak három kiemelt objektuma; mint a fedett tribün, a most már Száz éves kapunak keresztelt egykori főbejárat és a Zenepavilon. Az előző könyvhöz hasonlóan színvonalas kiadvány, kitűnő minőségű fotókkal kiegészítve.
Az igazán felemelő és emlékezetesre sikeredett centenáriumi év azonban fájdalmas veszteségektől sem volt mentes. Egy sor olyan sportoló legenda távozott az élők sorából, mint Kottesz Béla, Monostori Tivadar, Grosics Gyula, Ivanics Tibor, Bakonyi István Tramita Mária, valamint Bencze László fotóművész, a klub törzsszurkolója, akiknek élete jelentős fokban összefonódott a stadionnal. Valamennyiükről méltón megemlékeztek és tiszteletükre mindannyiszor a kegyelet lángjai gyúltak a stadionban.
Az esztendő utolsó momentuma meglehetősen sajnálatosra sikeredett. Az NB III-ban szereplő dorogi csapat szezonzáró mérkőzése hazai pályán volt a BKV Előre ellen. A mérkőzés paprikás hangulatban telt, tekintve a vendég játékosok feltűnően sokszor és durva szabálytalanságokkal tördelték a játékot, amelyet a játékvezető engedett. Ráadásul mindjárt az első percekben 11-est ítélt a vendég csapat részére, amelyből megszerezték a vezetést. A találkozó végül 1-1-es döntetlennel zárult, miközben a hazaiak is kaptak egy büntetőt, de elhibázták. A mérkőzés utolsó perceiben egy nagyon alattomos szabálytalanságot követtek el a közlekedésiek, ráadásul játékon kívül, ezzel végkép kiváltva a hazai drukkerek haragját. A lefújást követően egy szurkoló beszaladt a pályára, fenyegetve a játékvezetőt. Az incidens ezzel még nem ért végett, mert a vendég csapat nem merte csak egy órával később elhagyni a stadiont rendőri biztosítás mellett.

### A második évszázad első évei

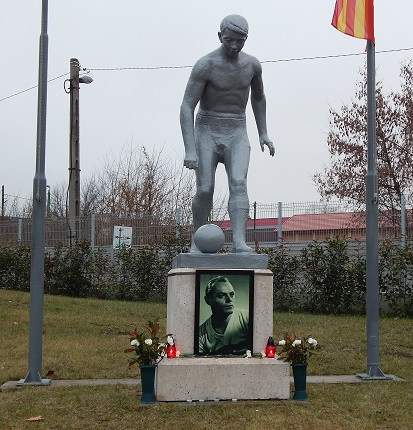
Buzánszky Jenőre emlékeztek a stadionban

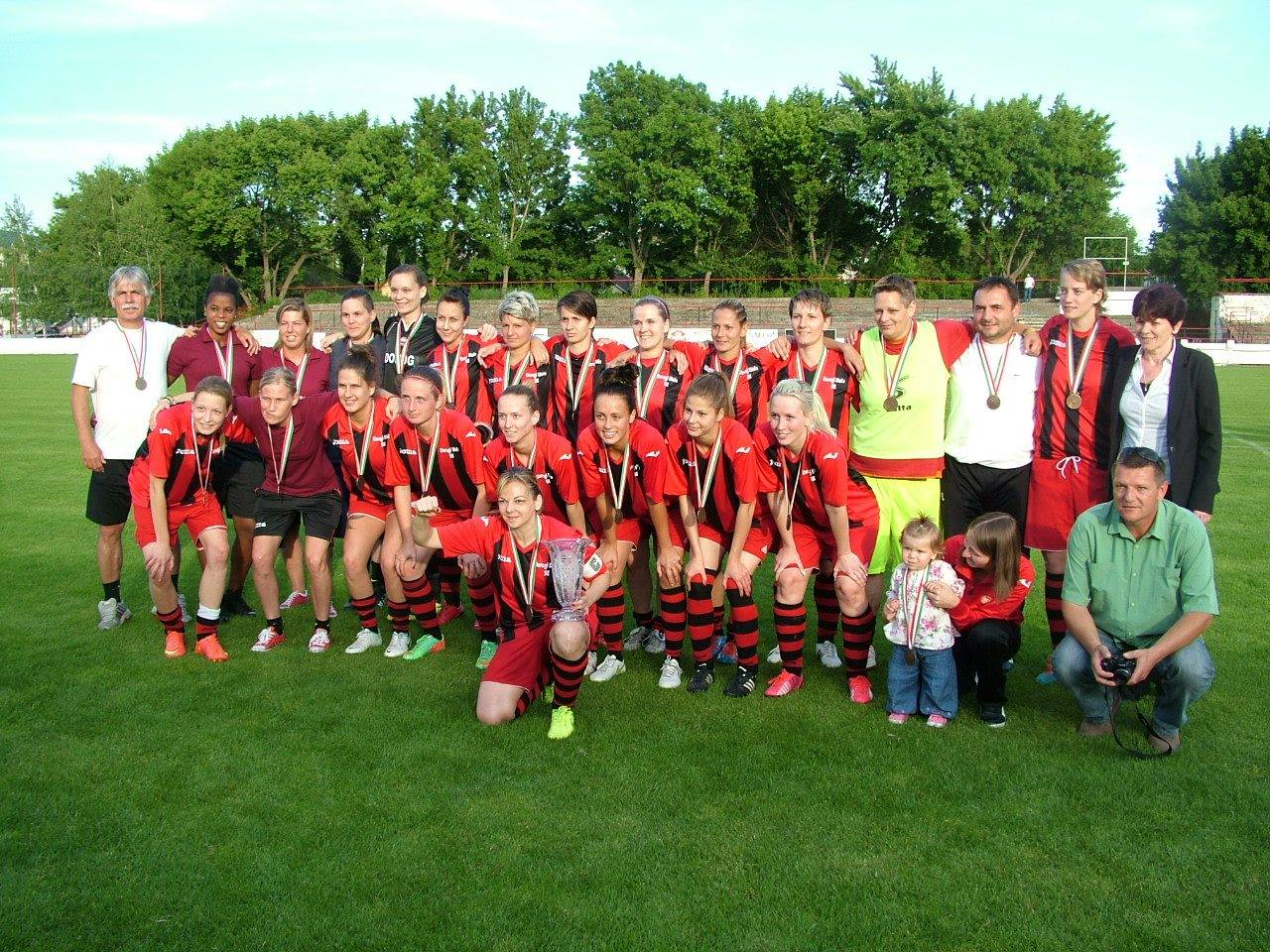
Az NB I-ben bronzérmet nyert női csapat 2015-ben

Lesújtó hírrel indult a következő év, amely egyben a dorogi sport és a stadion történetének második évszázadának első éve is volt egyben. 2015. január 11-én elhunyt a stadion névadója, Buzánszky Jenő. Mintha ez a szomorú kezdet előre vetítette volna a sok nehézségekkel teli egész évet. A gyász még el sem ült a stadion falain belül, érkezett az újabb keserű pirula. Egy szerencsétlen, egyben ártatlannak tűnő eset nőtte ki magát botránnyá. A dorogi csapat egyik legnagyobb ellenlábasa korábban óvást nyújtott be a Szövetséghez, amelyet azzal indokoltak, hogy egyes dorogi játékosok sportigazolásával nincs minden rendben. A Szövetség kivizsgálta az esetet és mint kiderült, három labdarúgó olyan orvostól kapott igazolást, aki nem volt akkreditálva az MLSZ-nél. Ezért visszamenőleg 25 pontot vontak le a Dorogtól, amelynek következtében a bajnoki cím helyett a kiesés ellen kellett megküzdeniük a tavaszi szezon során. Ezzel a döntéssel ugyanis a tabella éléről az utolsó előtti helyre lettek száműzve. Halmozati büntetésként az ügyben érintett két leggólerősebb játékost eltiltotta a Szövetség. Menet közben a klub megkapta a BKV elleni mérkőzésen történt rendbontásért is a szövetségi büntetést. A magáról megfeledkezett szurkolót pedig polgári perre citálták és a bírósági határozat alapján kitiltották a stadionból. A precedens értékű ítélet példátlan volt a dorogi stadion történetében. A dorogi ultrák nehezményezték ezt, így szolidaritásból a teljes ultra-csoport távol-, pontosabban a stadionon kívül maradt a hazai mérkőzések alkalmával. A csapat irányában érzett szeretetük és kitartásuk megmaradt, de nem kívántak a létesítményen belül tevékenykedni. Helyette a Vasút sor felőli oldalon, az utcán tartózkodva állták végig a meccseket és onnan buzdították csapatukat. A mérkőzésekre kivezényelt rendőri erők szintén a stadionon kívül, közvetlenül a szurkolótábor mellett sorakoztak fel és igyekeztek felügyelni a biztonságra. A dorogi csapat a szezon végére feljött a középmezőnybe és végül a 8. helyen zárták az évadot.
A női labdarúgók ellensúlyozták a megannyi keserűséget okozó eseményeket. Remekül szerepelve előbb a felsőházba jutottak a rájátszásban, majd a végelszámolásnál a dobogóra állhattak és bronzérmet nyertek. A stadionban felváltva és menetrendszerűen érkeztek a honi női labdarúgás élcsapatai közül is a legkiemelkedőbbek, mint az MTK, vagy éppen a Ferencváros. A dorogi stadion adott otthont az Astra Hungary FC elleni bronzmeccsnek, ahol a dorogi lányok magabiztosan győztek 3-0-ra. A történelmi pillanatra május 31-én került sor. Azonban a határtalan öröm hamarosan szertefoszlott, ugyanis az egyesület anyagi nehézségei miatt kénytelen volt visszalépni a további küzdelmektől, s nem csak az NB I-ben nem tudtak elindulni, hanem megszűnt a felnőtt csapat és csak utánpótlás szinten maradt meg az egyesület. Ez egyben azt is jelentette, hogy a fenti kora nyári dátum – mely a dorogi női labdarúgás ragyogó csúcsát hozta -, a dorogi női foci végét is jelentette. Azóta nem látott a stadion női labdarúgó mérkőzést.
Visszajáró vendégként köszönthette a stadion újfent a magyar U17-es válogatottat, akik ezúttal Szerbia ellen küzdöttek meg egy nemzetközi torna keretén belül. Dorog jó házigazdának bizonyult a korábbiakban is, így szinte rendszeresen éri a megtiszteltetés a Szövetségtől, hogy rendezője, illetve helyszíne lehet az egyes utánpótlás válogatott találkozóknak.
Az őszi szezonnak újfent az NB II-be való feljutás reményében vágott neki a férfi csapat és ennek megfelelően a zárásnál feljutó helyen állt. Azonban az utolsó bajnoki mérkőzés – akárcsak egy évvel korábban – megint botrányos körülmények közepette ért véget. Igaz, ezúttal az ellenfél szurkolói okoztak rendbontást. Hatalmas rangadót vártak, ugyanis a legnagyobb rivális, a tavasszal még NB I-es Győri ETO érkezett. A tét nagy volt, hiszen amennyiben vendégsiker születik, úgy a győriek beelőzhetik a Dorogot, hazai győzelem esetén viszont a Dorog megnyugtatóbb előnnyel telelhet. Ennek megfelelően vagy 120-150 győri drukker látogatott Dorogra. A mérkőzés utolsó perceiben, dorogi vezetésél már elkönyvelték a vereséget és magukról megfeledkezve a számukra kijelölt helyet elhagyva a hazai szurkolókra, de főként a rendezőkre támadtak. A mobil fémkordonokat hajigálták és egy idősödő úriembert alaposan helybenhagytak. A mérkőzés félbeszakadt, amelyet a stadion kiürülése után tudtak csak befejezni a felek, lejátszva a maradék néhány percet. A történtek miatt az MLSZ a dorogi klubot is megbüntette.

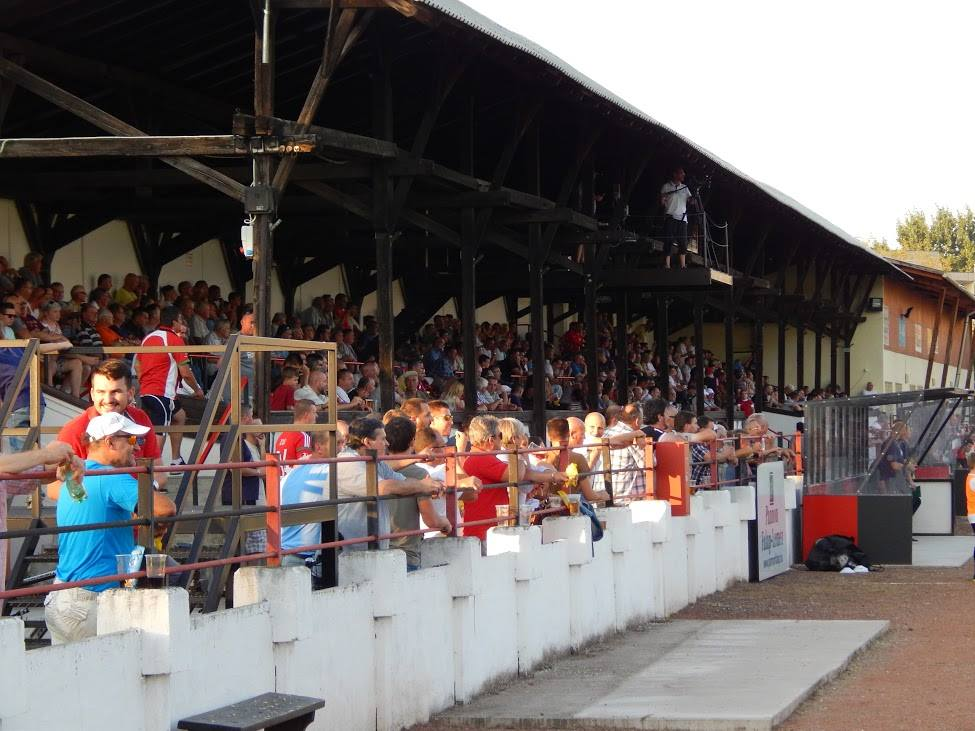
14 év után ismét NB II-es férfi labdarúgó bajnoki mérkőzés Dorogon

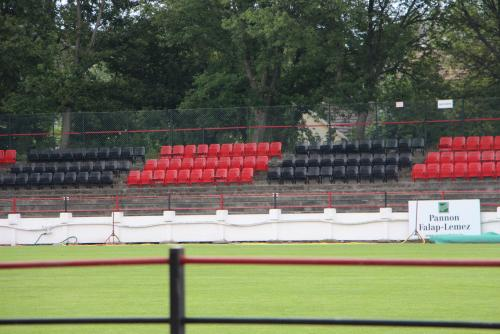
Az ülőkézett álló lelátó északi szakasza a hazai szurkolók részére

A 2016-os esztendő kárpótlást adott az elmúlt év nehézségeire és kifejezetten emlékezetes időszakként vonult be a stadion történetébe. Előbb a dorogi csapat egyenletes jó teljesítménnyel magabiztosan valóra váltotta a magasabb osztályba való feljutást. A végelszámolásnál a rivális ETO-ra 11 pontot vertek rá. Az MLSZ által megszigorított létesítményekkel szembeni követelményeknek könnyedén tett eleget a stadion. Kisebb változtatások kieszközlésével gond nélkül megkapta a másodosztályú besorolást. Ettől függetlenül is igyekeztek fejleszteni, szépíteni a létesítményt. A leglátványosabb újítások sorában szerepelt a teljes fedett tribün szabvány ülőkékkel való felszerelése és ugyancsak ilyen ülőkéket telepítettek az állóhely néhány sorában. Az elterjedtebb műanyag székek helyett a felhajthatós, támlás fémülőkéket részesítették előnyben. Az első lépcsőben végrehajtott fejlesztéssel jelenleg mintegy ezer ülőhellyel szolgálnak a lelátók. A klub színeinek megfelelően pirosak és feketék az elhelyezett ülőalkalmatosságok. Az álló lelátó mögött új kerítés is lett állítva a teljes keleti oldal hosszában. Továbbá a stadion kapott egy új bejárati kaput is, amely a fedett tribün mellett, a vasút felőli oldalon található. Ezáltal a korábbi meglévő északi és déli irányból történő bejutás mellett immár nyugati irányból is lehetőség van a belépésre. 35. évnyi szolgálatot követően kicserélték a futballkapukat is. Ezen felül az álló lelátó déli hosszán kijelölt vendégszektor kialakítására is sor került, továbbá a klubszékházban üzemelő Sportbüfé mellett további két büfé nyílt a lelátókhoz közel. Egyik a tribün vasút felőli szélén, az új nyugati kapu mellett, a másik pedig az álló lelátó vasút felőli végében. Az új évadtól újfajta, dekoratív belépőjegyek és bérletek készültek. A sportcsarnok tervezett és várható bővítése miatt felszámolták a közvetlen a sportcsarnok északi oldalán húzódott salakos kispályát és az azt övező kerítést.
14 évet követően, 2016. július 31-én újra férfi NB II-es bajnoki mérkőzést rendeztek a stadionban. Ez volt egyben a 2016-2017-es évad nyitómérkőzése, ahol a dorogiak a Cigánd SE csapatát fogadták. A debütálás jól sikerült, s a hazaiak nyertek 2-1-re, amelyet mintegy 2000 néző tekintett meg a helyszínen. A bajnoki mérkőzések mellett említésre méltó az MTK vendégszereplése is a kupa jegyében. A mérkőzést a legjobb 16-közé jutásért játszották és nagy bravúrral a dorogiak 1-0-s győzelmükkel jutottak tovább. Ebben az évben újra otthont adhatott a stadion utánpótlás válogatott mérkőzésnek. A magyar csapat ezúttal a Cseh válogatott ellen küzdött meg augusztus elsején.
2016 decemberében a népszerű, nagy tömegeket vonzó évtizedes hagyományú dorogi Adventi- és Karácsonyi vásárnak első ízben adott otthont a stadion területe. Évtizedek óta a Hősök terén folyt az ünnepi műsorokkal egybekötött vásár, majd a Schmidt Sándor Agora is bekapcsolódott a helyszínek közé. A szervezők és az illetékesek választása ezúttal a sporttelepre esett. A város központi Karácsonyfája és a gigantikus méretű Adventi koszorú továbbra is eredeti helyét, a belvárost díszíti és ugyancsak változatlanul ott kerül sor a hagyományos szabadtéri Adventi misére is. A klubszékház nyugati oldala mentén elterülő alakulótéren állították fel az árusító standokat és a jégpályát. A vásár külön éke pedig a tér közepén lévő kívül-belül pompásan feldíszített Zenepavilon volt. A dorogi Adventi vásárok egyik fő sajátossága, hogy elsősorban igazi míves portékákat kínálnak, ahol valódi ajándékra lelhet a vásárló. A vásári forgatagot zene és számos ünnepi előadás, műsor tarkítja, valamint a forralt bort és egyéb finomságokat árusító pavilonok. Ebben az évben külön versenyt írtak ki a betlehemes jászol készítőknek és a temérdek remekművet a Zenepavilonban állították ki.

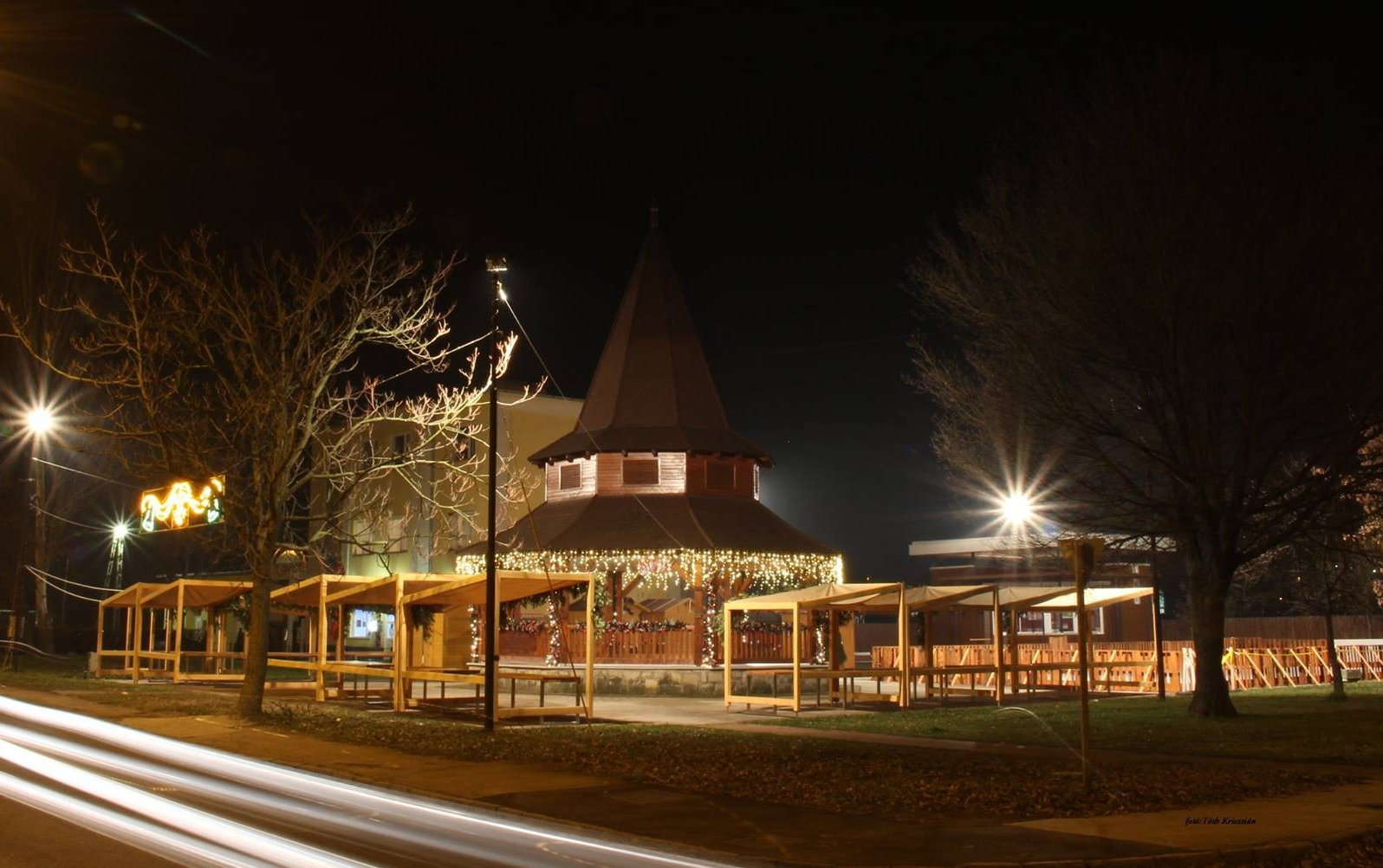
Néhány nappal a Karácsonyi vásár megnyitása előtt

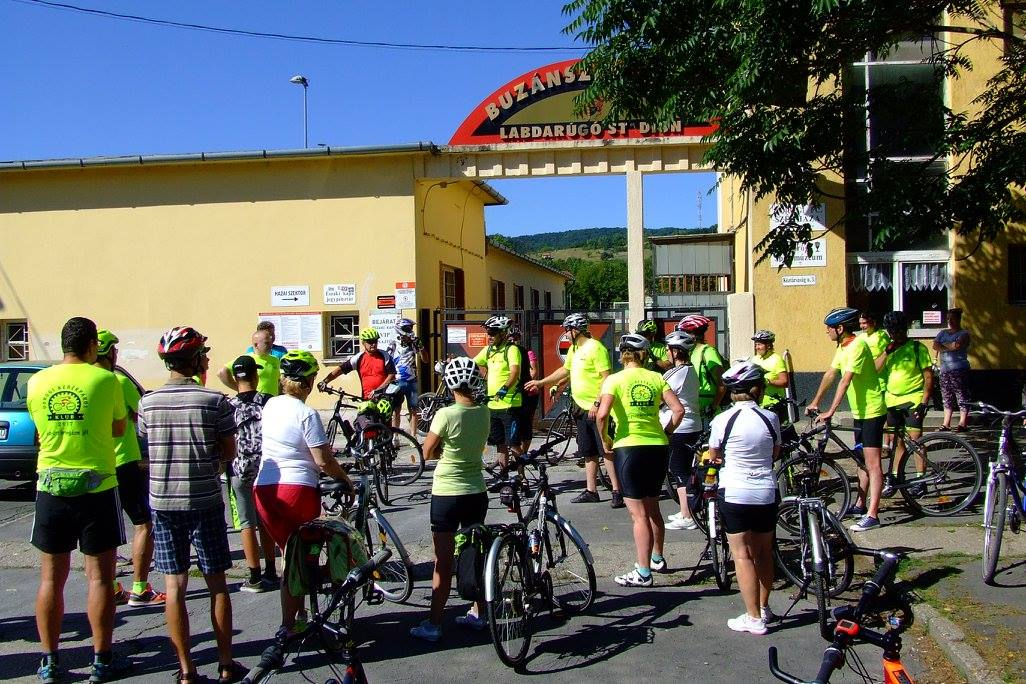
Az újra megalakult dorogi kerékpáros egyesület tagjai versenyre gyülekeznek

A 2017-es esztendőt is változatos programok és események egész sora jellemezte, valamint további fejlesztési tervek kerültek elfogadásra. Az év eseményei a Vasas elleni kupa-mérkőzéssel indult február 11-én, amelyet 2000-es közönség tekintett meg, valamint Bernd Storck szövetségi kapitány is személyes foglalt helyet a lelátón. A stadionban a labdarúgócsapat eredményes tavaszi szereplése örvendeztette meg a híveket és igazi slusszpoénként a dorogiak az évad záró mérkőzésen féltucat gólig jutottak a Szegedi EOL ellen. Hat hazai gólt egy bajnoki mérkőzésen régen látott már a dorogi stadion. A nyár folyamán immár 4. ízben rendezték a Foci Napközis tábort. 2014-ben indult útjára ez a hagyományt teremteni kívánkozó kezdeményezés, amelyen a dorogi és környékbeli iskolás korú fiúk és lányok részvételét várják. Ebben az évben más utánpótlás csapatok tagjai is szívesen csatlakoztak a két héten át tartó egész napos programokhoz. A gyerekek számára rengeteg mozgási lehetőséget, játékos vetélkedőket, elméleti oktatást, közte sporttörténeti visszaemlékezéseket, élménybeszámolókat is hallgathatnak. Mind ezt szabadlevegőn és napi háromszori étkezés biztosítása mellett. A nyár folyamán ismét volt utánpótlás válogatott mérkőzés, mégpedig a Telki kupa jegyében ezúttal Horvátország ellen.
Az év egyik legnagyobb örömhírét a kerékpáros egyesület újra alakulása szolgálta. A korábban is létezett szakosztály idővel megszűnt, ám a kerékpározás és biciklis sport töretlen népszerűségnek örvendett azóta is a városban. A kerekezők kedvét és jövőképét erősítette, hogy egyre nagyobb hangsúlyt kapott hivatalos fórumokon is a kerékpárosok segítése és az infrastruktúra kiépítése. A városon belül is szaporodtak a kerékpározásra kijelölt utak, a Dorog-Kesztölc új kerékpárúttal pedig egyenesen becsatlakozást nyertek az országos főútvonalba is. Az újjászerveződött egyesület komoly taglétszámmal működik és mindjárt első hivatalos évükben is számos megmozdulást szerveztek, illetve számos túrán vettek részt. A kerékpárosok összejöveteleit és a versenyek, túrák bázisaként a stadion tárt kapukkal fogadta őket. A nyár végén készült az Xtrém Stúdió népszerű Kerékpártúra sorozatának aktuális része. A 63. adásban Dorog és környéke került bemutatásra. A tv-s stáb forgatott a stadionban és a Monostori Tivadar edzőközpontban is. A stábot és a riportert Szekér Zoltán, Dorog város Egyesített Sportintézményeinek vezetője kalauzolta.

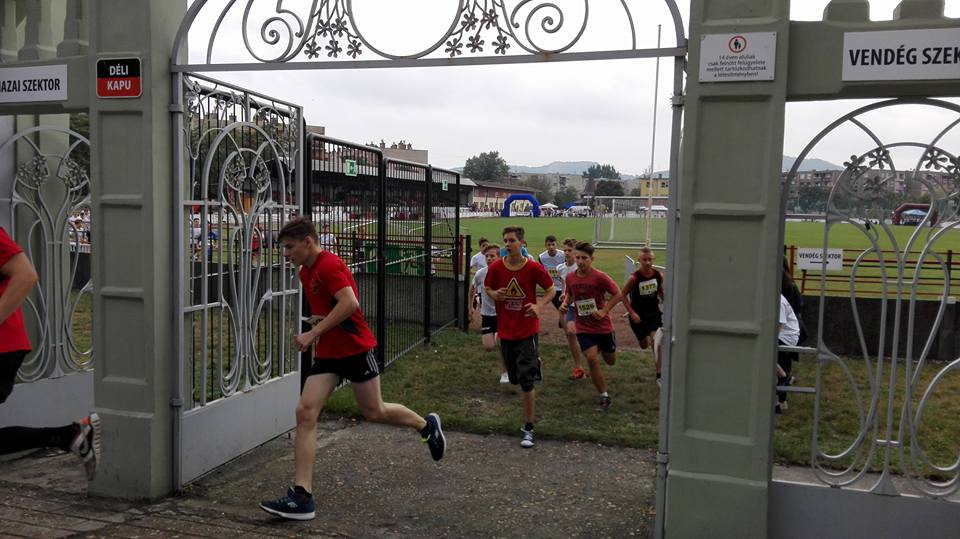
Futóverseny a stadionnál

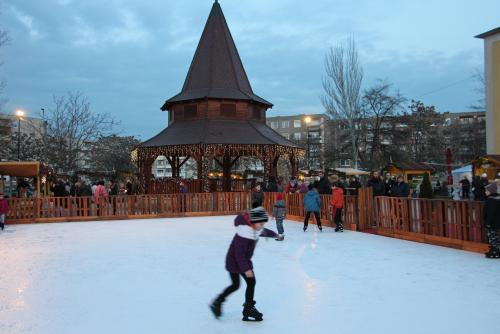
Jégpálya a stadion északnyugati szegletében

A futóversenyek egész sora tarkította az évet, közte a több évtizedes hagyománnyal megrendezésre kerülő SARPI városi futás, amely ezúttal jótékony célú futóversenyt is hirdetett és szervezett. Továbbá a Mikulás-futás, valamint a Márton napi futás is nagy népszerűségnek örvendve, szépszámú résztvevőkkel zajlott. Az év folyamán realizálódott két közeljövőben megvalósításra kerülő fejlesztési és beruházási program. Elsőként a korábbiakban már többszöri igényként felvetődött Birkózócsarnok kivitelezése kapott zöld utat. A birkózók, mint Dorog legsikeresebb sportegyesülete, amely az országos elit tagja és nemzetközi szinten is meglehetősen elismert, önmagában is megérdemelt volna már egy méltó csarnokot. Ugyanakkor a 2012 óta megrendezésre kerülő Fekete Gyémántok Nemzetközi Birkózóverseny házigazdájaként is igyekeztek a tervezetnél figyelembe venni. Ennek megfelelően az elkészülő csarnok a küzdő-
és nézőtér, valamint az öltözők és fürdők mellett az emeleti részen hotel és étterem részleggel válna kompletté. A beruházáshoz pedig párhuzamosan a sportcsarnok homlokzatának felújítása is kapcsolódna. A stadion felújítási program keretén belül 685 milliós támogatást nyertek, amelyből a tribün tetőszerkezetének felújítása valósulhatna meg, továbbá az állórész is tetőt kapna és a fűthető játéktér kialakítását is indítványozták. Azonban ezúttal sem múlt el veszteség nélkül az év. A dorogi sportot és egyben a stadionhoz szervesen kötődő három meghatározó egyénisége hunyt el az év során. Elsőként Haraszti Jánostól búcsúztak áprilisban. Emlékére a Szeged 2011 elleni bajnoki mérkőzés kezdő sípszava után egyperces néma felállással adóztak a jelenlévők, majd Pick József jeles helytörténet-kutató és írótól, aki nemzetközi elismertségű sportolója volt a dorogi klubnak. Októberben szintén a dorogi helytörténet kiváló ápolójáról és krónikásától, Kovács Lajostól, aki ifjú éveiben az egyesület atlétája volt. Valamennyi Dorogról készült sportkiadvány szerves szerzője, társszerzője. Emlékére a Zalaegerszeg elleni bajnoki előtt adóztak a sporttársak.
2018 januárban megkezdődött a Birkózócsarnok építése. Az év egyik első emlékezetes sportmomentuma a Magyar Kupa-mérkőzéssel vette kezdetét. Akárcsak az elmúlt évben, ezúttal is a nyolcaddöntő jegyében, mégpedig a Debrecen ellen. Ezt megelőzően lett volna az év első igazi emlékezetes eseménye, az Inter Bratislava elleni mérkőzés, amely végül elmaradt. Március 15-én, a nemzeti ünnep tiszteletére rendezett városi megemlékezés keretén belül történelmi sétát tartottak, amelynek egyik állomása a stadion volt. Az 1848-as események felidézéséből, Táncsics Mihály kiszabadítását elevenítették fel a Déli kapunál.
A közel egy teljes évszázadot megélt létesítmény dacolva az idő múlásával – benne a történelmi viharokkal, a politikai változásokkal és az időjárási viszontagságokkal – szinte eredeti formájában fennmaradva, az ország egyik legpatinásabb arénája, amely országra és világra szóló eseményekkel és sikerekkel büszkélkedhet. A létesítmény tulajdonosa és fenntartója fontos feladatának tekinti a stadion állagmegőrzése mellett a különböző fejlesztési tervek rövidebb és hosszabb távon történő megvalósítását, amelyeknél kiemelt szempont a patina megőrzése. Ennek megfelelően tervek születtek a klubszékház és a tekepálya lapos tetőzetének átépítéséről. Mindkét épület a korabeli hangulathoz illeszkedő tetőráépítést kapna. A külső esztétikai megjelenés fokozásán kívül újabb hasznos kihasználható helyiségeket nyerhetnének, ami elsősorban a klubszékház esetében a sportmúzeum további bővítését is elősegítené. Ezen felül a szabadtéri zöldterületek jobb kihasználása parkosítással, amelynek keretén belül egy emlékparkot is létrehoznának a dorogi sport kiemelkedő alakjainak tiszteletére. Jelenleg a Zenepavilon és a Déli – vagy újabb nevén Száz éves – kapu helyi műemlékvédelem alatt áll, amit idővel akár a teljes stadionra is ki lehetne terjeszteni, akárcsak ki lehetne szélesíteni a teljes létesítmény védelmét magasabb fórumra is.

## Jelentős dátumok és események a stadion életében

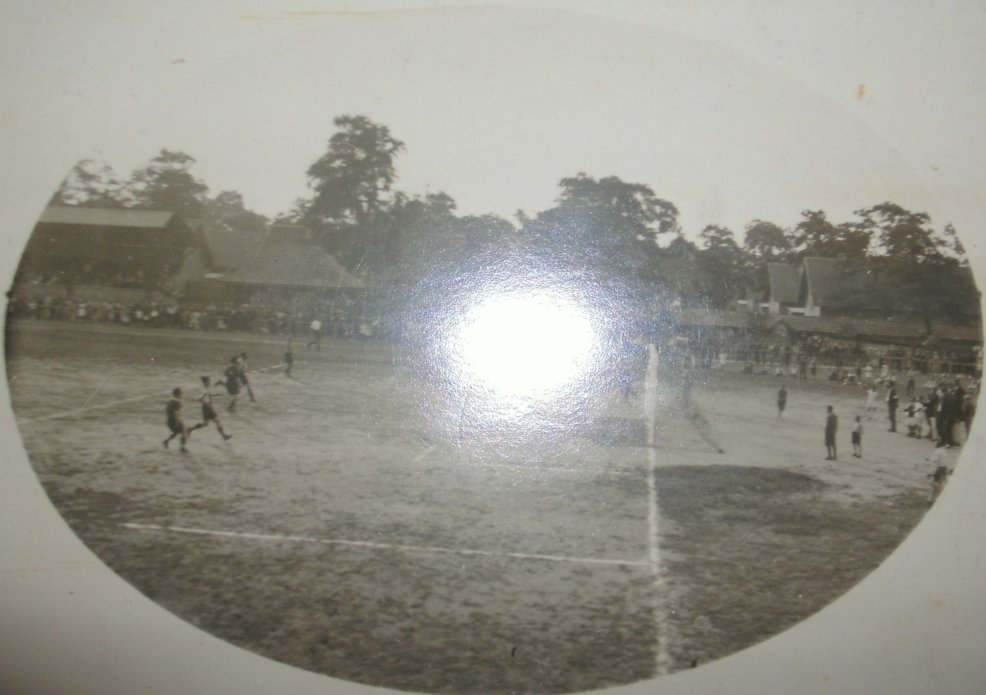
A dorogi csapat egyik hazai mérkőzése a stadion legkorábbi időszakából

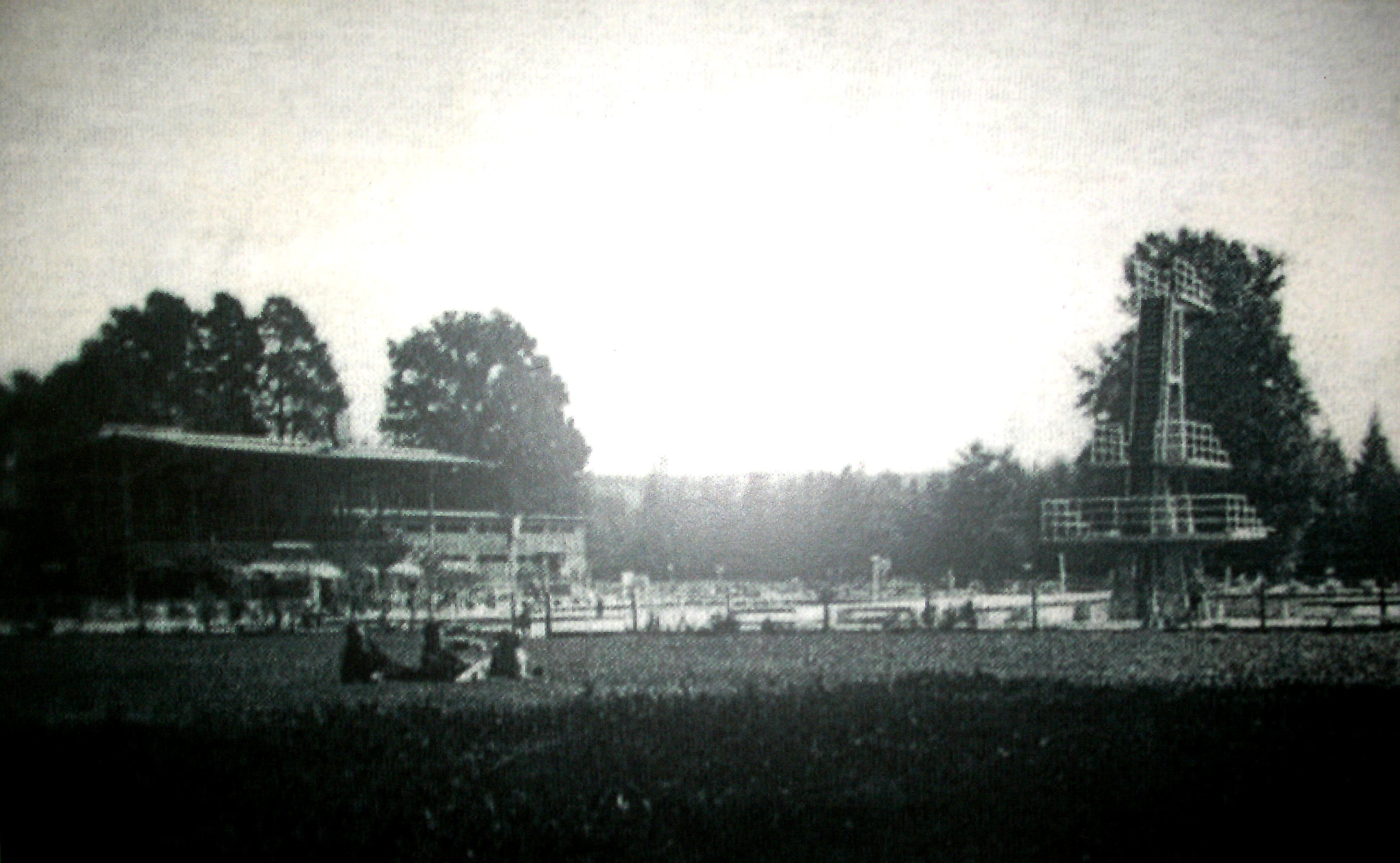
Az 1923-ban megnyitott uszoda

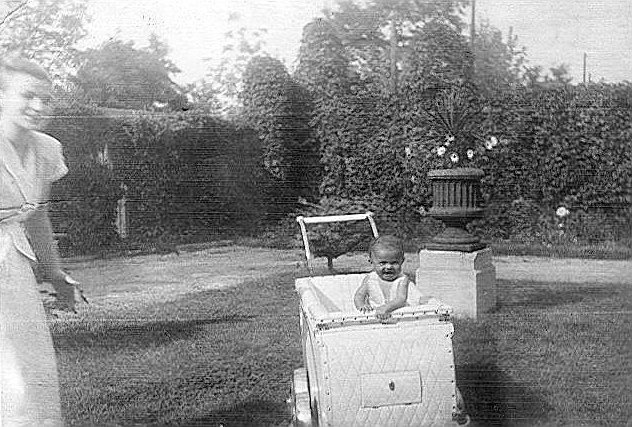
A stadion belső parkja

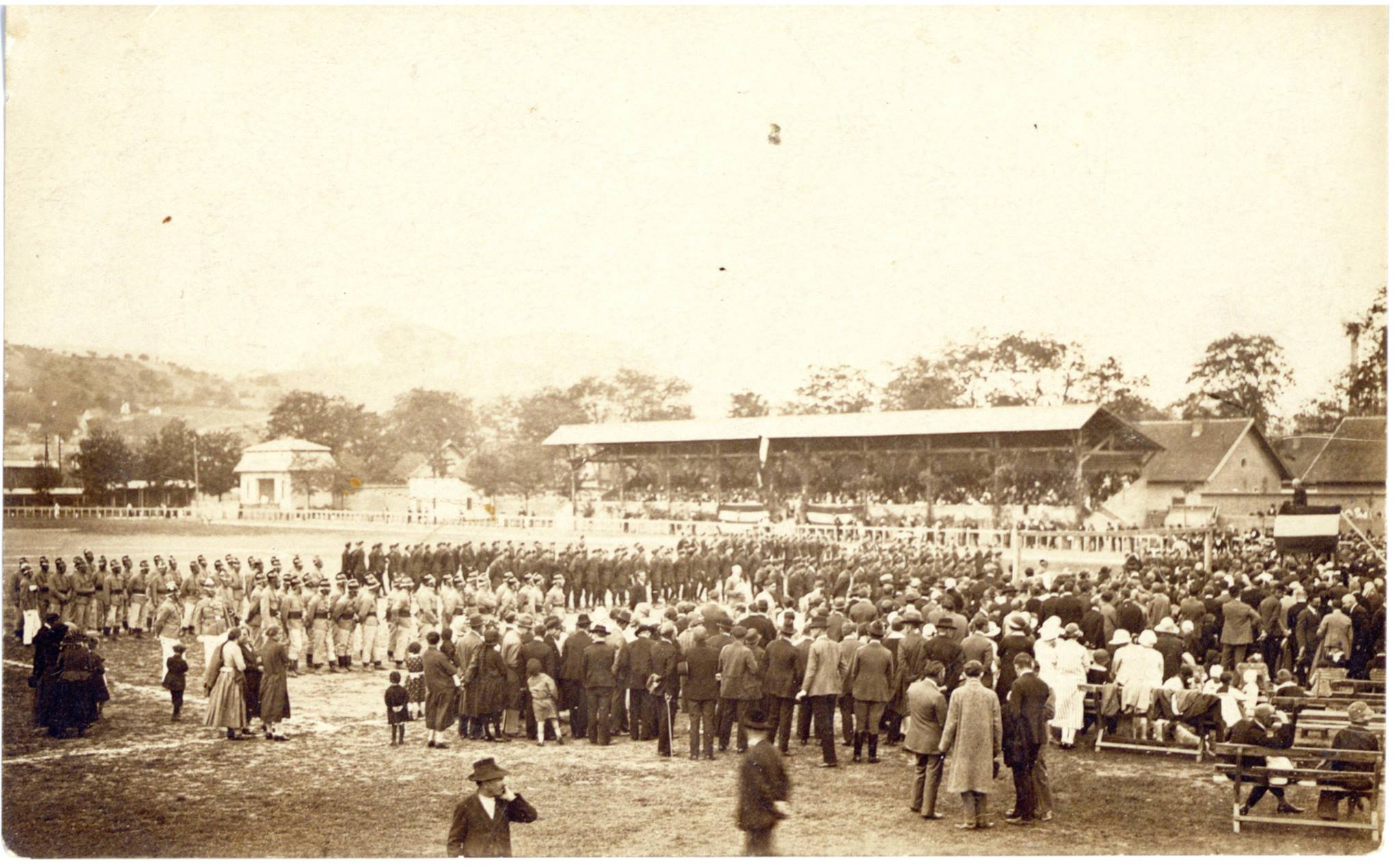
Levente-avató ünnepség a két világháború között

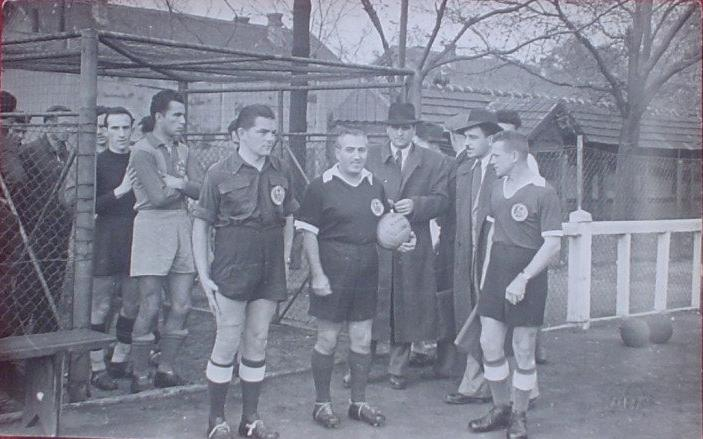
A korabeli játékoskijáró mérkőzés előtt

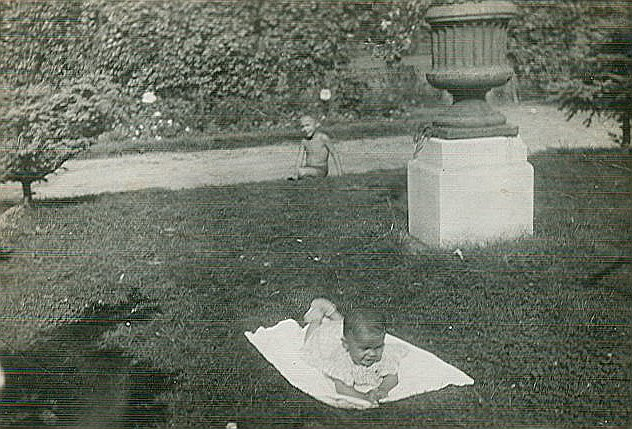
A stadion parkjának részlete

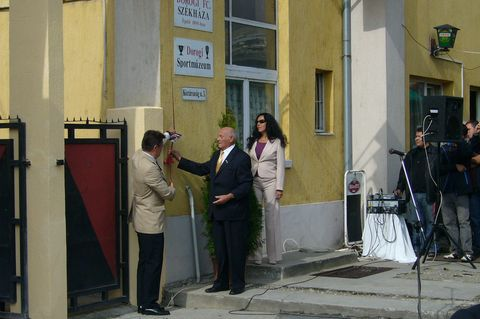
Az emléktábla leleplezése 2010. szeptember 4-én. A képen Tittmann János polgármester, Buzánszky Jenő és Cservenka Rita újságíró látható

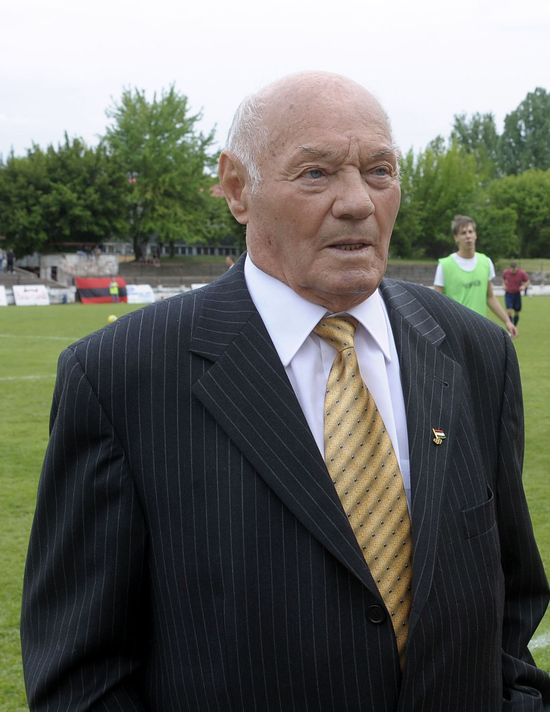
Buzánszky Jenő 85. születésnapján a stadionban

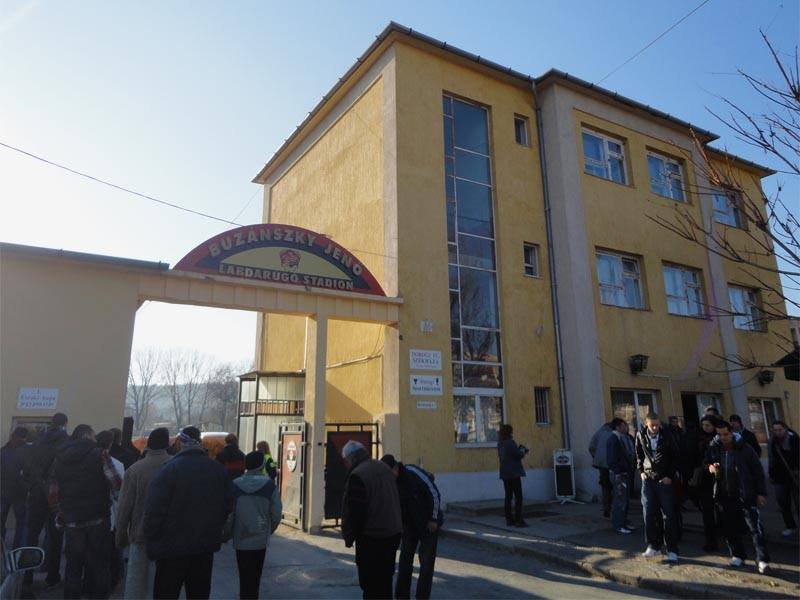
Az északi jegypénztárnál várakozó szurkolók 2011 késő őszén

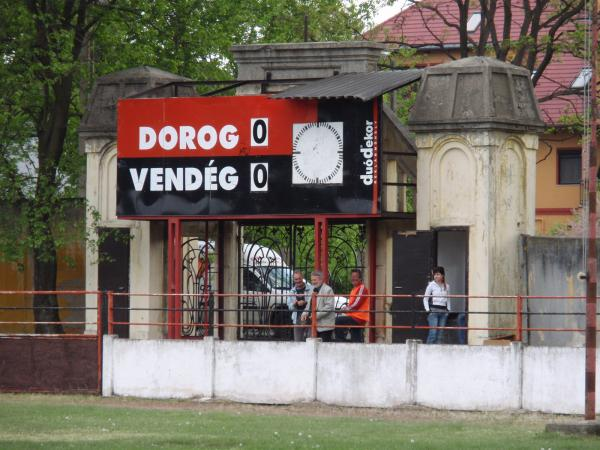
A több, mint négy évtizeden át, 2014-ig szolgált régi eredményjelző a nagy órával a Déli kapunál

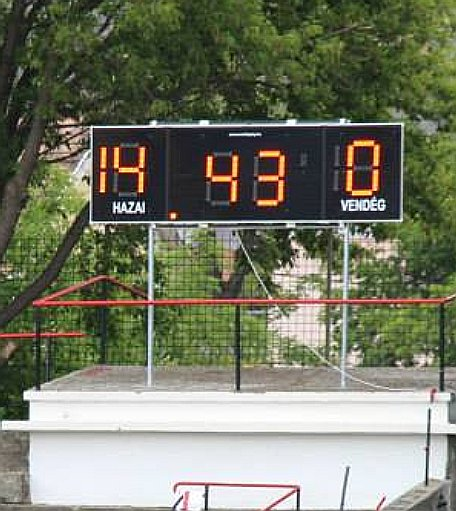
2014-ben, a Dorog-Csepel NB II-es női labdarúgó bajnokin avatott új eredményjelző az álló lelátó tetején

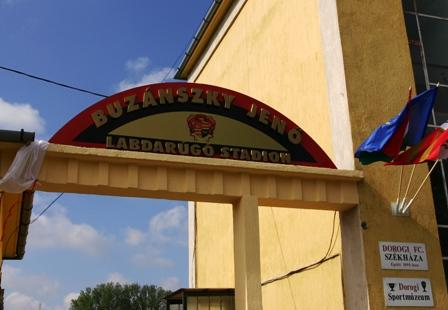
A stadion főbejáratának homlokzata

- A hivatalos megnyitás előtti időszakban

| Esemény                                                           | Év   |
| ----------------------------------------------------------------- | ---- |
| A sporttelep építési munkáinak megkezdése, a játéktér kialakítása | 1914 |
| Megyei tűzoltóverseny                                             | 1914 |
| A sporttelep építési munkálatinak folytatása                      | 1918 |
| A Tanácsköztársaság vezéreinek agitációs munkásgyűlése            | 1919 |
| Legelső bajnoki labdarúgó mérkőzés, első bajnoki szezon           | 1919 |
| Dorogi kerületi atlétika verseny                                  | 1921 |

- A két világháború között

| Esemény                                                      | Év        |
| ------------------------------------------------------------ | --------- |
| A stadion ünnepélyes avatása                                 | 1921      |
| Folyamatos és további komolyabb beruházások                  | 1921–1925 |
| A birkókózó és bokszoló válogatott propaganda versenye       | 1922      |
| Országos atlétika verseny                                    | 1922      |
| Magyar Úszószövetség Dunakanyar úszóversenye                 | 1923      |
| Középmagyar kerület – Budapest válogatott labdarúgó mérkőzés | 1923      |
| Országos propaganda tornaünnepély                            | 1923      |
| Pestvidéki kerületi csapatbajnoki viadal                     | 1923      |
| Nagyszabású torna- és gimnasztika seregszemle                | 1926      |
| Dorog – Magyar ifjúsági válogatott labdarúgó mérkőzés        | 1926      |
| Dorogi Olimpiád – Nagyszabású jótékony célú ünnepi verseny   | 1928      |
| Kétnapos Katolikus bányásznap                                | 1928      |
| Szent István-napi ünnepség                                   | 1929      |
| Legelső nemzetközi labdarúgó-mérkőzés                        | 1934      |
| Budapest – Zágráb Nemzetközi Atlétikai Viadal                | 1936      |
| Olimpiai selejtezők – Birkózás, úszás                        | 1936      |
| Dorog – BLASZ Ifjúsági válogatott mérkőzés                   | 1936      |
| Országos súlyemelő verseny                                   | 1937      |
| Szent István serleg – Húsvéti labdarúgó torna                | 1938      |
| A Budapestről elhurcolt deportáltak állomás- és szálláshelye | 1944 ősze |

- A II. világháború utáni időszak és az 1950-es évek

| Esemény                                                                         | Év   |
| ------------------------------------------------------------------------------- | ---- |
| A háború okozta károk kijavítása, majd az NB I-re való előkészületi munkálatok  | 1945 |
| Legelső NB I-es bajnoki labdarúgó mérkőzés                                      | 1945 |
| Labdarúgó Bányászkupa-döntő                                                     | 1948 |
| A stadion négy mérkőzésen át tartó fegyelmi okokból történő eltiltása           | 1948 |
| Dorog – Magyar labdarúgó-válogatott mérkőzés                                    | 1949 |
| Újrafüvesítés, lelátó bővítés. A hivatalos befogadóképessége ekkor: 12 000 néző | 1949 |
| Legény Kálmán – Papp László ökölvívó gálamérkőzés                               | 1955 |
| IX. UEFA Nemzetközi U-18 Labdarúgó Torna                                        | 1956 |

- 1960-as évek

| Esemény                                                                   | Év        |
| ------------------------------------------------------------------------- | --------- |
| Az állólelátó magasítása (végleges befogadóképessége: 15 000 néző)        | 1962–1963 |
| Intertotó-kupa csoportmérkőzések                                          | 1962      |
| Dorog – Ferencváros NB I-es mérkőzés, és televíziós közvetítése. YouTube  | 1963      |
| Az első élő televíziós közvetítés: Dorog – Vasas NB I-es bajnoki mérkőzés | 1965      |
| Dorog – Magyar labdarúgó válogatott öregfiúk mérkőzés                     | 1965      |
| Dorogi öregfiúk – Magyar színészválogatott mérkőzés                       | 1966      |
| Dorog – Magyar labdarúgó-válogatott mérkőzés                              | 1966      |
| A Labdarúgó-szobor avatása                                                | 1967      |

- 1970-es évek

| Esemény                                                          | Év        |
| ---------------------------------------------------------------- | --------- |
| Általános felújítás, új kerítés, új nagyóra és eredményjelző     | 1971–1973 |
| Új aszfaltborítású szabadtéri kézilabdapálya átadása             | 1974      |
| Dorogi öregfiúk – Magyar színészválogatott mérkőzés              | 1974      |
| Újpesti Dózsa – Rába ETO Bajnokok Tornája labdarúgó kupamérkőzés | 1975      |
| OSN sportgála                                                    | 1978      |
| Dorog – Kubai labdarúgó-válogatott mérkőzés                      | 1979      |
| Tatabánya – Bp. Honvéd NB-labdarúgó kupamérkőzés elődöntő        | 1979      |

- 1980-as évek

| Esemény                                                                            | Év        |
| ---------------------------------------------------------------------------------- | --------- |
| A régi futballkapuk cseréje a játéktéren                                           | 1981      |
| OSN sportgála                                                                      | 1982      |
| Dorog – Dynamo Berlin mérkőzés                                                     | 1984      |
| A Sportcsarnok felépülése                                                          | 1984–1985 |
| KFT- és Schuster Lóránt-koncert                                                    | 1986      |
| Dorog – FTC MNK mérkőzés, és televíziós közvetítése. YouTube                       | 1986      |
| A klubház tatarozása, valamint a játékteret elválasztó új kerítés felállítása      | 1987–1988 |
| Edda Művek-koncert                                                                 | 1988      |
| Általános felújítás és esztétikai elemek rekonstrukciója, a Zenepavilon tatarozása | 1989      |
| Jubileumi Kupa Nemzetközi Labdarúgó Torna                                          | 1989      |
| Magyarország – Bulgária Női labdarúgó Európa-bajnoki selejtező mérkőzés            | 1990      |

- 1990-es évek

| Esemény                                                                         | Év   |
| ------------------------------------------------------------------------------- | ---- |
| Dorog – Vác Magyar Kupa negyeddöntő mérkőzés és televíziós közvetítése          | 1991 |
| Lord koncert                                                                    | 1991 |
| Dorog – Olaszország C Liga-mérkőzés és közvetítés                               | 1991 |
| Dorog – Kuwait SC mérkőzés                                                      | 1993 |
| A világ legerősebb embereinek világbajnoksága. YouTube                          | 1994 |
| Varga Miklós-, Vikidál Gyula- és Boxer-koncert                                  | 1994 |
| Dorogi öregfiúk – Parlamentválogatott mérkőzés                                  | 1996 |
| A játékteret elválasztó kerítés magasítása                                      | 1997 |
| Dorog – Kispest Honvéd Magyar Kupa-mérkőzés, és televíziós közvetítése. YouTube | 1999 |
| A Sportmúzeum avatása                                                           | 1999 |

- Az ezredforduló első évtizede

| Esemény                                                                          | Év   |
| -------------------------------------------------------------------------------- | ---- |
| Millenniumi ünnepség, a Zenepavilon újjáépítése és átadása, a klubház tatarozása | 2001 |
| Dorog–Ferencváros öregfiúk gálamérkőzés                                          | 2001 |
| Öltözők, szertár, mosoda, fürdők és kiegészítő helyiségek felújítása*            | 2002 |
| Villanyfényes műfüves edzőpálya létesítése                                       | 2002 |
| Dorog öregfiúk – Színészválogatott mérkőzés                                      | 2003 |
| A klub fennállásának 90. évfordulója tiszteletére rendezett ünnepség             | 2004 |
| A stadion hivatalos névadó ünnepsége, új neve: Buzánszky Jenő Stadion            | 2010 |
| Emléktábla avatása a stadion főbejáratánál                                       | 2010 |

- (*): Az országos stadion rekonstrukciós pályázat keretében történt felújítások
- XXII. század második évtized

| Esemény                                                                                           | Év   |
| ------------------------------------------------------------------------------------------------- | ---- |
| A játéktér gyepszőnyegének cseréje                                                                | 2011 |
| Magyarország–Izrael U19 válogatott EB-selejtező labdarúgó mérkőzés                                | 2011 |
| Fekete Gyémántok Kupa – Nemzetközi kadet kötöttfogású birkózóverseny                              | 2012 |
| Nemzetközi birkózó edzőtábor                                                                      | 2012 |
| Centenáriumi ünnepségek                                                                           | 2014 |
| Általános felújítás (Déli kapu tatarozás, Labdarúgó-szobor áthelyezés, elektromos eredményjelzők) | 2014 |
| Magyarország – Írország U17 Telki Kupa válogatott labdarúgó mérkőzés                              | 2014 |
| Felújítás – Másodosztályú stadion licence*                                                        | 2016 |
| A Sportcsarnok felújítása, A Birkózócsarnok felépülése és megnyitása                              | 2018 |

- Jelen évtized

| Esemény | Év   |
| --- | ---- |
| Teljes játéktér felújítás, pályafűtés és automata locsoló-rendszer, villanyvilágítás, nagyméretű LG eredményjelző       | 2021 |
| Filmforgatás. A Gólkirályság című filmsorozat 7-8. részében szereplő jelenetek egy részét a dorogi stadionban forgatták | 2022 |

- (*): Ülőkék felszerelése a lelátókon, Nyugati kapu megnyitása, új futballkapuk a játéktéren, vendégszektor, kiegészítő büfék.

## A stadion és sportcentrum keretében működő, illetve működött szakosztályok
| Szakosztály            | Férfi    | Női      |
| ---------------------- | -------- | -------- |
| Asztalitenisz          | Aktív    | Aktív    |
| Atlétika               | Aktív    | Aktív    |
| Birkózás               | Aktív    | Aktív    |
| Cselgáncs              | Megszűnt | Nem volt |
| Erőemelés, erősportok* | Aktív    | Nincs    |
| Kempó, karate*         | Aktív    | Aktív    |
| Kerékpározás*          | Aktív    | Aktív    |
| Kézilabda              | Aktív    | Aktív    |
| Labdarúgás             | Aktív    | Aktív**  |
| Ökölvívás              | Aktív    | Nincs    |
| Röplabda               | Aktív    | Nem volt |
| Tenisz*                | Aktív    | Aktív    |
| Természetjárás*        | Aktív    | Aktív    |
| Torna                  | Megszűnt | Megszűnt |
| Úszás                  | Aktív    | Aktív    |
| Vívás                  | Megszűnt | Nem volt |
| Vízilabda              | Aktív    | Aktív    |

- Valamennyi élő és egykori szakosztályhoz utánpótlás csapatok is tartoznak, tartoztak
- (*): A jelzett szakosztályok jelenleg külön bázisokon működnek. A teniszezők külön teniszcentrummal rendelkeznek, amely a sportteleptől távolabb esik, egyéb sportágak pedig szintén a stadiontól távolabb, különböző edzőtermekben, illetve a kerékpározók és a természetjárók (hegymászók, vadvízi evezősök, tájékozódási futók is e szakosztályhoz tartoztak) pedig terepen.[118]
- (**): Csak utánpótlás szinten

## Nemzetközi mérkőzések a stadionban
| Dátum               | Kiírás                                              | Csapat         | Ellenfél                     | Eredmény |
| ------------------- | --------------------------------------------------- | -------------- | ---------------------------- | -------- |
| 1934. február 25.   | Barátságos                                          | Dorogi AC      | Párkányi TE                  | 7 – 0    |
| 1938. február 20.   | Barátságos                                          | Dorogi AC      | Komáromi FC                  | 4 – 2    |
| 1956. március 28.   | IX. UEFA Nemzetközi U-18 Labdarúgó Torna            | Olaszország    | Belgium                      | 2 – 1    |
| 1956. március 29.   | IX. UEFA Nemzetközi U-18 Labdarúgó Torna            | Csehszlovákia  | Törökország                  | 1 – 0    |
| 1956. május 19.     | Barátságos                                          | Dorogi Bányász | Sokol Šturovó                | 3 – 1    |
| 1958. június 22.    | Barátságos                                          | Dorogi Bányász | Slovan Nitra                 | 3 – 1    |
| 1962. május 27.     | Intertotó-kupa                                      | Dorogi Bányász | FC La Chaux-de-Fonds         | 4 – 1    |
| 1962. június 10.    | Intertotó-kupa                                      | Dorogi Bányász | Calcio Padova                | 3 – 1    |
| 1962. június 27.    | Intertotó-kupa                                      | Dorogi Bányász | Spartak Plzen                | 4 – 2    |
| 1963. május 5.      | Barátságos                                          | Dorogi Bányász | Stiinta Cluj                 | 2 – 2    |
| 1964. március 1.    | Barátságos                                          | Dorogi Bányász | Kablo Topolcany              | 0 – 0    |
| 1966. május 7.      | Barátságos                                          | Magyarország   | Kuba                         | 4 – 3    |
| 1968. február 18.   | Barátságos                                          | Dorogi Bányász | Baník Handlova               | 4 – 2    |
| 1968. augusztus 11. | Olimpiai Reménységek Tornája                        | Magyarország   | Kuba                         | 3 – 2    |
| 1971. július 31.    | Barátságos felnőtt női                              | Nové Zámky     | TJ Nesvady                   | 2 – 2    |
| 1971. augusztus 4.  | Ilku István búcsúmérkőzése                          | Dorogi AC      | AC Reggiana                  | 7 – 1    |
| 1971. szeptember 5. | Barátságos                                          | Dorogi AC      | KP Unia Racibórz             | 2 – 0    |
| 1973. augusztus 26. | barátságos                                          | Dorogi AC      | CSZKA Moszkva                | 0 – 2    |
| 1979. június 14.    | Barátságos                                          | Dorogi AC      | Kuba                         | 1 – 0    |
| 1981. július 26.    | Barátságos                                          | Dorogi AC      | Unirea Dej                   | 4 – 2    |
| 1981. augusztus 20. | Barátságos                                          | Dorogi AC      | Kuvait                       | 2 – 0    |
| 1981. augusztus 21. | Barátságos                                          | Dorogi AC      | Líbia                        | 1 – 0    |
| 1982. augusztus 11. | Barátságos                                          | Dorogi AC      | Wismut Gera                  | 2 – 3    |
| 1984. július 25.    | Barátságos                                          | Dorogi Bányász | Dynamo Berlin                | 2 – 2    |
| 1984. augusztus 11. | Barátságos                                          | Dorogi Bányász | Avsturya Türkspor Birigli*   | 19 – 0   |
| 1986. július 27.    | U-19 barátságos                                     | Dorogi Bányász | Kuvait                       | 2 – 1    |
| 1986. augusztus 6.  | Barátságos                                          | Dorogi Bányász | FC Maramures Baia Mare       | 1 – 0    |
| 1987. augusztus 11. | Barátságos                                          | Dorogi Bányász | FC Universitatea Cluj        | 2 – 2    |
| 1989. augusztus 5.  | Jubileum Kupa                                       | Tatabánya      | MŠK Hurbanovo                | 3 – 1    |
| 1989. augusztus 5.  | Jubileum Kupa                                       | Dorogi Bányász | Baník Handlova               | 4 – 1    |
| 1989. augusztus 6.  | Jubileum Kupa                                       | Baník Handlova | MŠK Hurbanovo                | 2 – 1    |
| 1989. augusztus 6.  | Jubileum Kupa                                       | Dorogi Bányász | Tatabánya                    | 2 – 0    |
| 1990. június 9.     | Női Eb-selejtező                                    | Magyarország   | Bulgária                     | 2 – 0    |
| 1990. augusztus 16. | U-17 Eb-selejtező előkészítő                        | Magyarország   | Lengyelország                | 3 – 1    |
| 1991. július 27.    | Barátságos                                          | Dorogi Bányász | MŠK Hurbanovo                | 0 – 1    |
| 1991. november 3.   | Liga kupa-mérkőzés                                  | Magyarország C | Olaszország C                | 2 – 1    |
| 1992. február 2.    | Barátságos                                          | Dorogi Bányász | Spartak Komárno              | 4 – 1    |
| 1992. április 19.   | U-16 barátságos                                     | Magyarország   | Bajor tartományi-válogatott  | 3 – 3    |
| 1992. július 25.    | Barátságos                                          | Dorogi Bányász | Spartak Komárno              | 4 – 1    |
| 1993. január 23.    | Szuper-kupa Nemzetközi teremtorna                   | BKV Előre SC   | Gödöllő                      | 6 – 1    |
| 1993. január 23.    | Szuper-kupa Nemzetközi teremtorna                   | Dorogi Bányász | MŠK Hurbanovo                | 2 – 0    |
| 1993. január 23.    | Szuper-kupa Nemzetközi teremtorna                   | MŠK Hurbanovo  | BKV Előre SC                 | 3 – 2    |
| 1993. január 23.    | Szuper-kupa Nemzetközi teremtorna                   | Dorogi Bányász | Gödöllő                      | 4 – 2    |
| 1993. január 23.    | Szuper-kupa Nemzetközi teremtorna                   | Gödöllő        | MŠK Hurbanovo                | 3 – 1    |
| 1993. január 23.    | Szuper-kupa Nemzetközi teremtorna                   | Dorogi Bányász | BKV Előre SC                 | 1 – 1    |
| 1993. szeptember 1. | Barátságos                                          | Dorogi Bányász | Kuwait SC                    | 3 – 1    |
| 1998. július 22.    | Barátságos                                          | Dorogi FC      | Nisa Aşgabat                 | 5 – 0    |
| 2010. július 27.    | Barátságos                                          | Dorogi FC      | MŠO Šturovo                  | 2 – 2    |
| 2011. október 24.   | U-18 Eb-selejtező                                   | Magyarország   | Izrael                       | 1 – 0    |
| 2013. május 7.      | U-15 barátságos                                     | Magyarország   | Törökország                  | 1 – 0    |
| 2013. június 11.    | U-15 barátságos                                     | Magyarország   | Olaszország                  | 2 – 3    |
| 2014. augusztus 5.  | U-17 Telki Kupa                                     | Magyarország   | Írország                     | 1 – 0    |
| 2015. augusztus 4.  | U-17 Nemzetközi Torna                               | Magyarország   | Szerbia                      | 1 – 3    |
| 2016. augusztus 1.  | 36. Magyar Nemzetközi U-17 Ifjúsági Labdarúgó Torna | Magyarország   | Csehország                   | 0 – 2    |
| 2017. július 6.     | Barátságos                                          | Dorogi FC      | MFK Lokomotíva Zvolen        | 1 – 4    |
| 2017. július 15.    | Barátságos                                          | Dorogi FC      | TJ Velke Ludince             | 4 – 3    |
| 2017. július 23.    | Barátságos                                          | Dorogi FC      | SK 1923 Gabcikovo            | 3 – 3    |
| 2017. július 31.    | U-17 Telki Kupa                                     | Magyarország   | Horvátország                 | 2 – 2    |
| 2018. június 29.    | Barátságos                                          | Dorogi FC      | FK Inter Bratislava          | 2 – 1    |
| 2019. július 6.     | Barátságos                                          | Dorogi FC      | STK Fluminense Samorin       | 2 – 3    |
| 2022. július 9.     | Barátságos                                          | Dorogi FC      | STK Fluminense Samorin       | 4 – 3    |
| 2022. július 16.    | Barátságos                                          | Dorogi FC      | TJ Družstevník Veľké Ludince | 2 – 0    |
| 2023. július 22.    | Barátságos                                          | Dorogi FC      | TJ Družstevník Veľké Ludince | 2 – 0    |

- (*) = A bécsújhelyi ellenfél osztrák-török vegyescsapatként képviselte magát.

|  |  |  |

## Kiegészítő információk

### A stadion megközelíthetősége

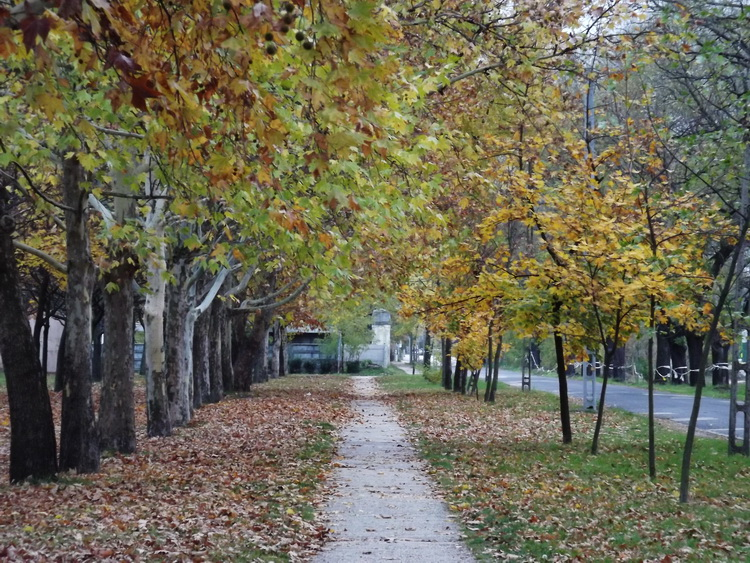
A vasútállomásról vezető sétány a Déli kapuhoz visz. A háttérben kivehető a Déli kapu bal oldali pilonja.

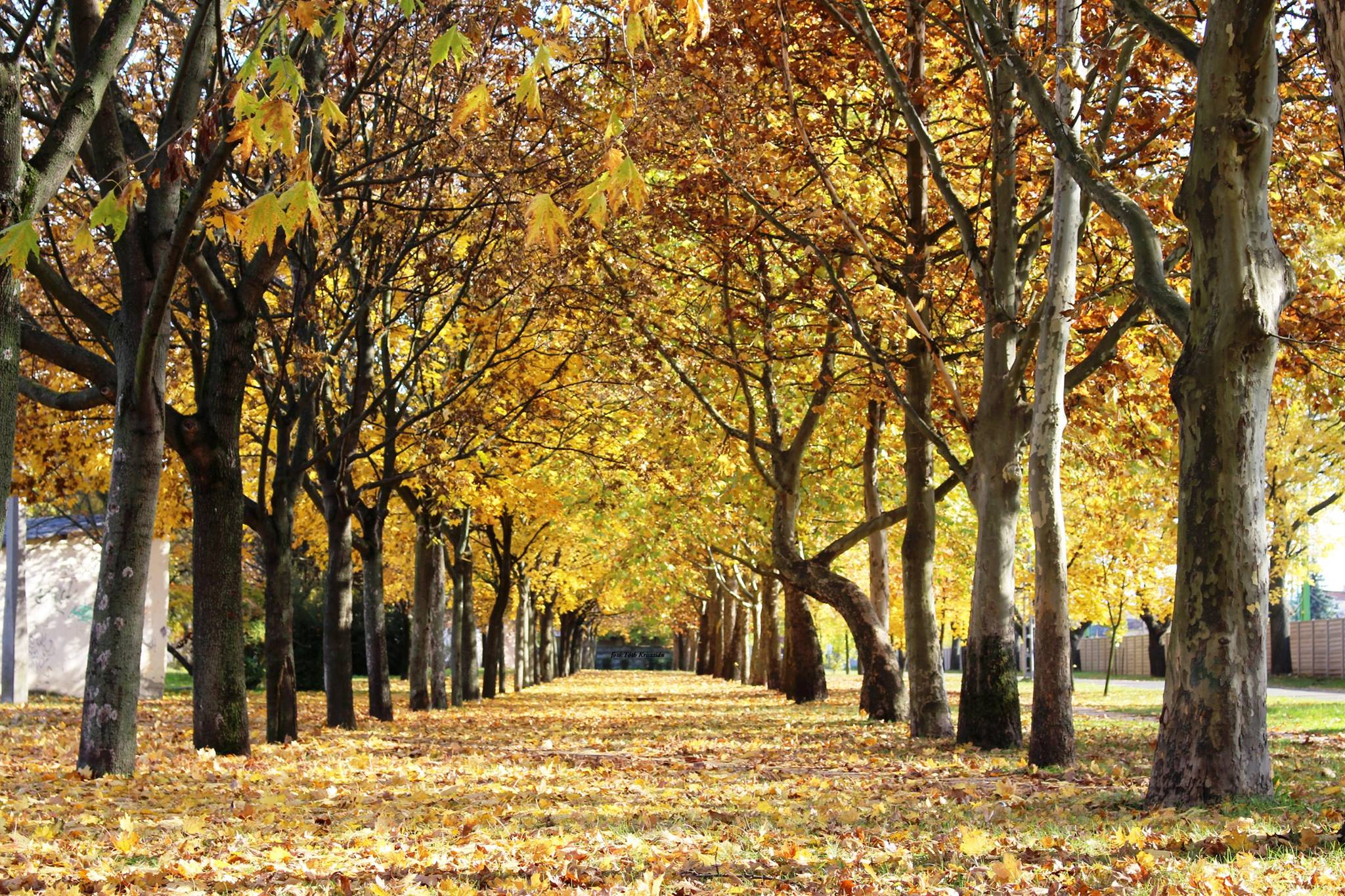
A Vasút-sori sétány a stadion nyugati oldalán

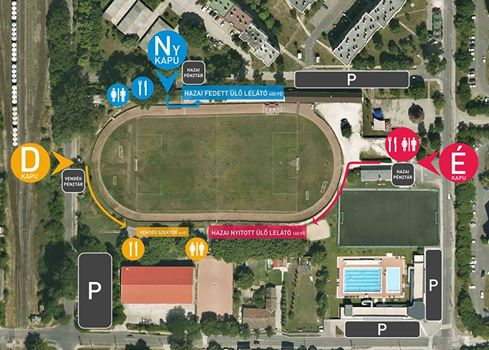
A stadion 2016 óta fennálló jelenlegi beléptető rendszere

Személygépkocsival, vagy külön autóbusszal mind a négy égtáj felől a városba érkezve a látogató a Bécsi úthoz érkezik, melyből nyílik a Mária utca, amelynek teljes hosszán végighaladva egy vasúti átjárón keresztül visz tovább az út egyenesen, amely a vasúti csomópont után Iskola utca néven folytatódik. Az első kereszteződésnél éri el a Köztársaság utat, amelyen balra fordulva körülbelül 100 méter megtétele után balra tartva a stadion északi főbejáratához érkeznek. Az északi irányból (Esztergom felől) érkezők részére kínálkozik egyszerűbb útvonal is. A városba érkezve az Esztergomi úton a vasúti átjáró előtt balra elkanyarodnak egy bekötő úton, amely mintegy 100 méternyi távot követően belefut a Köztársaság útba. Jobbra fordulva a Köztársaság úton kb. 1,5 km megtétele után lehet elérni a stadion északi kapuját.
  A vasúton érkezők a város központjában található „Dorog” vasútállomáson leszállva áthaladnak az aluljárón. Az állomástól oldalirányból van összeköttetése az aluljárónak, ahol balra tartva az Otthon térre vezet az út. Az aluljáró közvetlen elhagyása után jobbra tartva a Vasút-soron haladva néhány száz méter megtétele után a stadion déli kapujához jutnak.
  Az autóbusszal érkezők az „IBUSZ” (Bécsi út–Mária utca), vagy a „Városháza” megállóhelyeken leszállva érkeznek. Az „IBUSZ” buszmegállótól az első jelzőlámpás kereszteződésnél érik el a Mária utcát, innen az elérhetőség megegyezik a gépkocsiknál leírtakkal. A gyalogosok kb. 10–15 perces sétával érkeznek a stadionhoz, végig járdán történő séta biztosított. A gyalogosok esetében azonban nem szükséges a távolabbi északi kapuig menni, ugyanis közvetlenül a vasúti átjárón áthaladva balra tartva mintegy 100 méter megtételével elérik a déli kaput. Amennyiben a „Városháza” megállóhelyen – amely az Esztergomi úton található – történik a leszállás, úgy az Esztergomi útból nyíló Hantken Miksa úton kell végig haladni, ahol elérik az aluljárót, ahonnan a továbbhaladás megegyezik a vonattal érkezők esetében leírtakkal.
Az 1960-as évekig volt lehetőség a légi úton való érkezésre. Egyes mérkőzéseire a dorogi csapat is repülővel utazott. Igaz, jelenleg nincs személyforgalom, de nem kizárt, hogy a jövőben egyszer újra lesz belföldi járat. Napjainkban sport- és vitorlázógépek, illetve sárkányrepülőket, esetleg hőlégballont fogad a repülőtér, amely a Doroggal egybeépült Esztergom-Kertváros határában található. A reptéri autóbusz megállóból busszal lehet eljutni a stadionhoz.
  Helyi- és elővárosi buszjáratokkal, amelyekre lehetőség van felszállni az „IBUSZ” (Mária utca) és a „Városháza” helyközi buszmegállókban, valamint a reptéren, egészen a stadionig viszi az utasokat, amelyről a „Sporttelep” megállóban kell leszállni, amely közvetlenül az északi kapunál áll meg. Tekintve, hogy nagyon új még a Buzánszky Jenő Stadion elnevezés, így jó ideig biztosan az eredeti megálló nevével fogunk találkozni.
A Buzánszky stadion térképe és megközelíthetősége

### Parkolási lehetőség
Az északi kapu előtt van egy limitált kisebb parkoló, azonban célszerű a szemközti Schmidt Sándor-lakótelepen vagy a stadion melletti Zsigmondy Vilmos-lakótelepen kialakított parkolókban, amelyet díjtalanul lehet használni. Hivatalos személyek (ellenfél játékosai, játékvezetők stb.), meghívott vendégek, vagy a klub engedélyével rendelkezők a stadionon belül lévő parkolókat vehetik igénybe.

### Vendéglátóipari egységek
A klubszékházban van a Sportvendéglő, két büfé pedig a stadion korzóján a tribün vasút felőli oldalán, valamint az álló lelátó vasút felőli oldalán, de a létesítmény közvetlen közelében, minden irányban számos vendéglő és cukrászda is található.

### Belépők, plakátok
Jegytarifák 1923-ban:
- Páholyülés: 150 korona
- Tribünülés: 120 korona
- Állóhely: 80 korona
- Klubjegy: 50 korona
- Gyerekjegy: 20 korona

Jegytarifák 1950-ben:
- Páholy: 15 forint
- Tribün: 10 forint
- Korzó: 8 forint
- Állóhely: 5 forint
- Katona, diák: 1-2 forint

A stadionban zajló bajnoki és kupa-mérkőzések jegyárai a 2018-2019-es évadban:
- Felnőtt jegy: 1000 Ft,
- Diák, nyugdíjas jegy: 800 Ft,
- 10 éves korig, illetve 70 év felett ingyenes.

Megszűnt a helykategória, a megváltott jeggyel tetszés szerint választható hely a lelátókon. Kivétel csak a vendégszurkolók esetében áll fenn, akik egységesen az állóhely vasút felőli részét vehetik igénybe, az ott kijelölt vendégszektornak megfelelően.

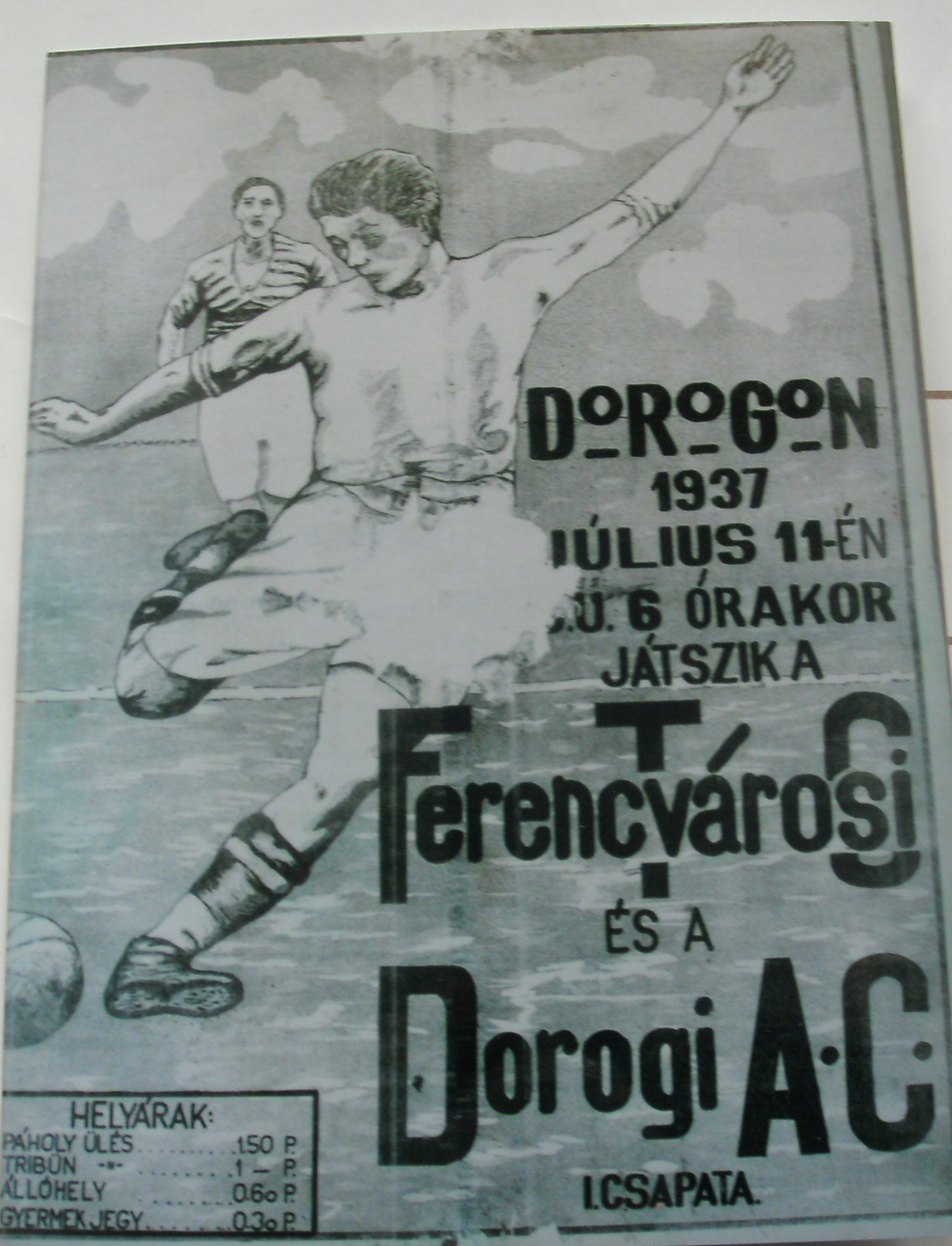
Dorog–Ferencváros meccsplakát 1937-ből
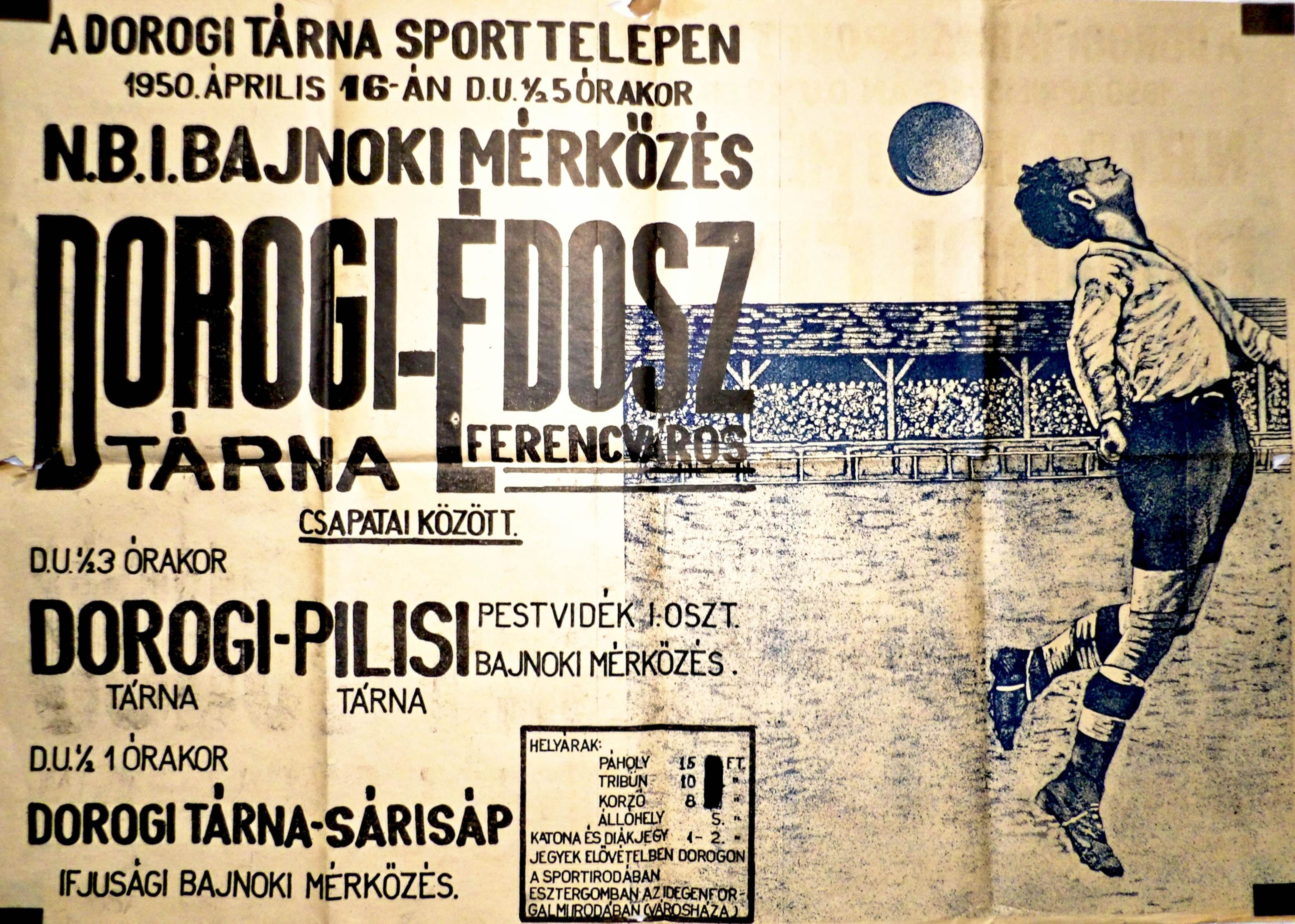
NB I-es meccsplakát 1950-ben
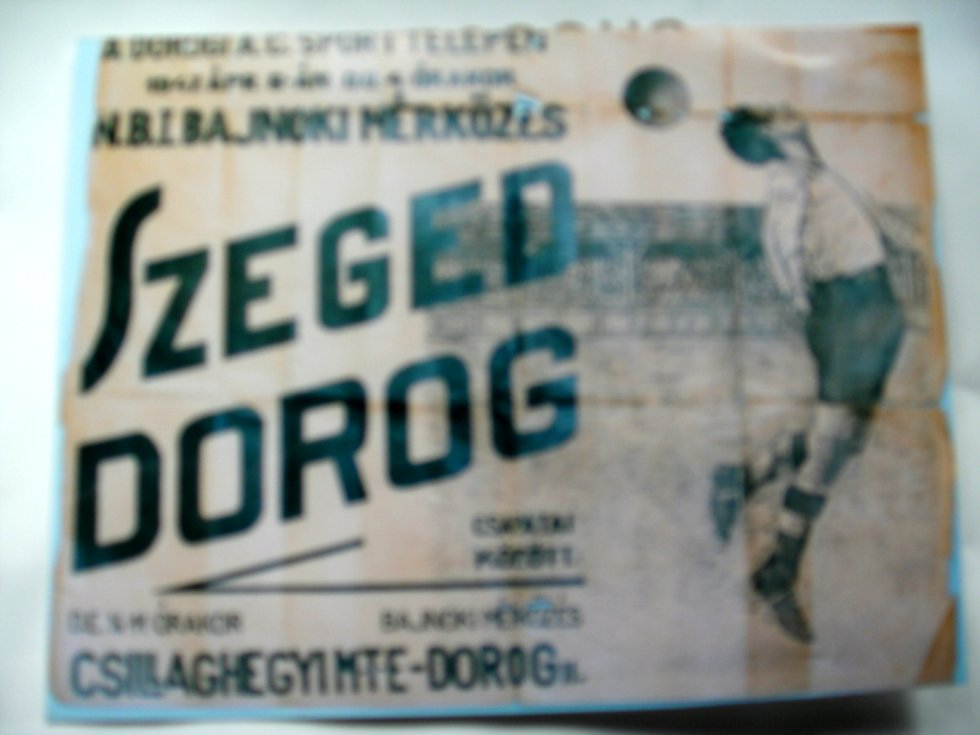
NB I-es meccsplakát 1951-ből
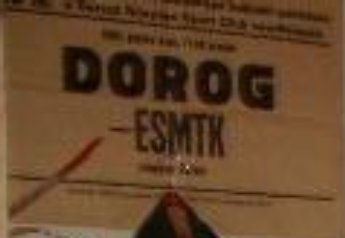
Meccsplakát 1993-ból. Ez a jellegzetes formátum sztenderdként szolgált közel két évtizeden át.
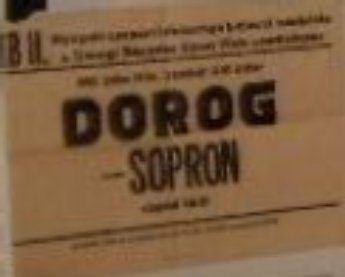
Egy másik plakát 1993-ból
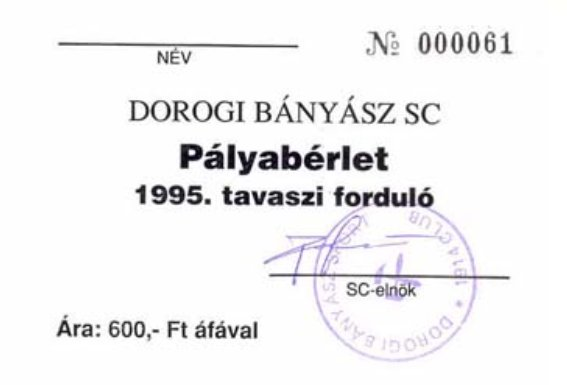
Az utolsó garnitúrabérlet, amelyet még Dorogi Bányász néven adtak ki, de a felhasználás idején már Dorogi SE néven futott a klub
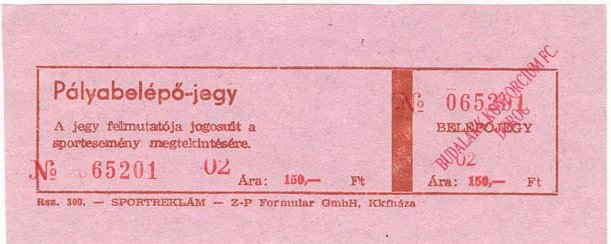
Belépőjegy 1998-ból
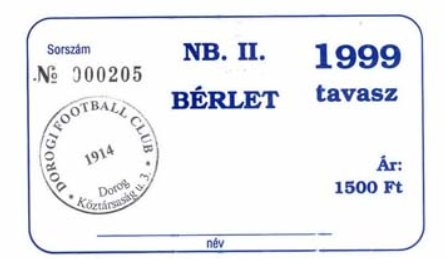
Szezonbérlet 1999-ből
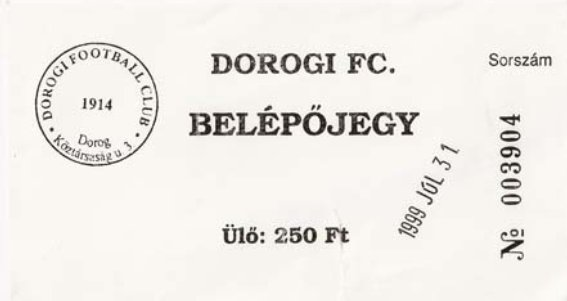
A Dorog–Kispest Honvéd Magyar Kupa-mérkőzés belépője
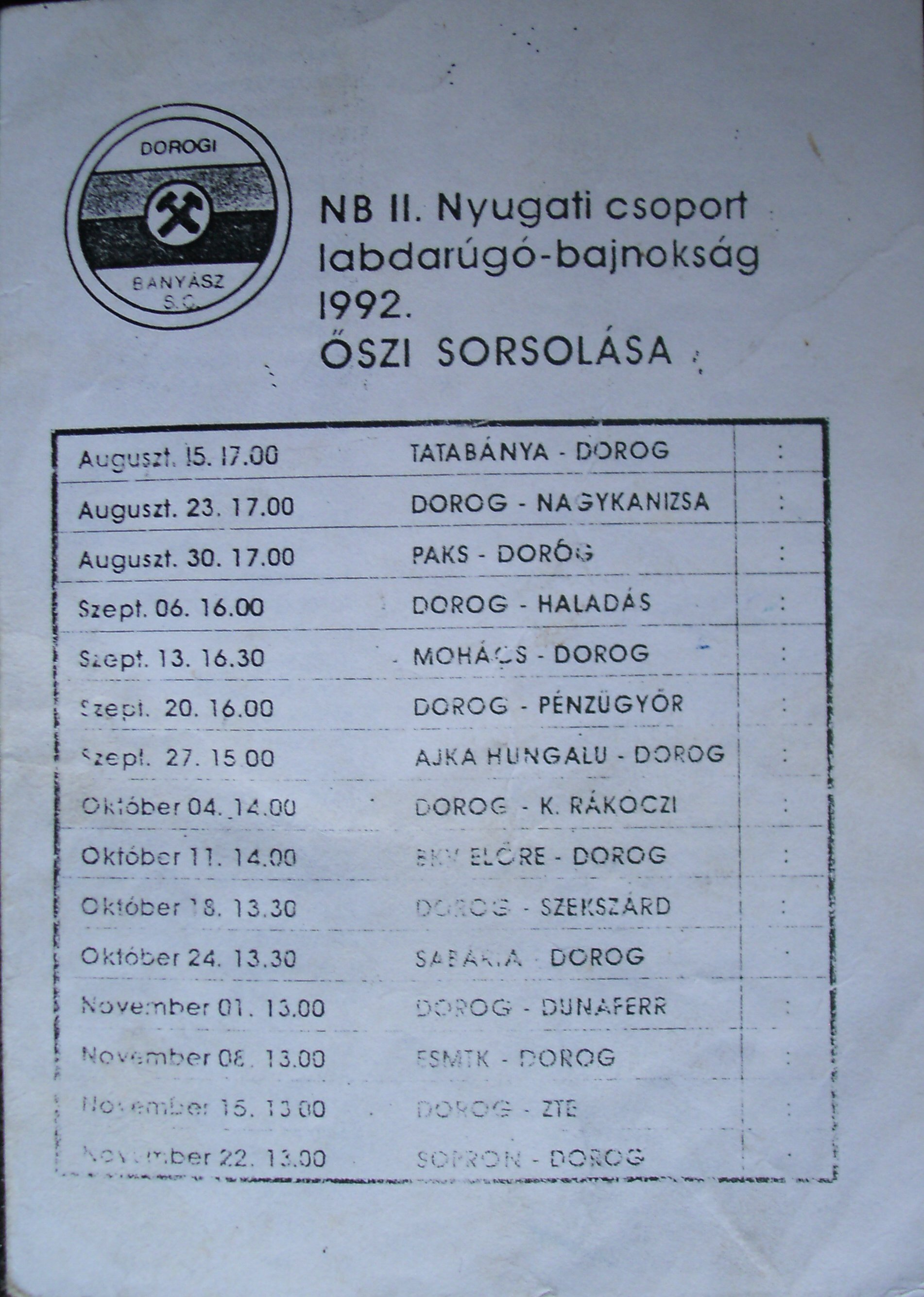
A dorogi csapat 1992. őszi menetrendje
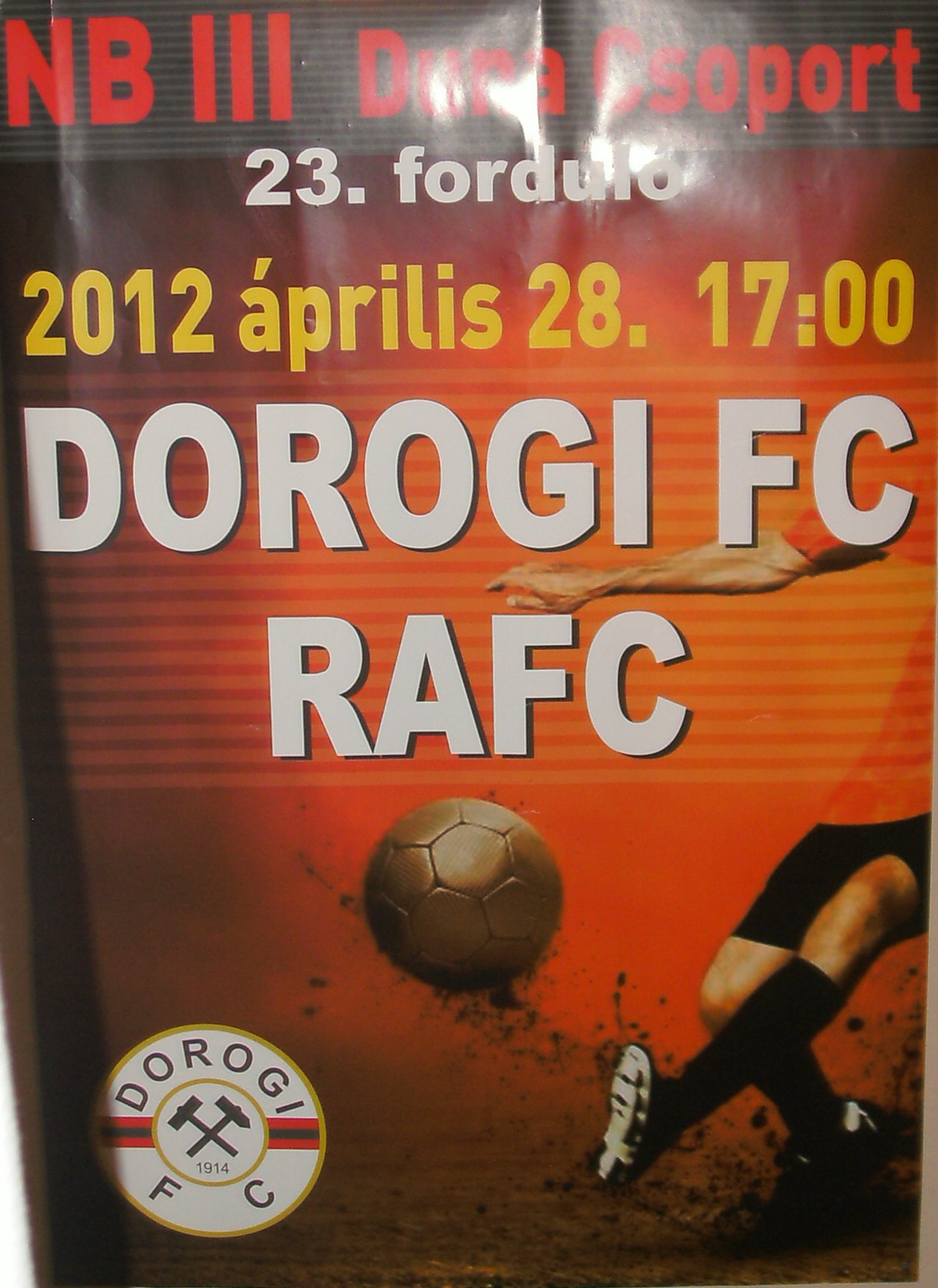
Meccsplakát 2012-ben
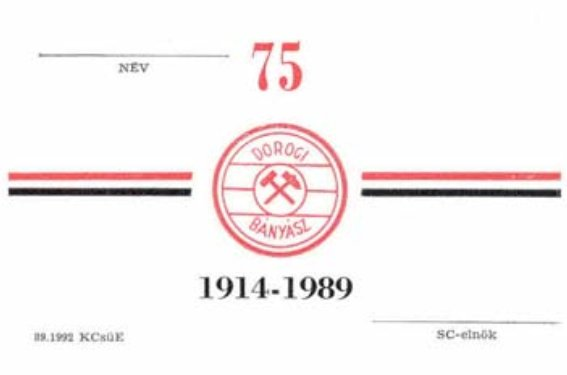
Tiszteletjegy a 75 éves évfordulón
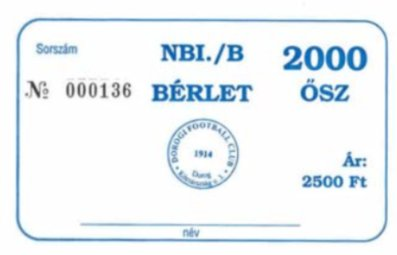
Bérlet az ezredfordulóról
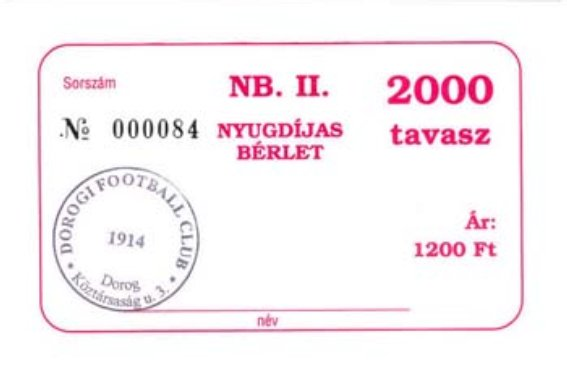
Nyugdíjas bérlet 2000-ben
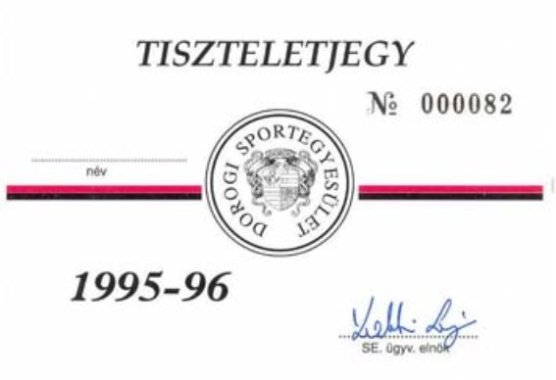
Tiszteletjegy az 1990-es évek közepén
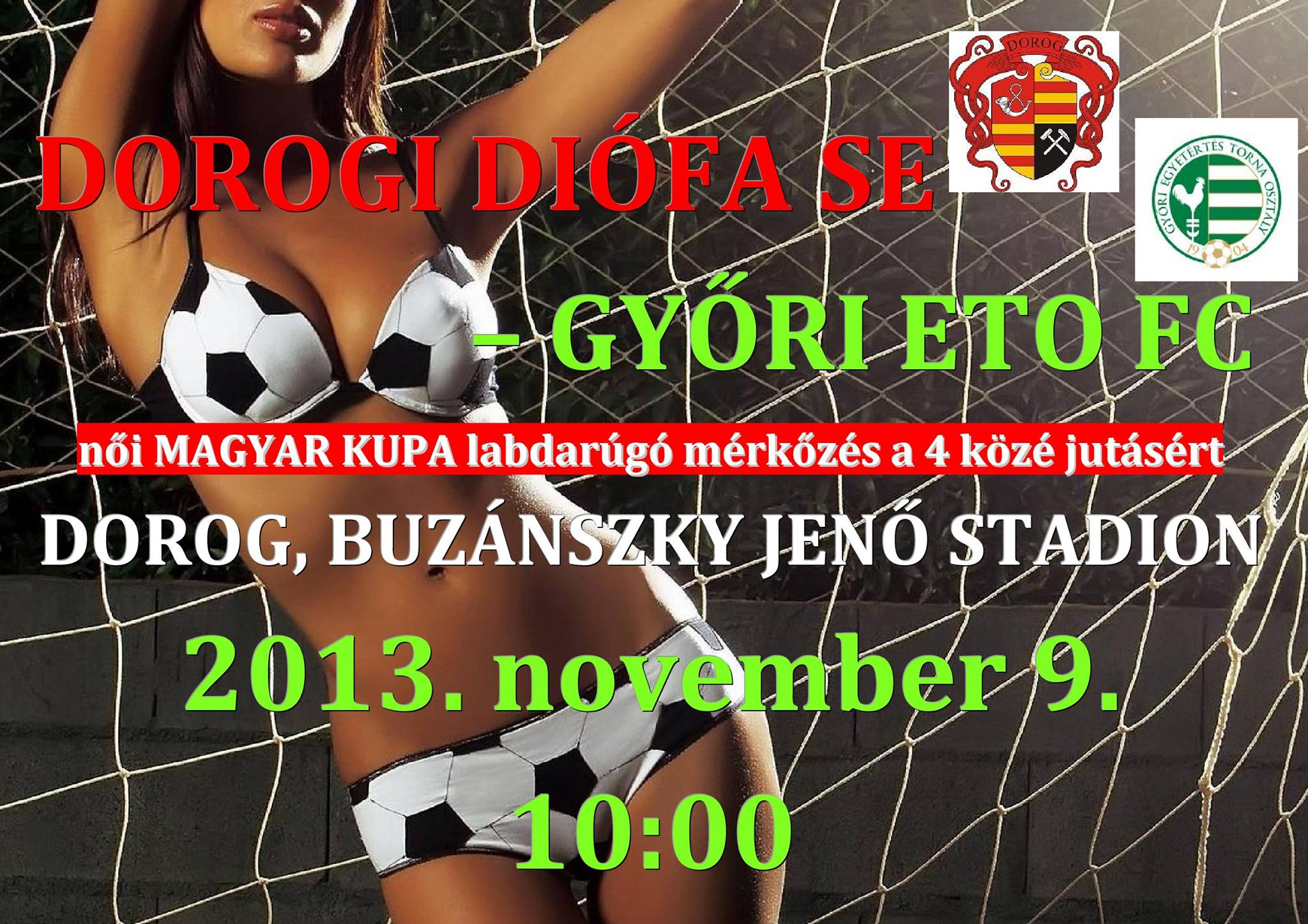
Női labdarúgó mérkőzés plakát a Magyar Kupa jegyében
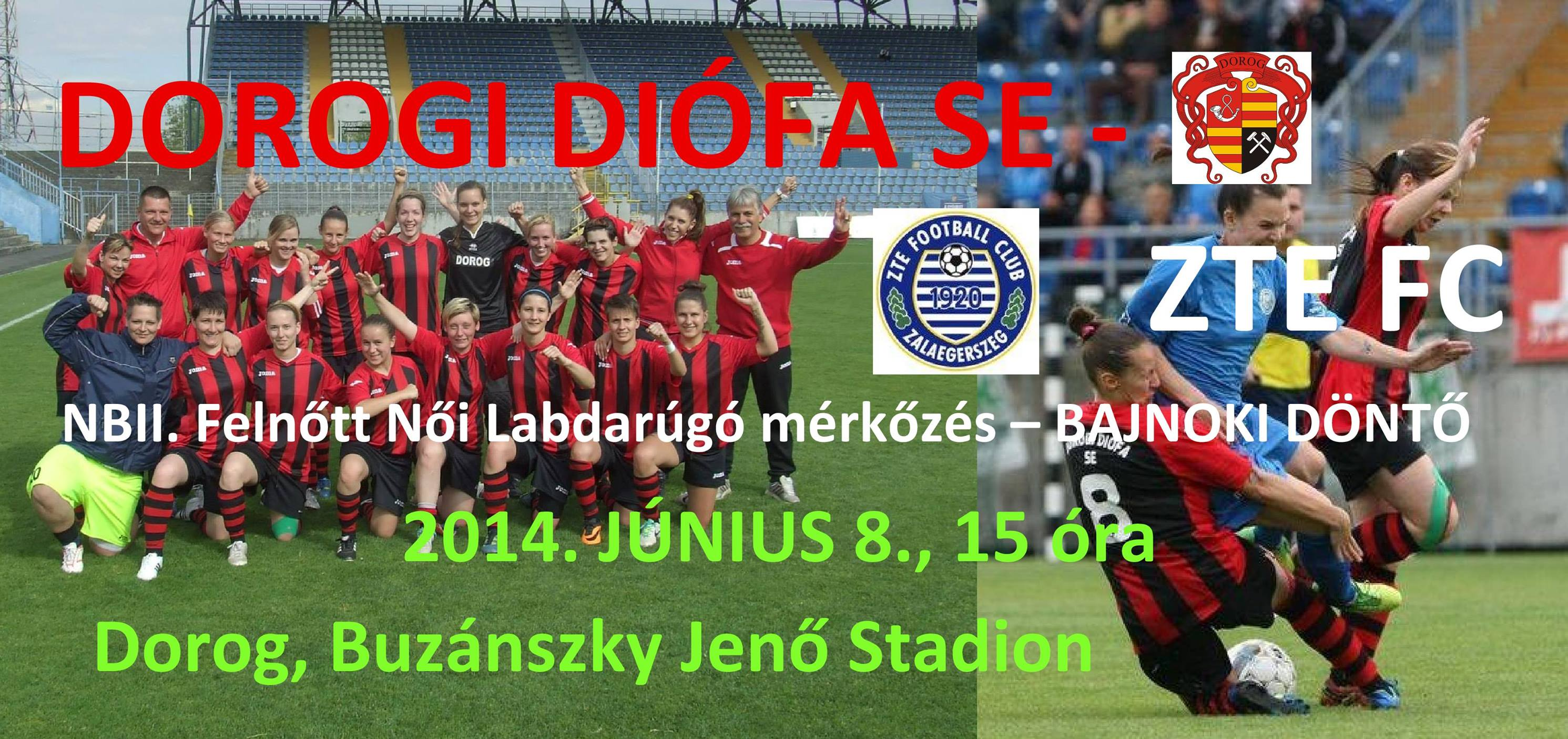
A dorogi női futballcsapat NB I-es osztályozó visszavágójának a plakátja
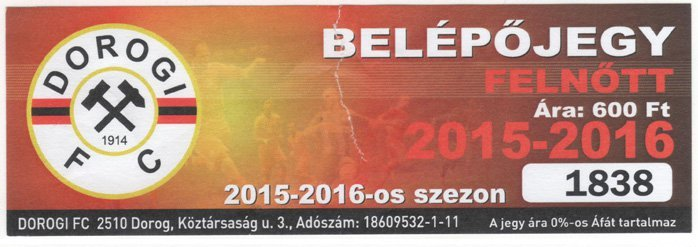
Meccsbelépő a 2015-16-os évadból
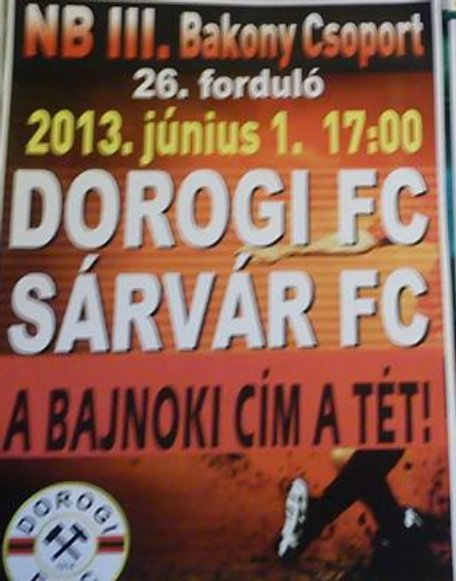
A bajnokavatásra készült meccsplakát
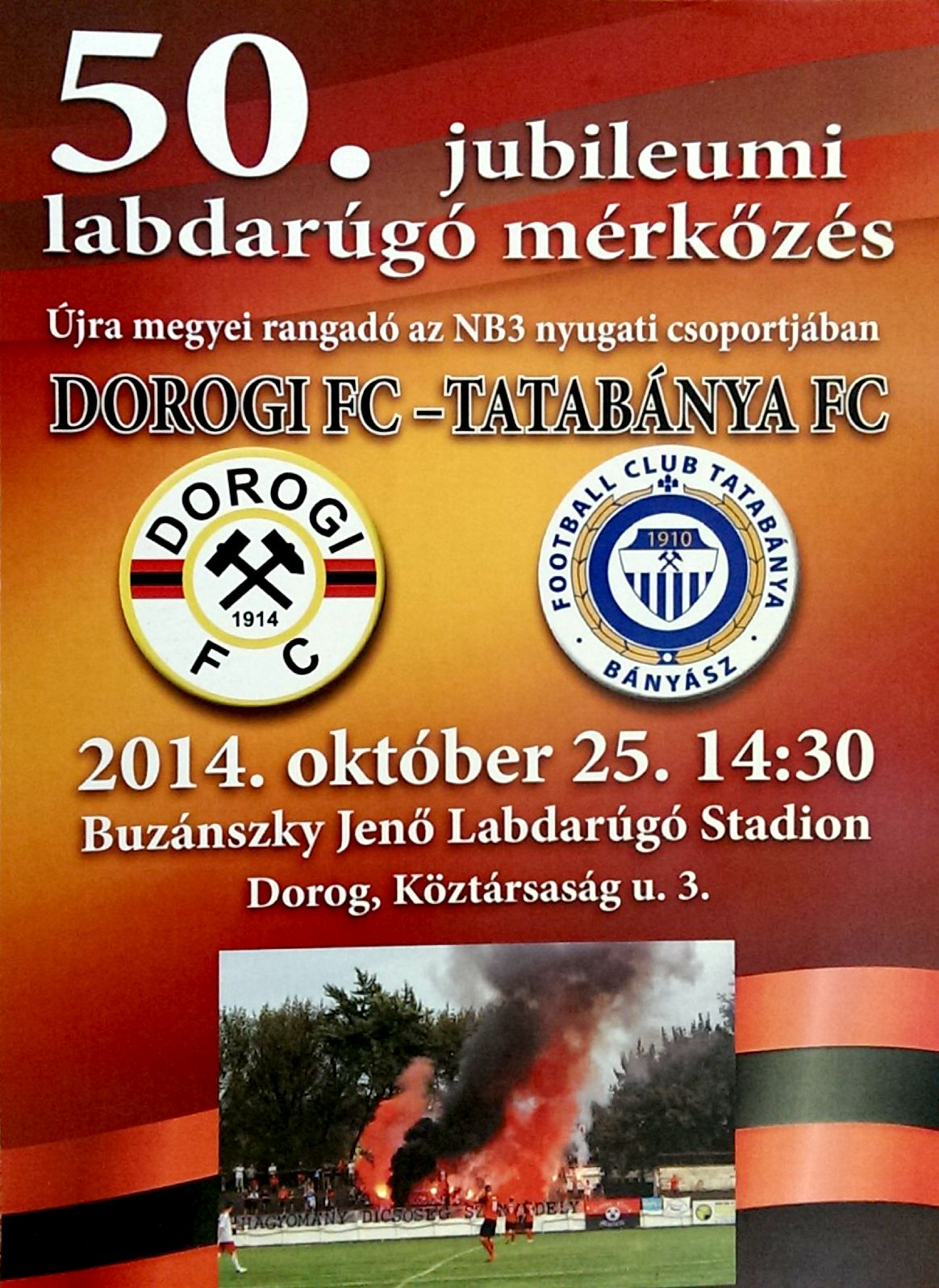
A kerek évfordulós Dorog-Tatabánya rangadóra készült meccsplakát

## A stadion névadója

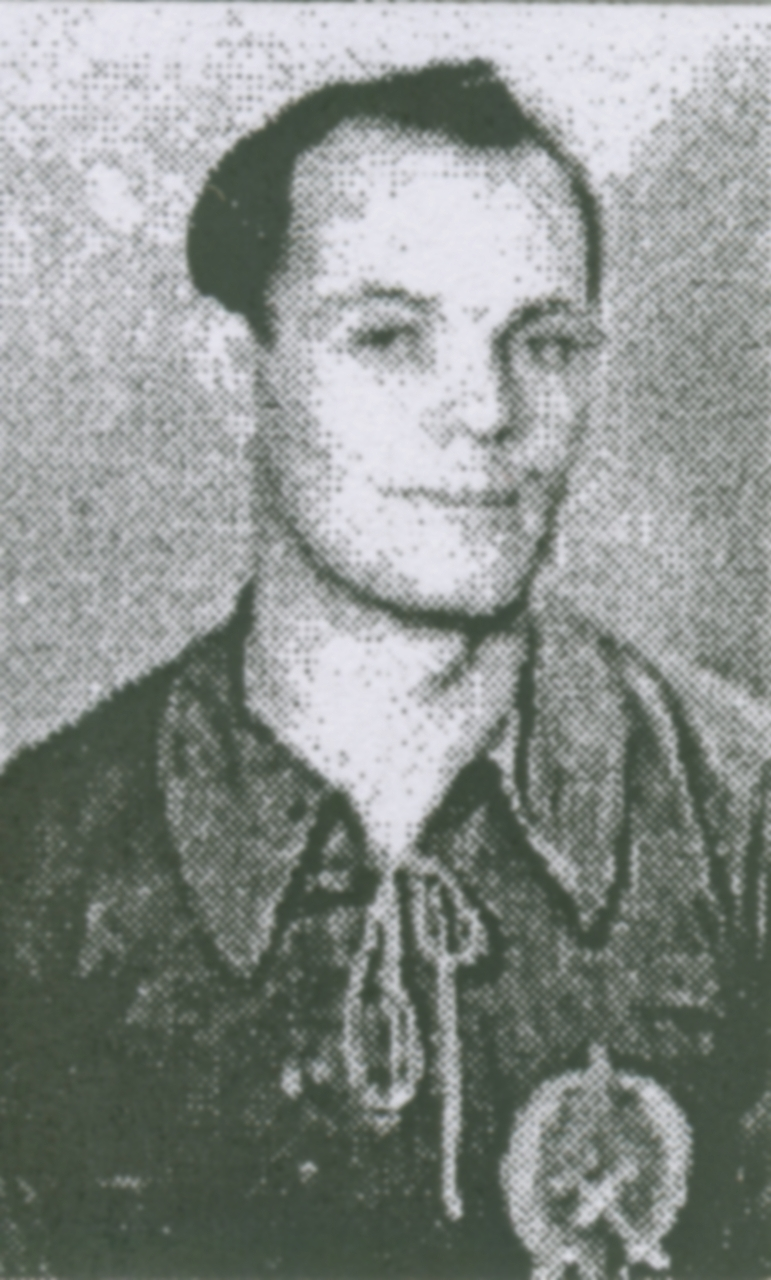
Buzánszky Jenő

Buzánszky Jenő a Nemzet Sportolója, olimpiai- és Európa Kupa-győztes, világbajnoki ezüstérmes, a Dorogi Bányász SC és a Magyar labdarúgó-válogatott világhírű labdarúgója, az Aranycsapat legendás jobbhátvédje és a Dorogi FC. Örökös Tagja, Dorog, Dombóvár, valamint az erdélyi Farkaslaka díszpolgára és megannyi magas rangú állami- és civil díjak kitüntetettje.
1950 és 1956 között 49-szer volt magyar válogatott, míg a dorogi csapat játékosaként és csapatkapitányaként 13 bajnoki évaddal, közte 330 bajnoki mérkőzéssel és 25 szerzett góllal a háta mögött 1960-ban fejezte be az aktív játékot. 1960-1969-ig a dorogi csapat vezető edzője volt. Irányításával érte el a klub a legnagyobb sikereit. Később a sportdiplomácia terén tevékenykedett mind Dorogon, mind megyei és országos szinten. 1983–1998 között MLSZ elnökségi tag, 1993–1998 között alelnök, valamint Dorog város közéletének aktív tagja.
Volt önkormányzati képviselő, az Oktatási- Sport- és Külkapcsolatok Bizottságának tagja. 1994 óta elnökségi tagja a Dorogi Szénmedence Sportjáért Közalapítványnak. Feleségével és családjával Dorog város megbecsült lakói, de a tiszteletet és a megbecsülést nem kizárólag csak a kiemelkedő sportkarrierjének köszönheti. 1947 óta élt és tevékenykedett Dorogon. Szomszédja az egykori játékostárs és egyben kiváló barát Bakonyi István, s alig két utcányira lakott tőle két másik dorogi futballóriás, Prohászka János és Fellegi István is.
A dorogi sportélet számos hatalmassággal büszkélkedhet – és nem csak labdarúgókkal -, akik kimagasló eredményeik és példás, sportszerű életük miatt méltán jöhettek volna szóba a névadáskor. Buzánszky Jenő sporttevékenysége és a városban betöltött szerepe, valamint a sportlétesítményhez való kötődése alapján maximálisan a legméltóbb választás. Grosics Gyula mellett a legismertebb dorogi, akinek a nevét világszerte mindenhol ismerik, tisztelik.

## A stadion fióktelepei
A korábbi években a létesítményhez különböző telephelyek, edzőpályák tartoztak. Tekintve, hogy a sportkomplexum teljes területe már a legkorábbi időszakban beépült, ezért vonzáskörzetében több edzőpályát, sporttelepet létesítettek, amelyek a centerpályához tartoztak és a dorogi egyesület tulajdonában voltak. Az idők során négy ilyen telephelye volt a dorogi stadionnak. A klub centenáriumának évében pedig felavatásra került a jelenlegi utánpótlás bázisa.

### Báger edzőpálya
Távolságát tekintve, ez volt a legközelebb fekvő edzőpálya, amely a stadiontól Északra, alig pár száz méternyire, az úgynevezett Báger dűlőben, a Palatinus-tó és a Dorogi homokvasút közvetlen szomszédságában. A játéktér szabványméretű nagypálya, amelynek talaja salakos volt. Egészen az 1990-es évek közepéig üzemelt, ahol elsősorban a labdarúgó egyesület utánpótlás szakosztályának edzései, utánpótlás mérkőzések, valamint az NB I-es tartalék csapat hazai bajnoki mérkőzései zajlottak itt. Az ezredfordulóra teljesen felszámolták, azonban 2001-ben a tervekben szerepelt a modern edzőteleppé és sportbázissá való fejlesztése, amely a dorogi klub utánpótlás csapatainak használata mellett egyben regionális utánpótlás központ is lett volna.

### A tokodaltárói sporttelep
Egy komplett sporttelep Tokodaltáró központjában, közvetlenül a 10-es főút mellett, a centerpályától 5 kilométernyire, ahol a szabványméretű füves nagypályán kívül egy fedett tribün is található. A fedett lelátóban beépített öltözők, zuhanyzó, szertár és a játékvezetőknek kialakított öltöző kapott helyet. A sporttelep befogadó képessége 2500–3000 fő. A létesítményben elsősorban a helyi labdarúgó egyesület és a dorogi Serdülő I.- II. játszotta bajnoki mérkőzéseit, valamint évekig a dorogi ifi I. csapata edzések lebonyolítására használta. De gyakran játszott itt edzőmérkőzéseket, olykor még bajnoki mérkőzéseket is a dorogi felnőtt csapat. Erre leggyakrabban a téli alapozás idején, illetve mostoha időjárási körülmények között a központi pálya kímélése érdekében került sor. A sporttelep fenntartója és tulajdonosa egészen a közelmúltig a Dorogi FC volt, majd átadták a teljes létesítményt a tokodaltáróiaknak. A létesítményt jelenleg a helyi Tokodaltárói Tabak labdarúgócsapat használja és játssza hazai bajnoki és egyéb mérkőzéseit.
- A Dorog itt rendezett nemzetközi mérkőzései

| Dátum             | Ország        | Ellenfél                   | Eredmény |
| ----------------- | ------------- | -------------------------- | -------- |
| 1978. február 5.  | Csehszlovákia | ASVS Dukla Banská Bystrica | 1 – 0    |
| 1978. február 17. | Csehszlovákia | AC Nitra                   | 0 – 0    |
| 1988. február 23. | Lengyelország | FK Górnik Zabrze           | 2 – 1    |
| 1992. február 2.  | Csehszlovákia | Spartak Komárno            | 4 – 1    |
| 1992. február 11. | Csehszlovákia | 1. FC Košice               | 1 – 0    |
| 1997. február 26. | Ukrajna       | FK Karpati Lviv            | 1 – 4    |
| 2001. február 19. | Csehszlovákia | FK Dukla Banská Bystrica   | 1 – 0    |

### Schmidt-villai edzőpálya
Dorogon, a Schmidt-villa zöldterületén lévő füves nagypálya. Az 1970-es évektől az iskolai és üzemi sportot szolgálta. Napjainkban inkább különböző rendezvények – cirkusz, sörfesztivál, majális stb. – színtere, valamint a nézőtér egyik része volt a legendás 1981-es Dorogi Rockfesztivál idején.

### A kenyérmezei majorsági edzőpálya
Közvetlenül a Doroggal egybeépült Esztergom-kertváros területéhez tartozó Kenyérmező-majorban lévő füves nagypálya, amely a dorogi utánpótlás csapatok edzőpályája volt. Idővel a közelben lévő Hell József Károly Bányagépészeti és vegyészeti középiskola és technikum diákjai iskolai sportolás keretein belül használták. A későbbiekben a dorogiak átadták a pályát a kertvárosi labdarúgócsapat részére, akik hazai bajnoki mérkőzéseit játsszák itt.

### Monostori Tivadar Utánpótlás Nevelő Központ

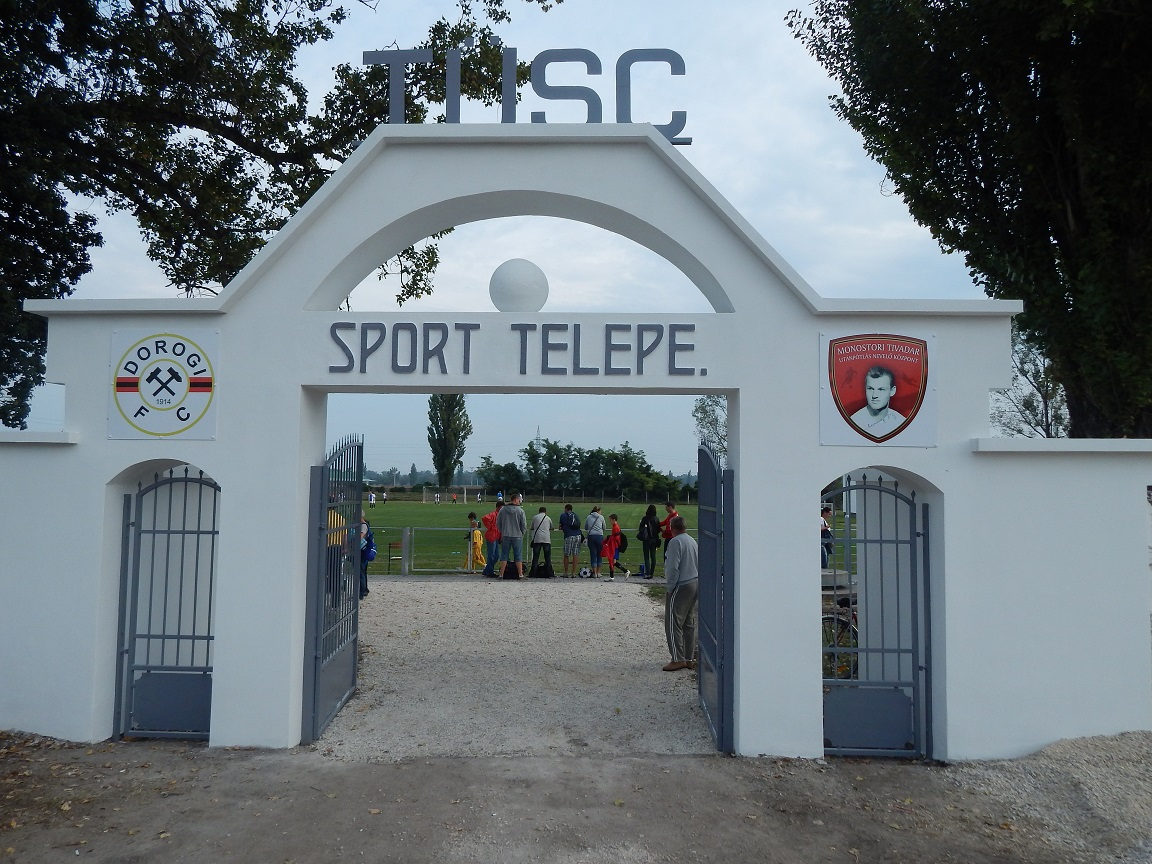
A Monostori Tivadar Utánpótlás Nevelő Központ főbejárata

Bár a Bágerban tervezett utánpótlás centrum megvalósítása csak terv szintjén maradt, azonban az egyesület nem tett le végleg róla és ha helymódosítással is, de végül siker koronázta erőfeszítésüket. Dorog szomszédságában lévő Tokodon az üveggyári sporttelep a helyi egykor szebb napokat látott egyesület 2008-ban való megszűnésével megüresedett. Az üveggyáriak az 1940-1941-es évadban egy év erejéig még az NB I-ben is szerepeltek, az idő múlásával azonban megyei szintű csapatként működtek megszűnésükig. A kis településen ezen kívül is működött egy csapat, a kettő fenntartása meghaladta a település kereteit. Elsősorban a helyi üveggyár – mint fenntartó – bezárása okozta és vetítette előre a sport klub végét is. A dorogi csapat a korábbiakban többször is rendezett itt edzőmérkőzést, ezen kívül a két település közötti szoros és jó viszony is elősegítette a pálya várható sanyarú jövőjének megakadályozását. A centerpályától 6,5 km-nyire lévő, leromlott állapotú magára hagyatott sporttelep új, nemes feladatkörbe kerülése körvonalazódott, amikor a helyi önkormányzat és a dorogi klub között létrejött egyfajta fúzió, amely mindkét fél részére előnyös jövőt ígért. A tokodi önkormányzat tulajdonosként megmaradt, a Dorogi FC pedig, mint bérlő és üzemeltető kötötte meg a használati szerződést. Az egykori sporttelep nem csak megszépült a dorogiak beruházását követően, de egy európai szintű sportparadicsommá vált a létesítmény. Az egyik pályája ritka és újszerű elemekkel készült, amely parafa-granulátum alapot kapott a műfű borítás alatt. A dorogiak nem csak saját utánpótlásukra gondoltak, hanem az országszerte kialakuló félben lévő futballakadémiák mintájára egy regionális utánpótlás bázist is működtetnek, ahová Dorog vonzáskörzetében tartozó valamennyi településről fogadják a focipalántákat. A létesítmény mellett a szakmai hátteret is megszervezték. Az újjászületett sporttelep névadója a méltán nevezetesen és mindkét településhez erősen kötődő Monostori Tivadar lett. Az egykori labdarúgó legenda Dorogra való költözése előtt hosszú évekig élt Tokodon. A hivatalos avató ünnepségre a Dorogi FC centenáriumi ünnepével egybekötve, 2014. Bányásznapján került sor magas rangú vendégek és a teljes Monostori család részvételével. Szép gesztusként, egyben a korhűséget is figyelembe véve, a főbejárat kapuján felújítva megmaradt az egykori egyesület nevét jelző öles TÜSC (Tokod-Üvegyári Sport Club) felirat is.
- A Dorog itt rendezett nemzetközi mérkőzései

| Dátum             | Ország    | Ellenfél                     | Eredmény   |
| ----------------- | --------- | ---------------------------- | ---------- |
| 2018. február 3.  | Szlovákia | SK FC Vydrany                | nem ismert |
| 2018. február 10. | Szlovákia | TJ Družstevník Veľké Ludince | 4 – 0      |
| 2021. január 24.  | Szlovákia | KFC Komárno                  | 2 – 2      |

## Intézményi szinten a legmeghatározóbb és kiemelkedő személyek a stadion történetében

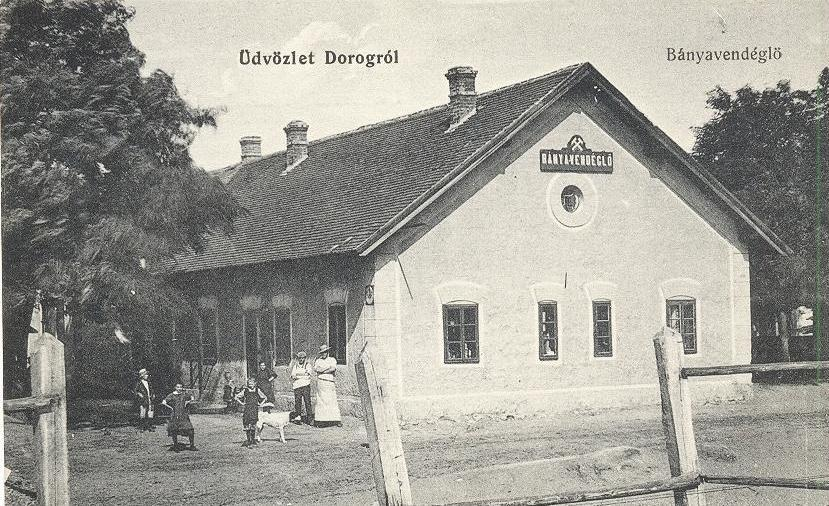
A stadion közvetlen szomszédságában található Binder vendéglő, amely a dorogi sportéletben fontos szerepet játszott

A mindenkori klubelnökök fontos szerepet játszottak a stadion fenntartásában, fejlesztésében. Közülük is az első legjelentősebb a sorban, Gácser János, aki az 1920-as, 1930-as években 16 évig vezette az egyesületet és elnöklete alatti időszakban vált ismert és elismert klubbá a Dorogi AC és vele együtt a létesítmény is. A háborút követően pedig Kovács Antal vált hasonló sikeres vezetővé, aki pedig két évtizeden át volt a sportkomplexum első embere. Rengeteget fáradozott a sportteleppel kapcsolatos rekonstrukciókban, a háborúban teljesen tönkrement uszoda újjáélesztésért, a sportcsarnok és a fedett uszoda felépüléséért. Nevéhez fűződik az 1970-es évek első felében zajlott általános felújítás és az új szabadtéri kézilabdapálya is. Hozzá hasonlóan Kaiser József és Göb Sándor is a sporttelep elválaszthatatlan alakjai voltak, akik ezer szállal kötődtek a létesítményhez. Minden eseményben szervesen közreműködtek. Kaiser József gyakorlatilag minden egyes napját a létesítményben töltötte. Mindannyian hosszasan fáradoztak a villanyfényes stadion megvalósításán, azonban ezen törekvések csak részben tudtak megvalósulni. A pálya fél térfelét lehet csak kivilágítani, amelyet edzésekhez tudnak használni. Szintén a legendás személyek sorát gyarapította Kollár Lajos intézményvezető, akinek neve szinte egybeforrt a sportcsarnokkal. Ugyancsak példaértékű az egyesület jelenlegi elnökének, Mayer Lászlónak személye és felbecsülhetetlen, odaadó munkája, aki sportvezetőként 2006 óta van hivatalban és szoros kapcsolatban mind a dorogi sporttal, mind a létesítménnyel. Előbb, mint a Dorogi Szénmedence Sportjáért Közalapítvány vezetőségi tagjaként, majd a Dorogi FC elnök helyettesként, végül elnökként elévülhetetlen szerepe van a stadion fejlesztésében. Programját tervszerűen, lépésről lépésre valósítja meg. Nem csak hogy fizetés és tisztelet díj nélkül önzetlenül tevékenykedik, de saját vállalkozásából származó bevételéből is jelentős összeggel járul a stadionban történő fejlesztésekhez. Egyenes jelleme, szavahihetősége és a klub iránti feltétlen elkötelezettsége méltán emeli személyét a régi nagynevű elődökkel egyszintre. Az elnökség tagjaitól a szakmai stábon és a sportolókon át a szurkolókig kivétel nélkül örömmel működnek közre vele.
Továbbá feltétlen érdemes megemlíteni és kiemelni a stadion történetében fontos szerepet játszó egyéneket, mint Schmidt Sándort, Binder Lőrincet, Komoróczy Miklóst, Vida Jenőt, Rehling Konrádot, Uhlyarik Rezsőt, Csuha Andrást, Bakonyi Istvánt, Vígh Jánost, Bartalos Józsefet, Tittmann Jánost, Kiss Lászlót, Szabó Gyulát és Balázs Mihályt.
A stadion gondnoki munkáit gyakran jeles személyek látták el. A történeti összefoglalóban már szó esett Solymár Károlyról, az egykori olimpikon és országos bajnok atlétáról, aki az első gondnoka volt a létesítménynek. Az 1980-as és 1990-es években nem kisebb név, mint Ilku István töltötte be ezt a feladatkört, aki a pálya karbantartása mellett a kazánházat is felügyelte, majd közvetlen utóda, az egykori szintén kiváló kapus, Csepecz János lett. Szinte tradícióvá vált a sor, ugyanis később Hendrich Tibor vette át a gondnokságot, aki fiatalon az utánpótlás csapat tagja volt, majd az ő nevéhez fűződött a Dorogi Diófa Focióvoda megteremtése és vezetése.
A stadion történetének legendás alakja volt továbbá Szajlai Benedek szertáros, majd később az évtizedekig szolgáló, szintén szertáros Trexler János, aki a sportszerek javításának a mestere is volt egyben. Nem létezett olyan tönkrement labda, amelyet ne tudott volna újra használhatóvá tenni. Futball- és egyéb sportcipők javítását is végezte, mezeket, dresszeket varrt, vagy ha kellett, hálót is foltozott. Nyugdíjas éveiben is vállalt javításokat az egyesület részére, olykor akár díjtalanul is. Érdemes megemlíteni Lőrincz Lászlóné Ágikát, a klub egyik kiemelkedő adminisztratív dolgozóját, aki hosszú évtizedeken keresztül közmegelégedéssel végezte munkáját, valamint a stadion első számú pénztárosa is volt a sportrendezvények során.
A gondnoki feladatokat az 1990-es évektől egészen az elmúlt évekig Fazekas Béla látta el, aki egyben a létesítmény ezermestere is volt. Mindennemű karbantartó munkálatokat végzett, valamint a biztonsági szolgálatot is ellátta. Ugyancsak meghatározó személyek voltak Resszerné Anika és Nebehaj Mihályné Katika, akik a szertári és mosodai munka terén hosszú évekig elválaszthatatlan párost alkottak, és méltán vívták ki a sportolók és a sportköri tagok szeretetét és megbecsülését..

## A stadion megörökítése kiadványokban, emléktárgyakon

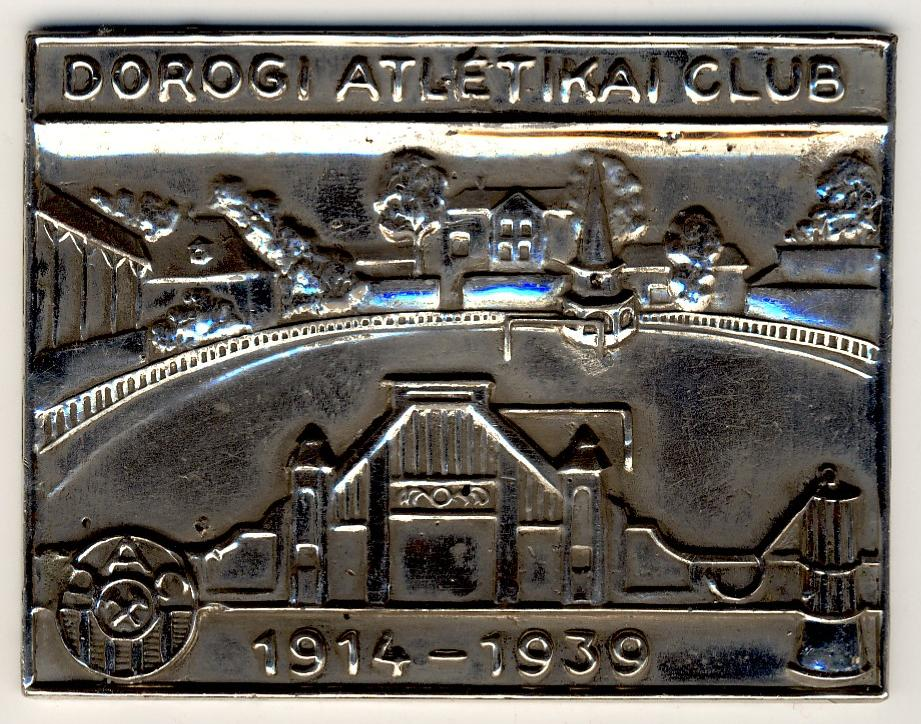
Emlékplakett 1939-ből

- A stadiont ábrázoló első képeslap 1922-ben készült Binder Lőrinc közreműködésével, amelyet szintén még az 1920-as években egy egész sorozat követett.[122]
- A dorogi klub fennállásának 25. évfordulójára készült dombormű kidolgozású emlékplakettet is a stadion ábrája díszíti.
- Szintén képeslapon szerepel a 2001-ben kiadott Magyar Stadionok sorozat részeként, a Stadion-kiadó gondozásában. A képeslapon Bányász Stadion, Dorog felirattal látható.[123]
- Az ezredfordulón és az új évezred első éveiben készült kártyanaptárak közül, egymást követő két évben is modellként szolgált. A 2002-es naptáron a Zenepavilon, míg a 2003-as kiadáson a fedett tribün a felújított öltözőépülettel látható. A naptárak Szabó Gyula tervezésében és gondozásában készültek.[124]
- A 2002-es évben egy Dorogról készült művészeti naptárban is helyett kapott. Alkotója, a dorogi dr. Till József, aki a foglalkozását tekintve nőgyógyász, azonban hivatásán felül is igen sokoldalú művész, elsősorban a költészet és a festészet terén. A naptárban valamennyi hónapot a városról készített egy-egy festménye díszít, amelyekhez a kísérő szövegeket, aforizmákat is ő írt. A márciusi hónaphoz a stadion Déli kapujáról festett képe került.[125]

## Légifotók a stadionról
|  |  |  |